# Torre

Torre del Palazzo Pubblico de Siena (la signoria o ayuntamiento de esa ciudad-estado italiana durante el Antiguo Régimen).

Una torre es un edificio mucho más alto que ancho. Sus funciones pueden ser diferentes, pero históricamente han sido militares y religiosas, además de estéticas (para esparcimiento de la vista y para adorno, indica el DRAE). Más recientemente, el término se emplea para designar a diferentes estructuras tecnológicas, así como a edificios de oficinas o viviendas de gran altura. Las torres son uno de los principales hitos urbanos, y configuran la personalidad de una ciudad.
La referencia más antigua a estos edificios se encuentra en la Biblia: el episodio de la torre de Babel, que se considera inspirada en los ziggurat mesopotámicos. En los limes fortificados del Imperio romano se construyeron turris y burgus, precedentes de las casas-torre medievales. La Edad Media fue un periodo caracterizado por la construcción de torres militares y religiosas (tanto cristianas como musulmanas). En otras civilizaciones distintas de la occidental se construyeron también torres con similares formas y funciones (pirámides mesoamericanas, torres del silencio zoroastrianas, gopuram de la India, pagodas chinas, castillos japoneses, etcétera); en algunos casos incluso alguna ciudad antigua edificó sus viviendas en altura, como Shibam (Yemen), la Manhattan del desierto.
La capacidad evocadora de las torres las han hecho ser muy frecuentemente utilizadas en el arte, tanto en las artes visuales como en la literatura (Las dos torres de la serie de novelas El señor de los anillos de J. R. R. Tolkien), donde el arquetipo que simboliza una torre puede tener distintas simbologías, pero siempre vinculadas al aislamiento: torre de marfil, cuando es positivo, o bien opresión y cárcel, especialmente por la trascendencia histórica de la función represora de muchas torres, identificadas con el poder (la Torre de Londres, las torres de La Bastilla).

Hice labrar una torre
entre las peñas y riscos 
de esos montes, donde apenas 
la luz ha hallado camino, 
por defenderle la entrada 
sus rústicos obeliscos. 
(...)
Allí Segismundo vive 
mísero, pobre y cautivo.
Calderón de la Barca, La vida es sueño, acto I.

## Torres militares
Las torres son un elemento esencial para la arquitectura militar, tanto como parte de un circuito fortificado como aisladas.

### Torres aisladas
En la terminología de las construcciones militares romanas, la palabra castrum designa a los campamentos romanos, que se rodeaban de una empalizada y que se reforzaban con torres (cuando se hacían estables los elementos constructivos podían pasar a hacerse en piedra); mientras que las palabras turris y burgus designan a torres aisladas, como las que vigilaban el limes (frontera exterior del Imperio). Una tipología similar tuvieron posteriormente las torres denominadas mota castral y las casas-torre. Fuera de Europa, y salvando las diferencias formales, es similar la tipología básica del castillo japonés.

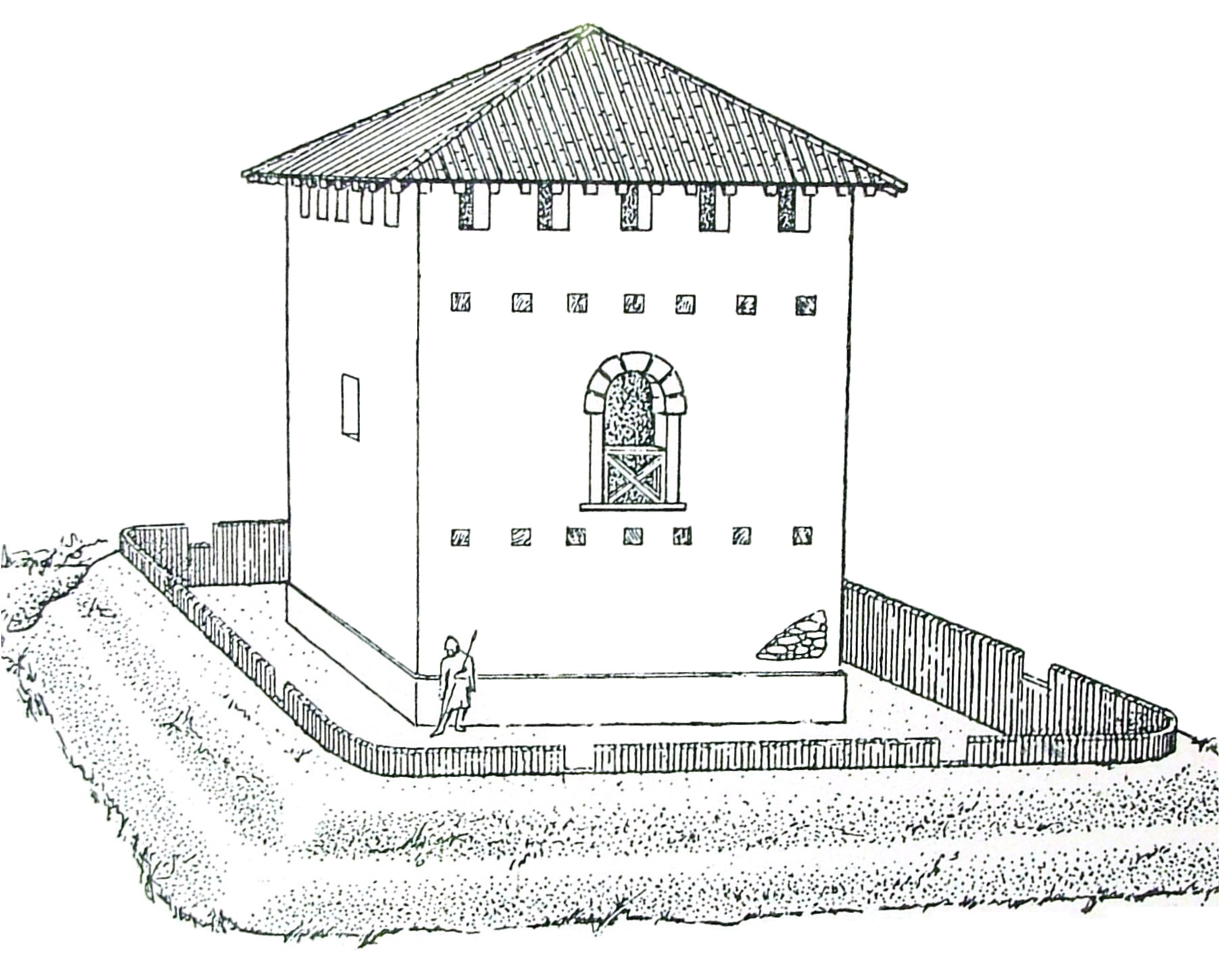
Reconstrucción del aspecto del Burgus Ahegg,[5] en el limes romano del Danubio.
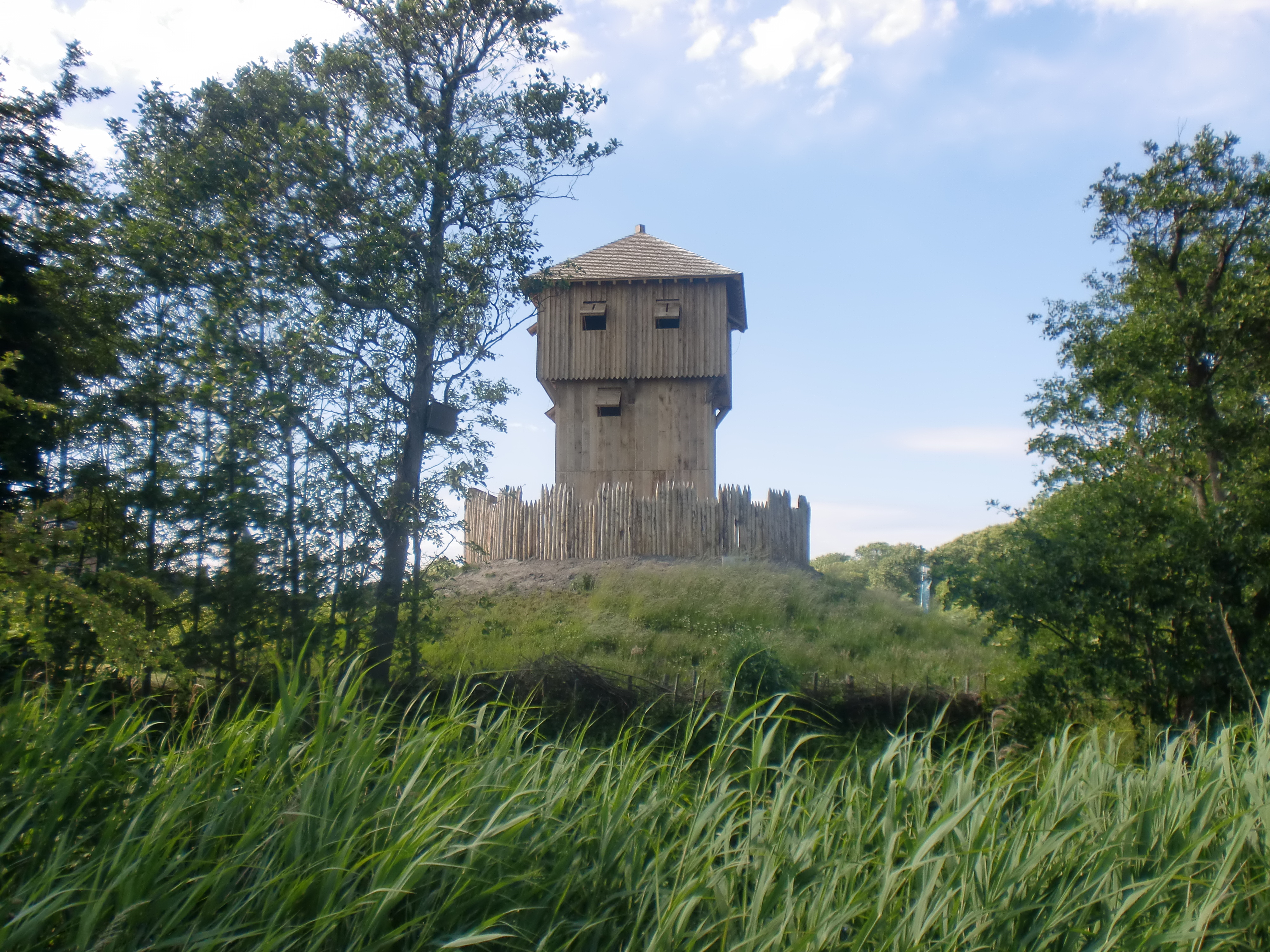
Reconstrucción de la mota castral de Oostkapelle (Zeelanda, Países Bajos).
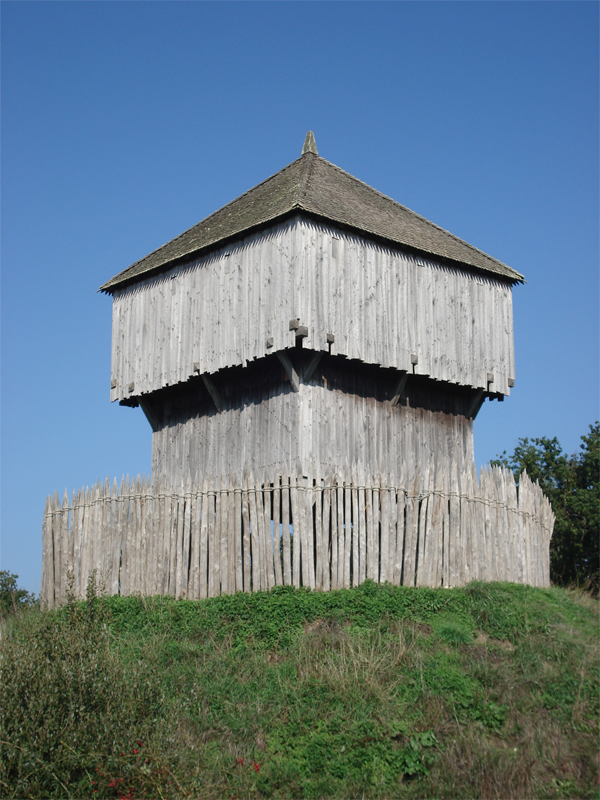
Reconstrucción de la mota castral o Château à Motte de Saint-Sylvain-d'Anjou (Francia).
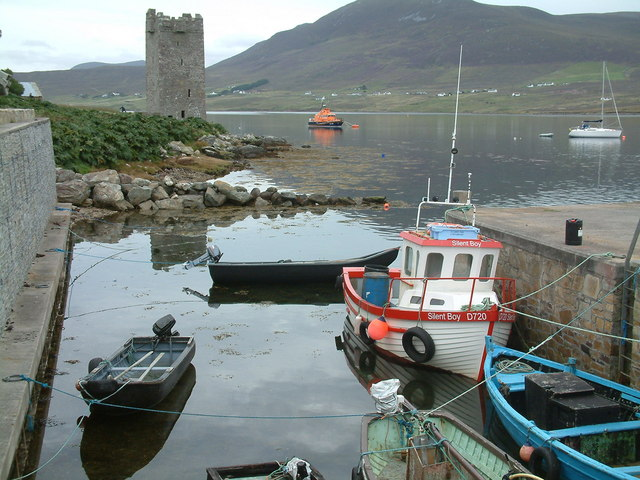
Torre del puerto de Cloghmore (Irlanda).
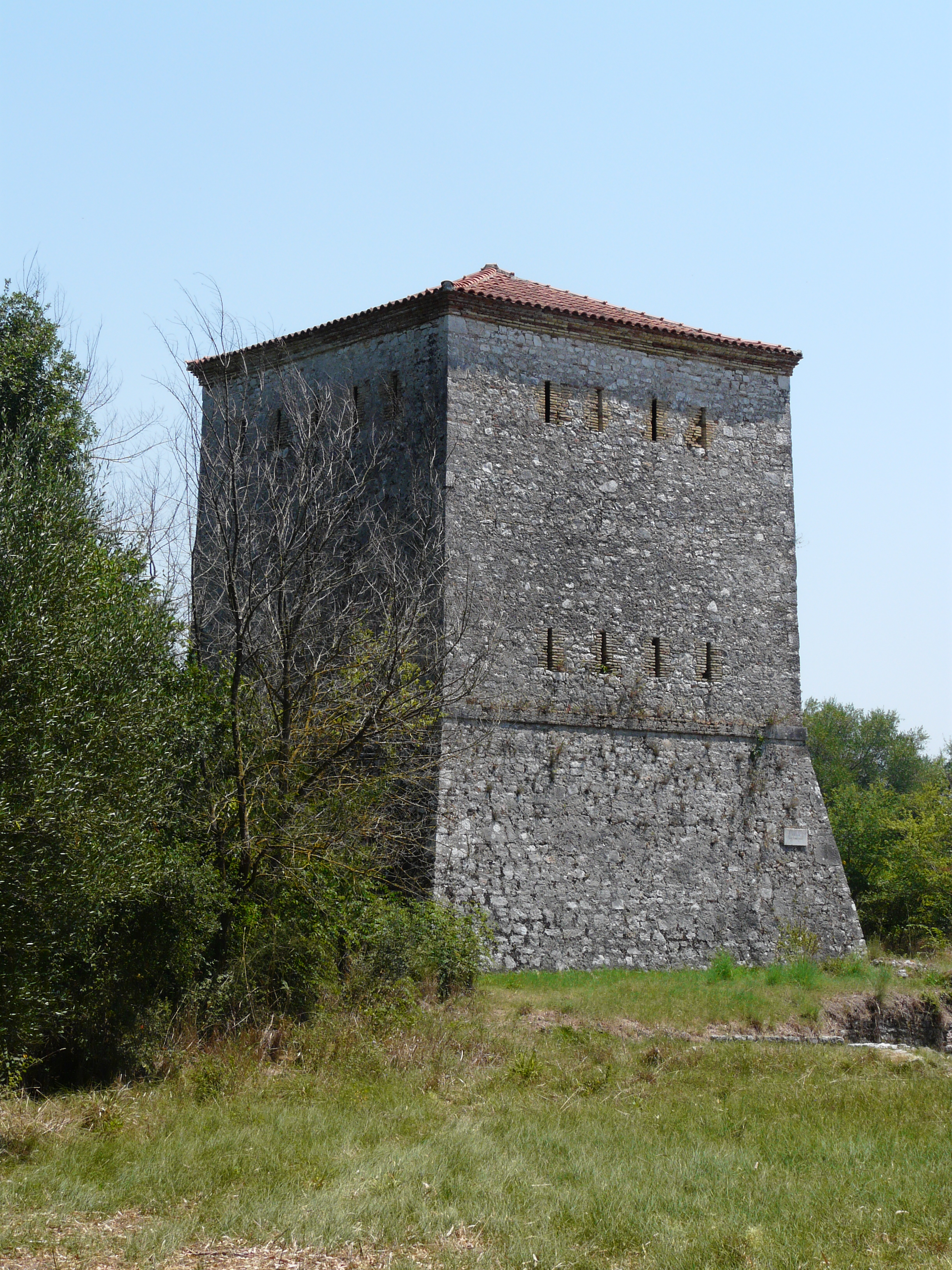
Casa-torre veneciana en Butrinto (Albania).
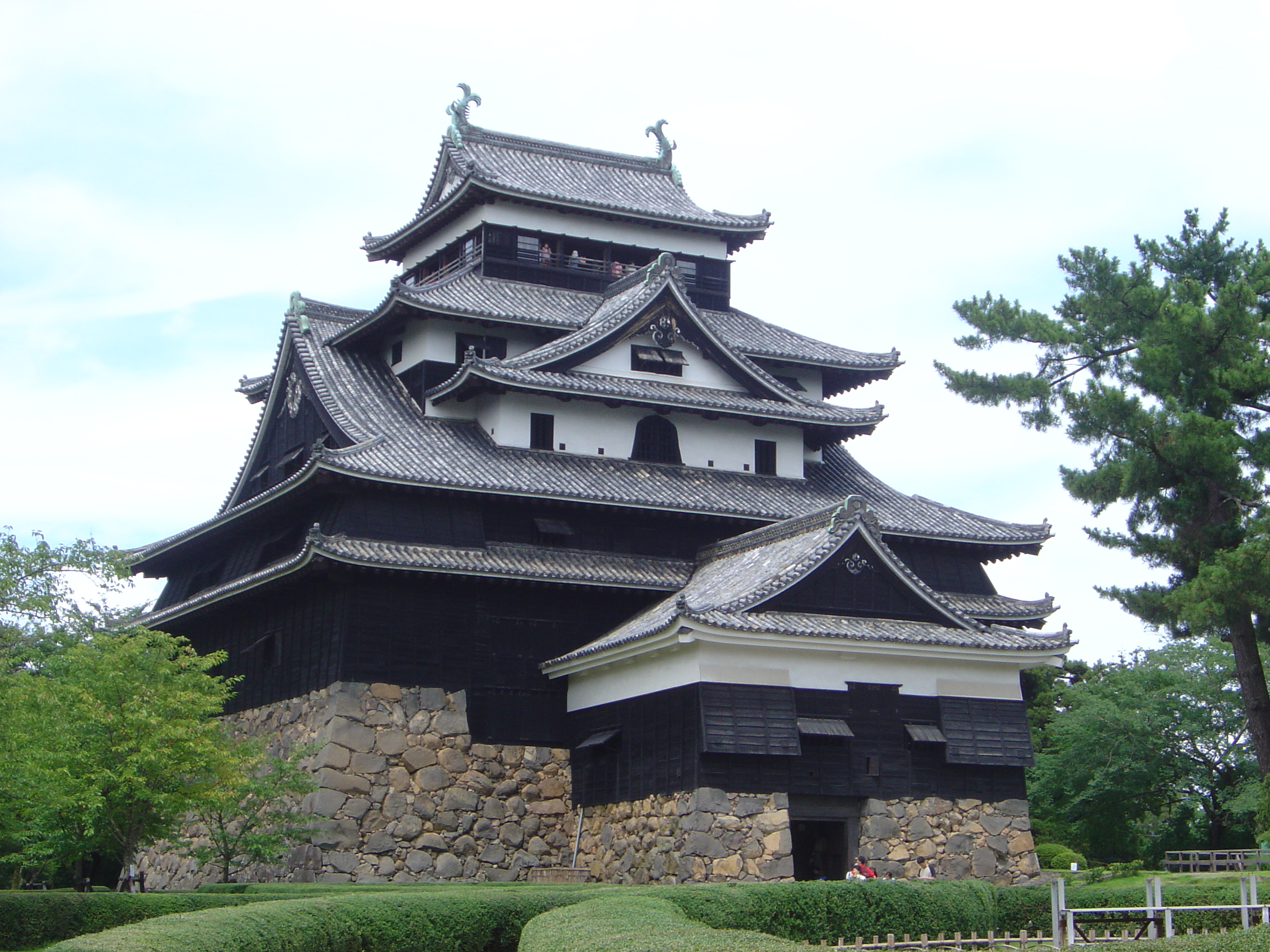
Castillo Matsue (Japón).

#### Torres-vigía
Una torre-vigía, torre de vigilancia o atalaya es un tipo de fortificación cuyo uso primario es militar. Se tratan, por lo general, de estructuras aisladas. Su objetivo principal es proporcionar un lugar alto y seguro desde el cual poder realizar la vigilancia y hacer observaciones militares. En algunos casos, otras torres de uso no militar, como las religiosas, han sido utilizadas como atalayas. Los recintos carcelarios, los campos de concentración y otras instalaciones utilizan también torres de vigilancia destinadas a la observación tanto del interior como del exterior.

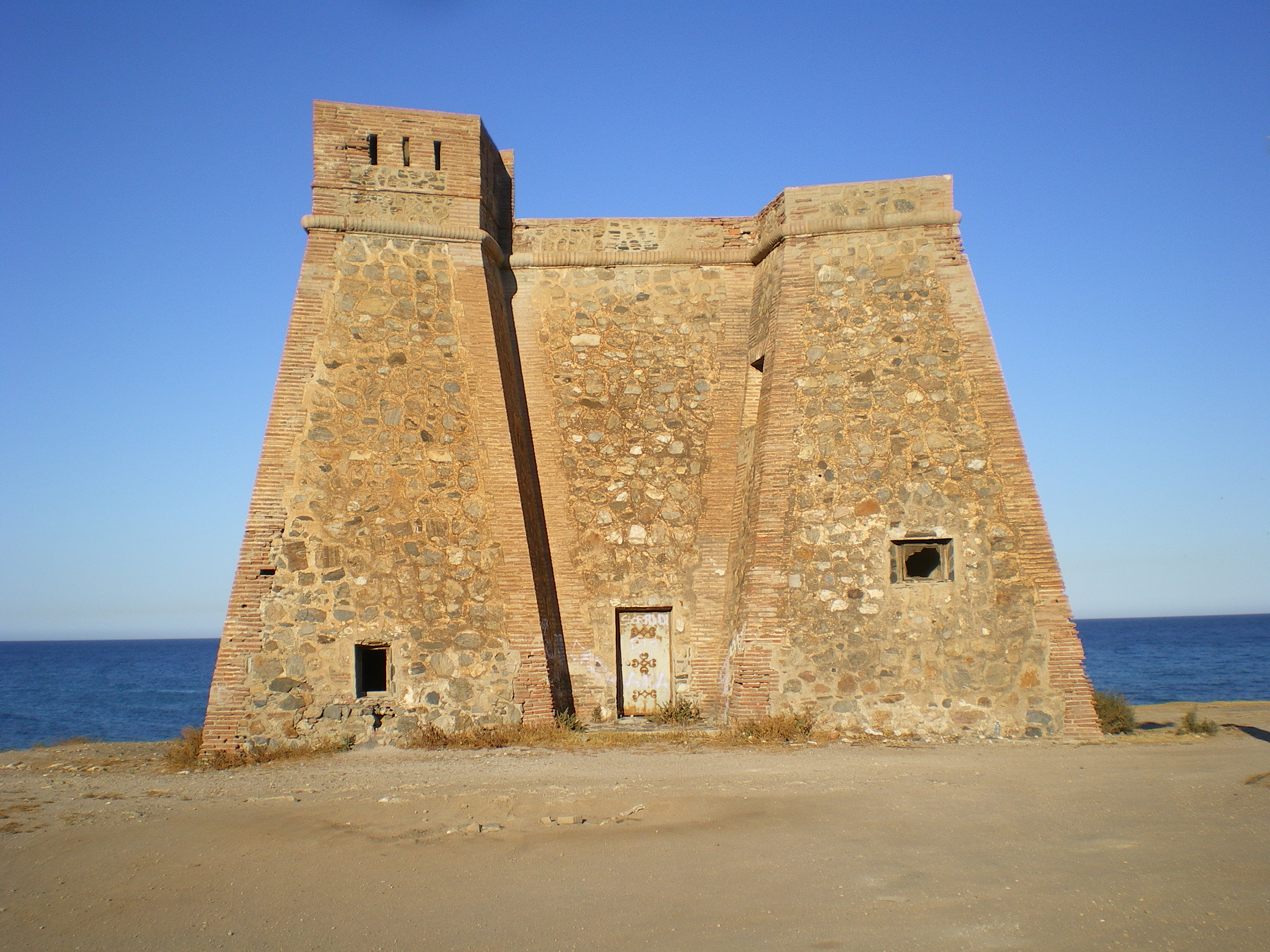
Torre de Macenas (Mojácar, España), una torre de vigilancia costera.
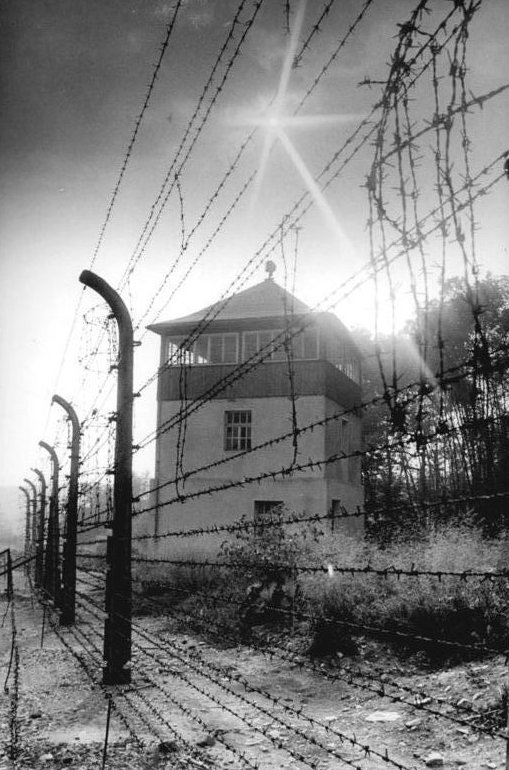
Torre de vigilancia del campo de concentración de Buchenwald.
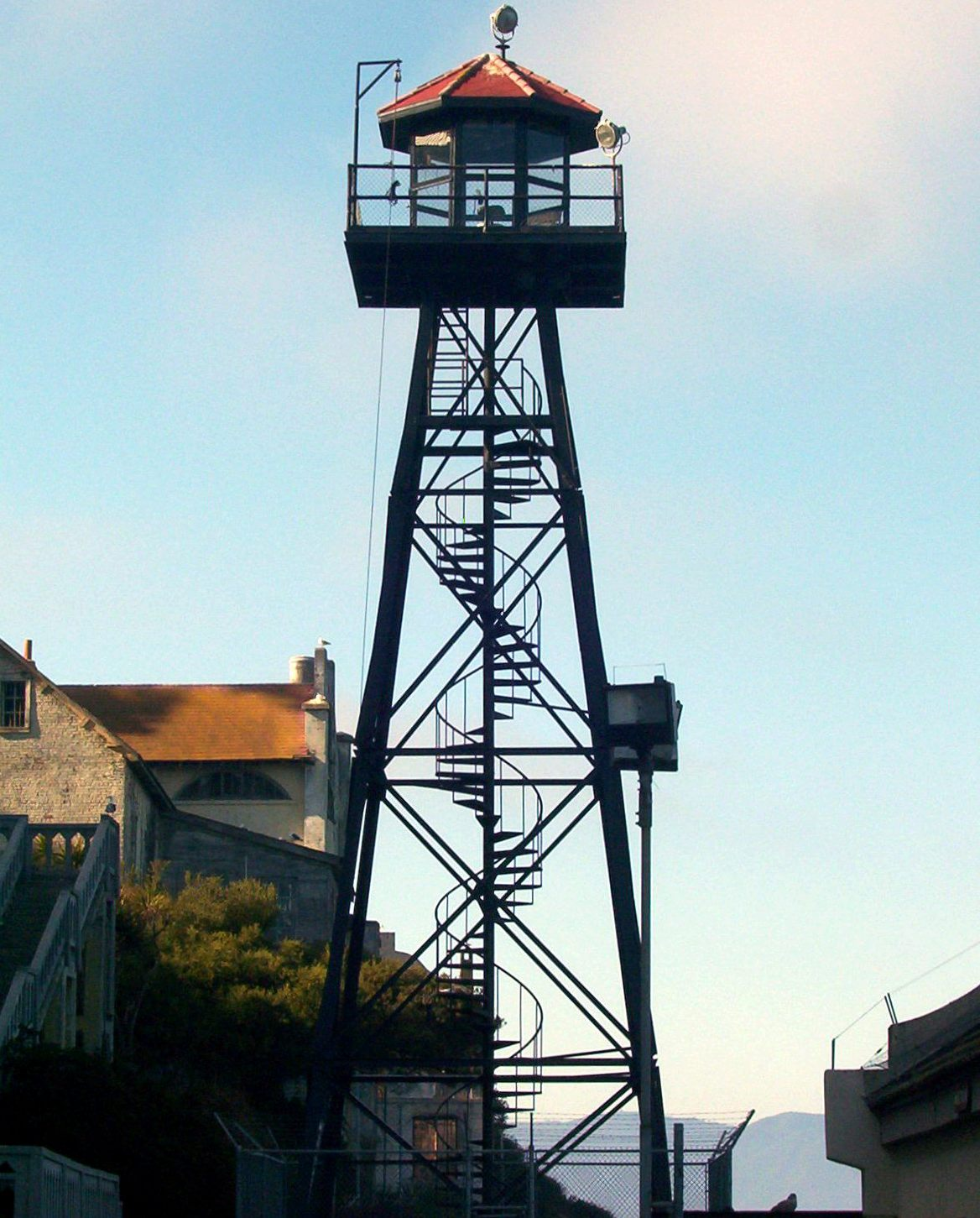
Torre de vigilancia de la prisión de Alcatraz.
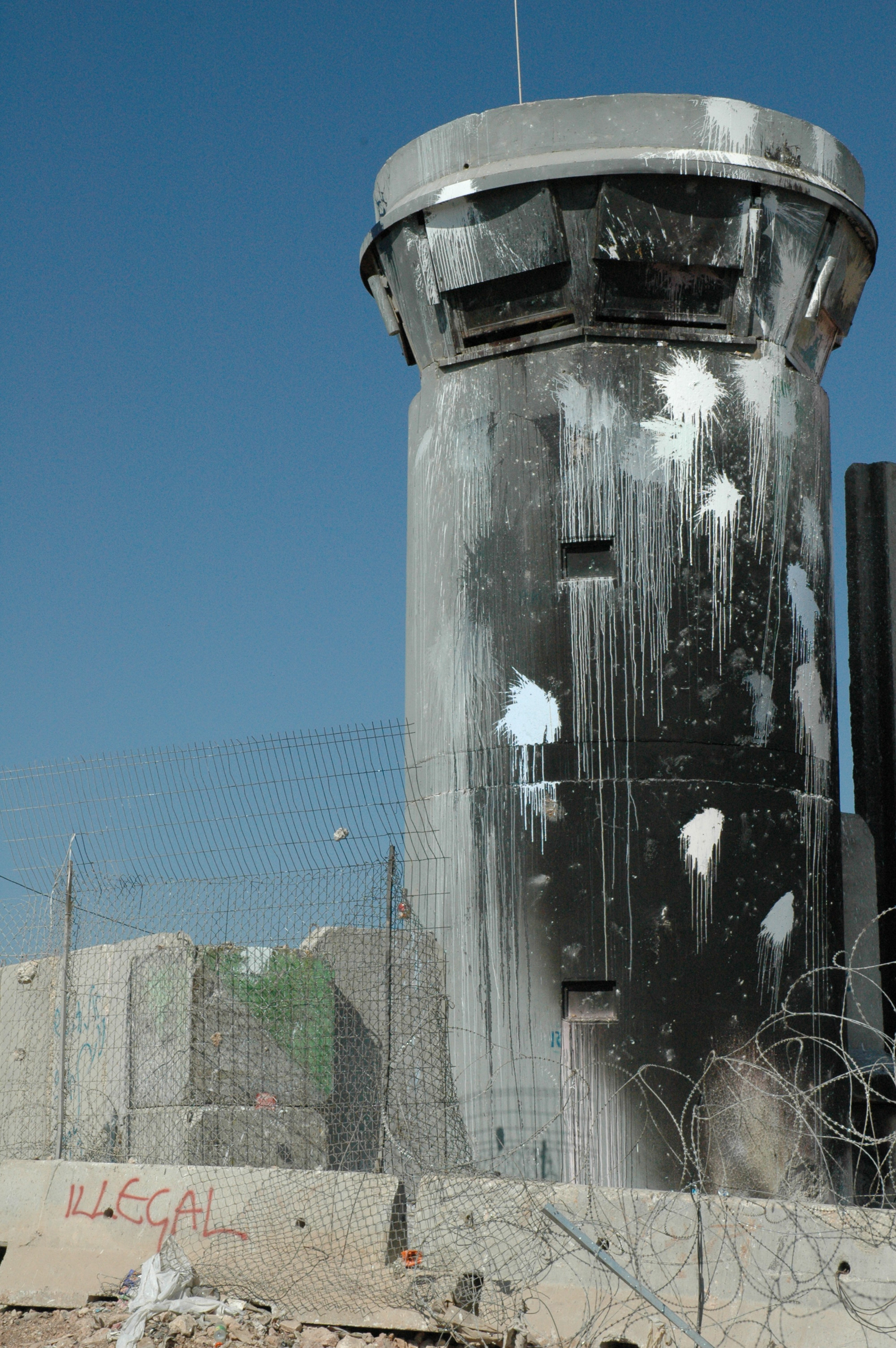
Torre de vigilancia israelí en el muro de Cisjordania.
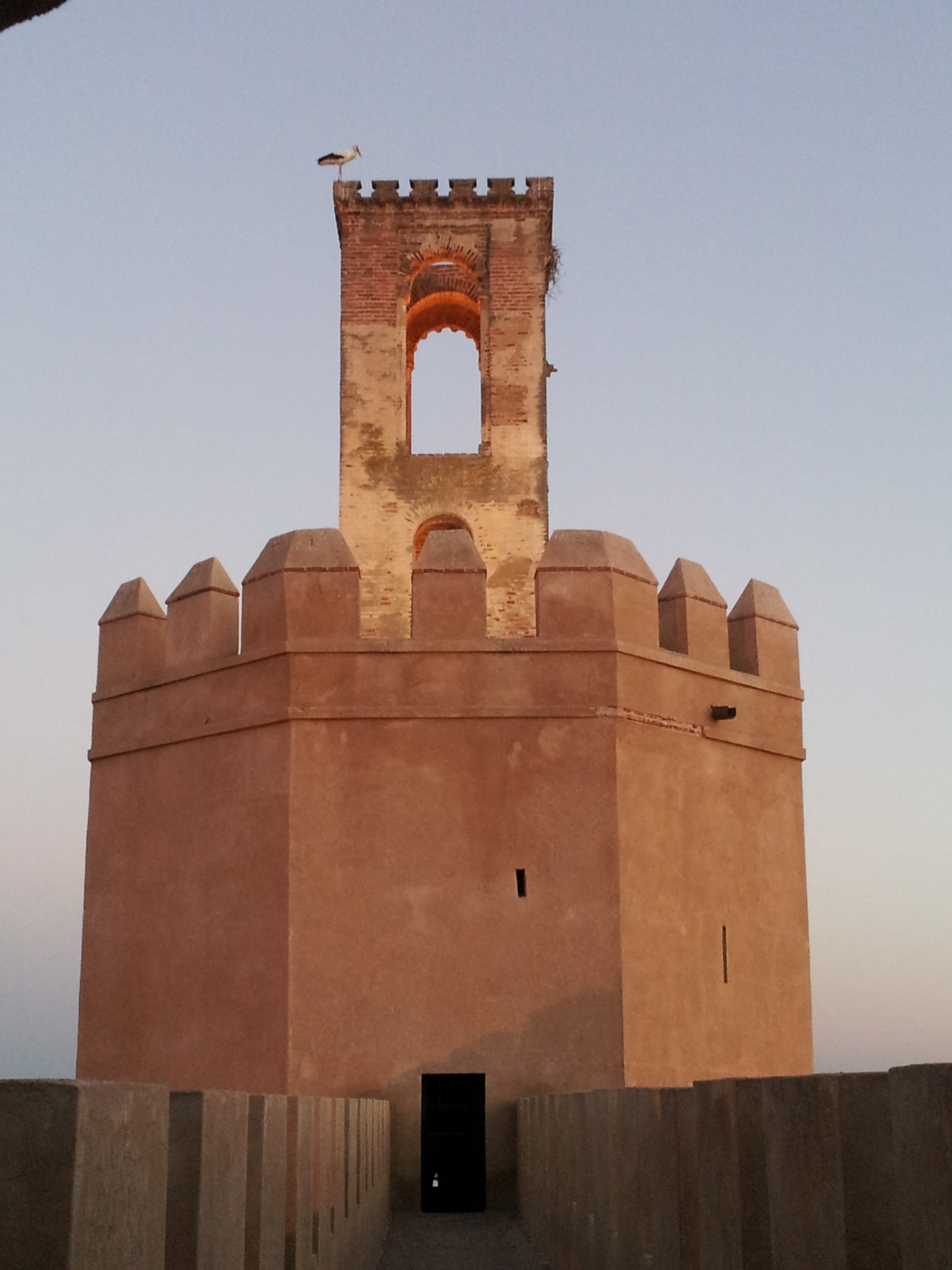
Torre de Espantaperros (Badajoz) y vista frontal del acceso desde la muralla.
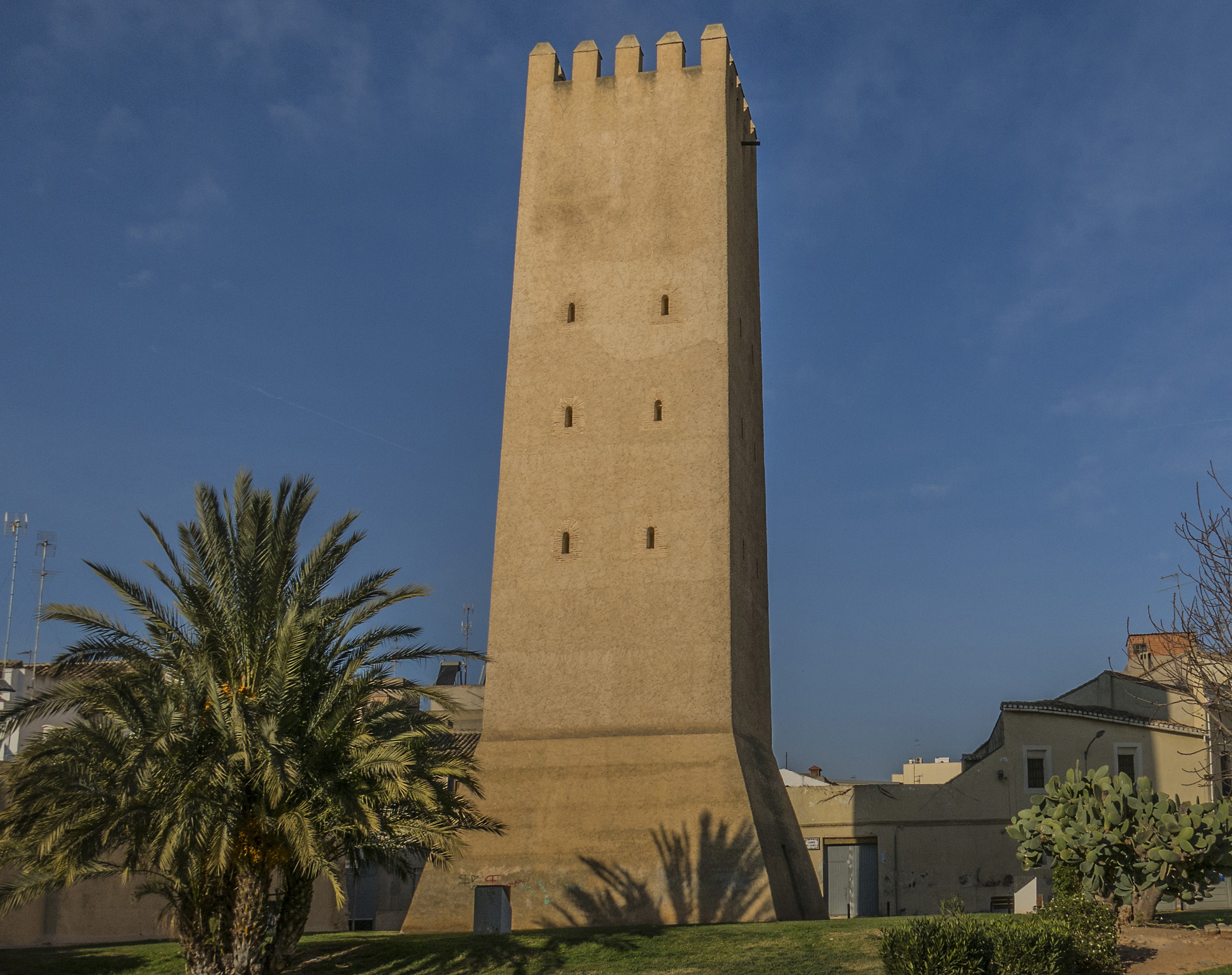
Torre Racef, Almusafes

#### Torres de vigilancia costera
Las torres de vigilancia costera fueron una serie de torres vigía construidas en el siglo XVI en las costas mediterráneas de España para defenderlas de los ataques de los piratas berberiscos. Se sitúan principalmente en la provincia de Alicante, en la Región de Murcia y en las provincias de Almería, Granada y Málaga, así como en la vertiente atlántica andaluza, en las provincias de Cádiz y Huelva. La mayoría de estas torres estuvo en uso hasta el siglo XIX.

### Torres de castillos y murallas

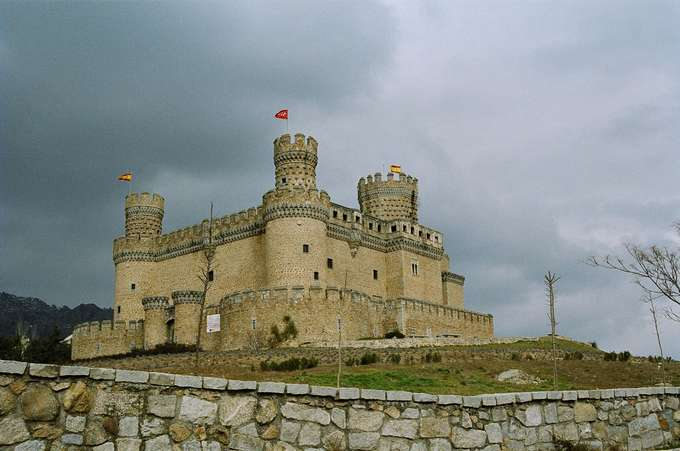
El castillo de Manzanares el Real mantiene una muralla de circuito exterior, con dos pequeñas torres cilíndricas (cubos) flanqueando la entrada; los muros principales están reforzados en las esquinas delanteras con dos cubos y el lienzo posterior con una torre del homenaje.

Las torres de castillos y murallas (en general, de todo tipo de fortificaciones) tienen distintas formas y funciones. Cuando son circulares reciben el nombre de "cubos". Cuando son de gran tamaño reciben el nombre de "torreones". Las pequeñas construcciones aptas para que se guarezca un vigilante se denominan garitas.
La más antigua torre de muralla de la que hay testimonio arqueológico posiblemente sea la denominada torre de Jericó, de unos 8 metros y medio de altura, una de las estructuras de las murallas de Jericó, del VIII milenio a. C.

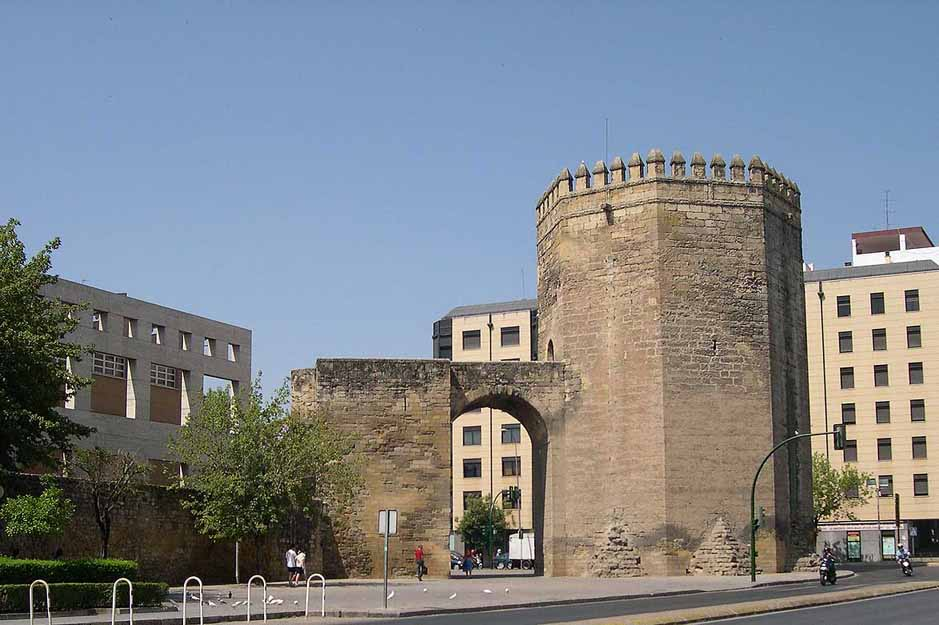
Torre de la Malmuerta, Córdoba (España).

#### Torre albarrana
Torre albarrana es una torre que forma parte de un recinto fortificado con el que está comunicado, aunque generalmente exenta de la muralla y conectada a esta mediante un pequeño arco o puente, que pudiera ser destruido fácilmente en caso de que la torre cayese en manos del enemigo. Puede ir también adosada como gran bastión o baluarte pero en este caso es de mayor tamaño que los demás.
Sirve de atalaya o torre de vigilancia, pero también para hostigar al enemigo que intenta acercarse o rebasar la muralla.
Ejemplos de torres albarranas pueden ser la Torre del Oro en Sevilla, la de la Malmuerta en Córdoba o la Torre de Espantaperros en Badajoz (cuya alcazaba posee varios ejemplos de estas torres), todas en España, aunque se cree que la torre Swillington en el castillo de Pontefract, en Yorkshire, Reino Unido, es un ejemplo de este tipo de edificación.

#### Torre del homenaje

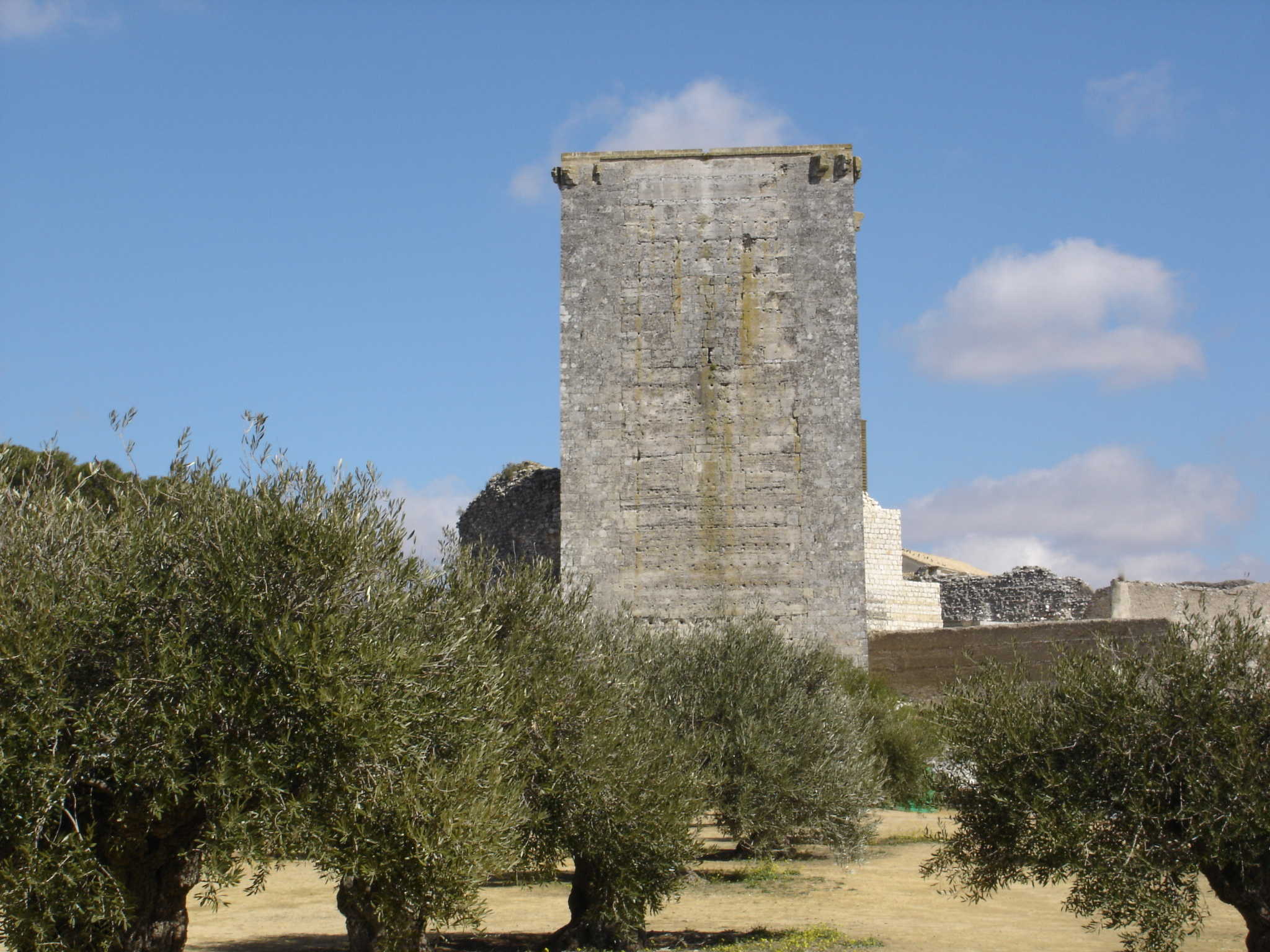
Torre del homenaje del alcázar de Estepa (Sevilla). En el dintel de su entrada se encuentra esta curiosa inscripción: Esta torre mandó facer/ Lorenzo Suárez de Figueroa/ Maestre de Santiago,/ Quien quisiere saber lo que/ costó faga otra ella/ y saberlo ha.

La torre del homenaje es la estructura central del castillo medieval (donjon en los castillos franceses, bergfried en los alemanes, maschio o mastio en los italianos, keep en los ingleses). Es una torre destacada, más alta que la muralla, y por lo general se podía aislar del resto de la fortaleza. Es la torre principal, la que sirve de residencia del señor y cumple con las funciones más destacadas del castillo, albergando las estancias principales y, en ocasiones, los almacenes de víveres. Se encuentra en la posición más abrigada en relación con un posible ataque exterior, de forma que si sucumbiese el resto de las defensas, esta torre proporcionase un último refugio.

### Torre de asedio

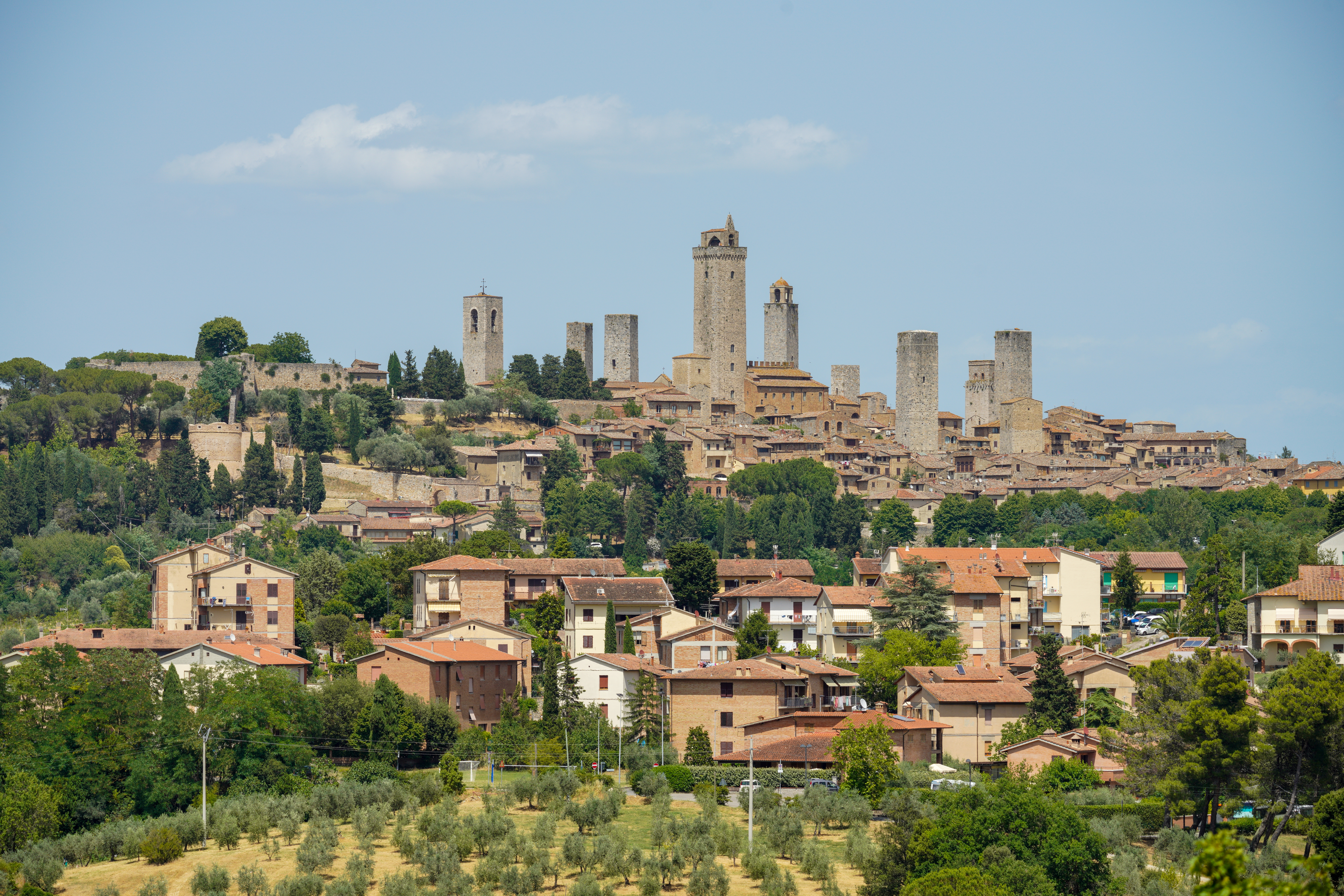
Torres de San Gimignano.

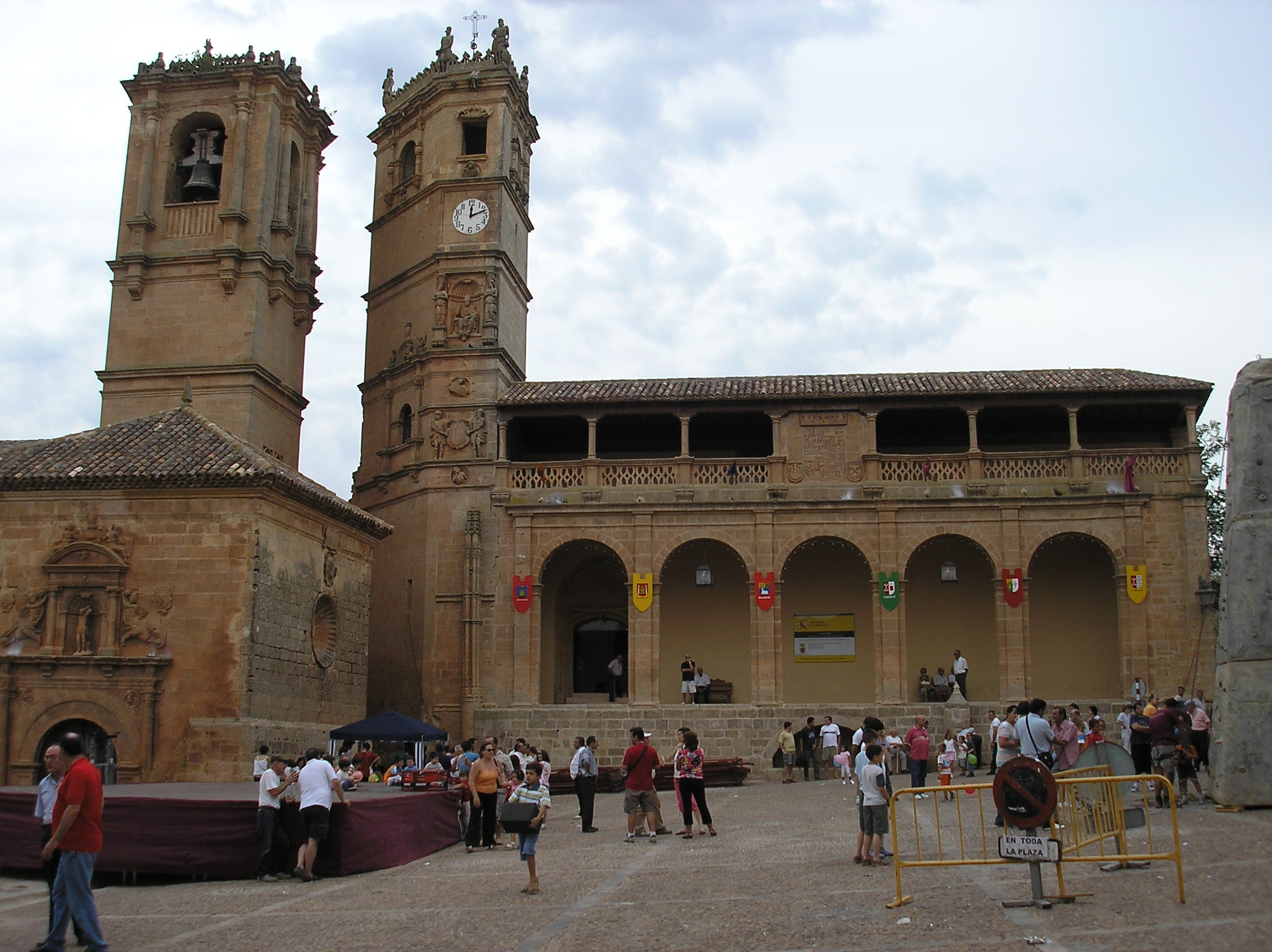
Torre de la iglesia de la Trinidad (izq.) y torre del antiguo convento de Santo Domingo (hoy edificio de los Juzgados, der.) de Alcaraz.

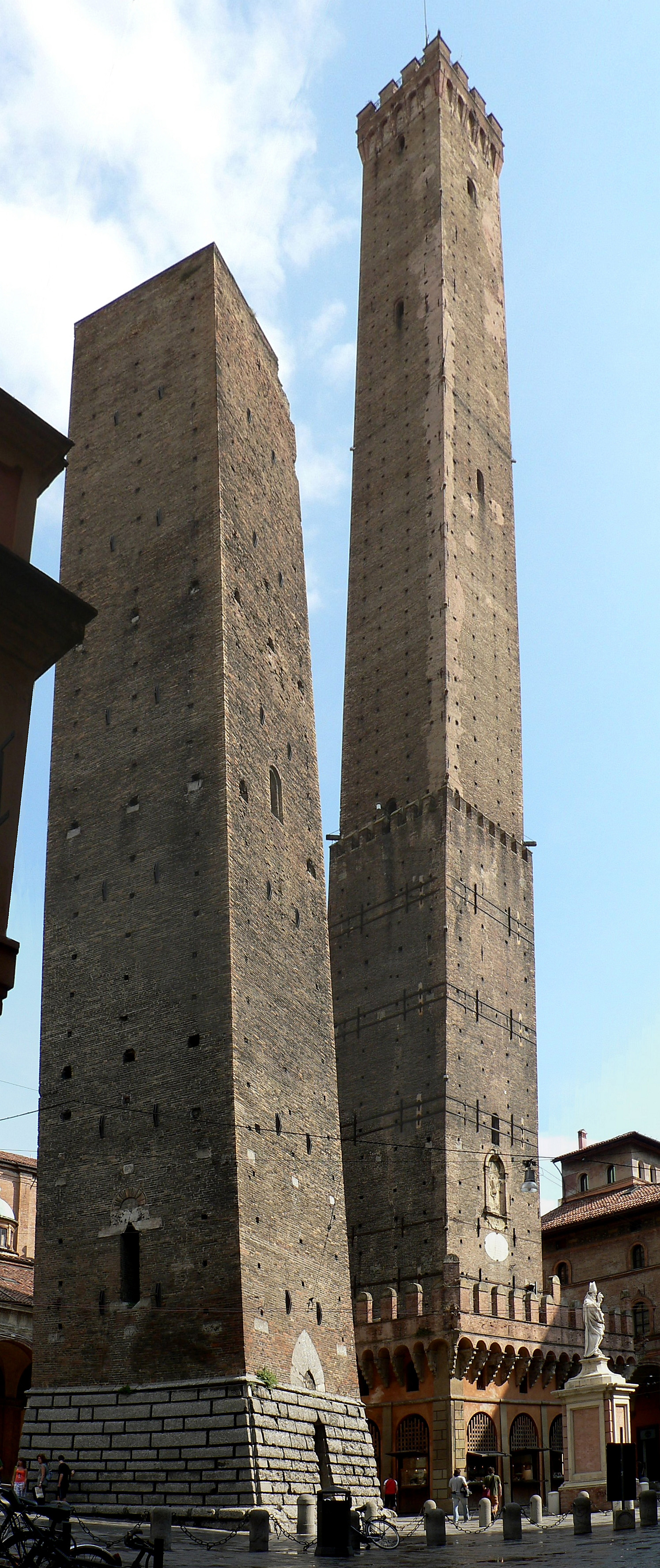
Torres de Bolonia.

Las torres de asedio consistían en un armazón transportable de madera, en forma de prisma o tronco de pirámide altos, que se empleaban en la Edad Antigua y Media para combatir y asaltar las murallas enemigas, alcanzando su altura. Si su aproximación tenía éxito, permitían acceder más fácilmente que las escalas a varios hombres armados para que las tomasen. Como todas las armas de asedio medievales, la torre también quedó obsoleta con la generalización del cañón a partir del siglo XV.

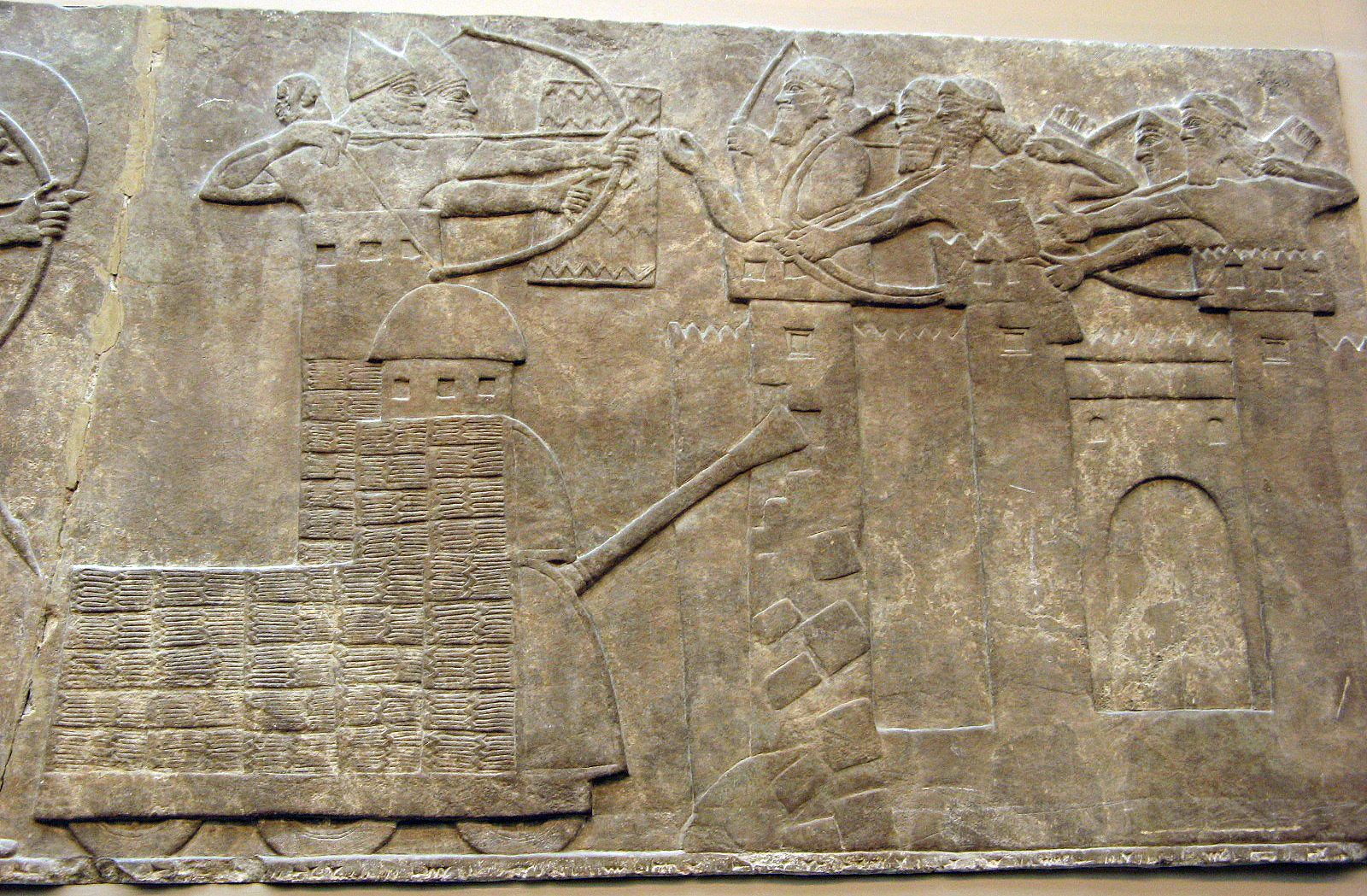
Relieve asirio que representa el empleo de una torre de asedio.
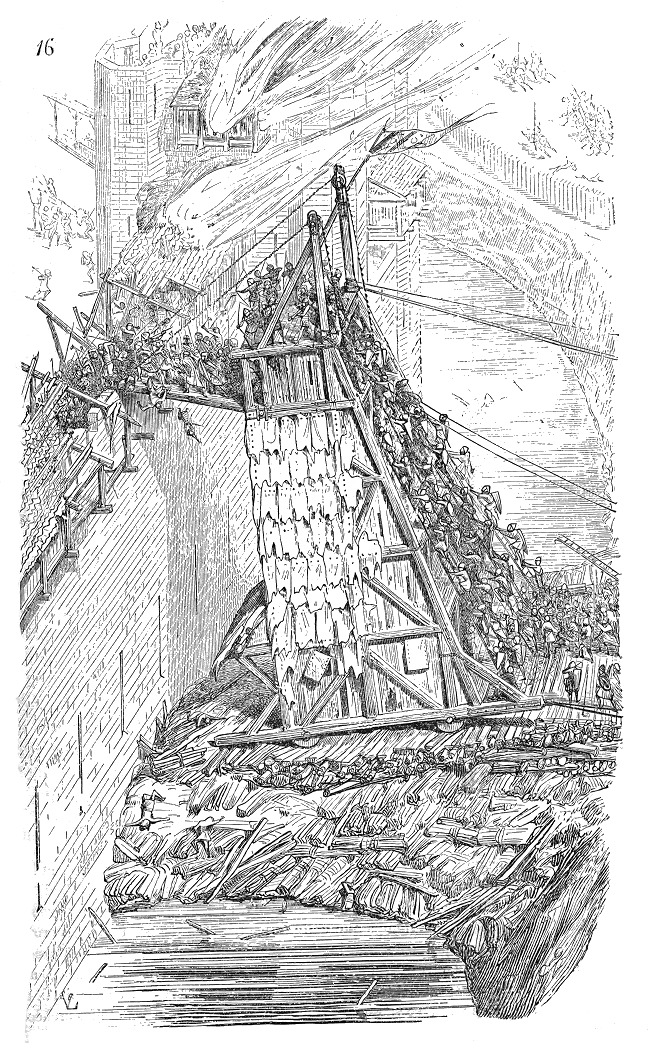
Grabado moderno que representa el empleo de una torre de asedio.
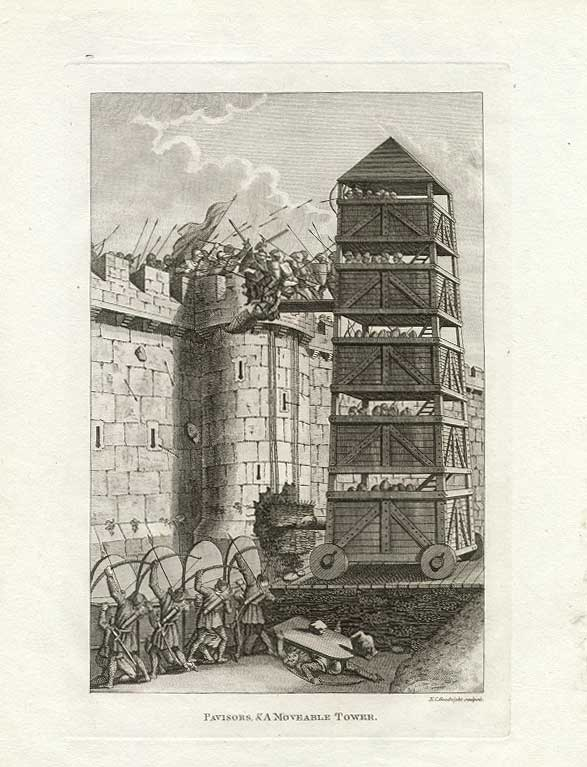
Ídem.

## Torres urbanas
Las ciudades medievales de Europa occidental se caracterizaron por encerrarse en circuitos de murallas, y sus edificios destacados levantaron torres, tanto con fines defensivos como con fines de prestigio, en una competición por la altura entre distintas instituciones o familias dentro de la ciudad y entre las distintas ciudades. Ejemplos notables pueden verse en Florencia, en San Gimignano o en Cáceres.

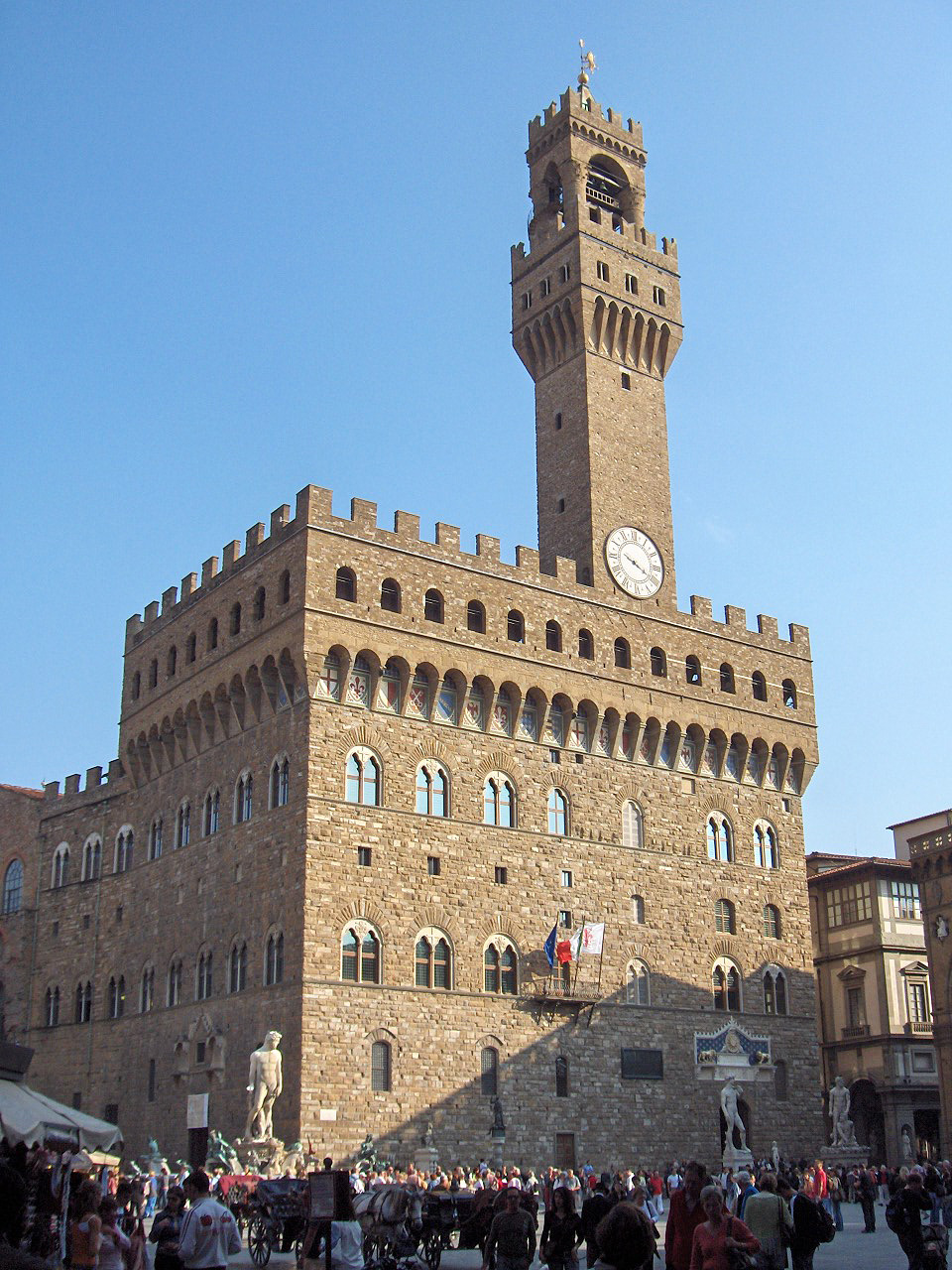
Palazzo Vecchio o de la Signoría de Florencia.
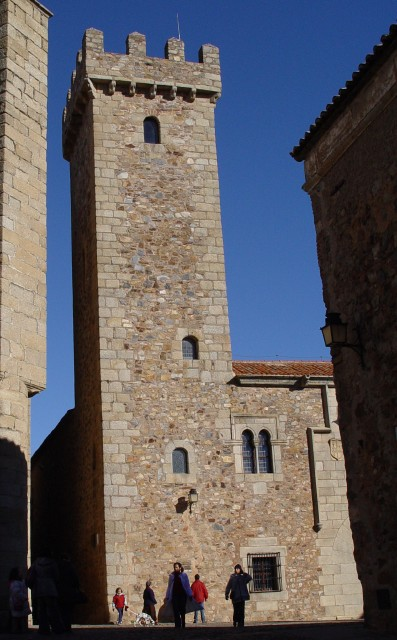
Torre del Palacio de las Cigüeñas de Cáceres.
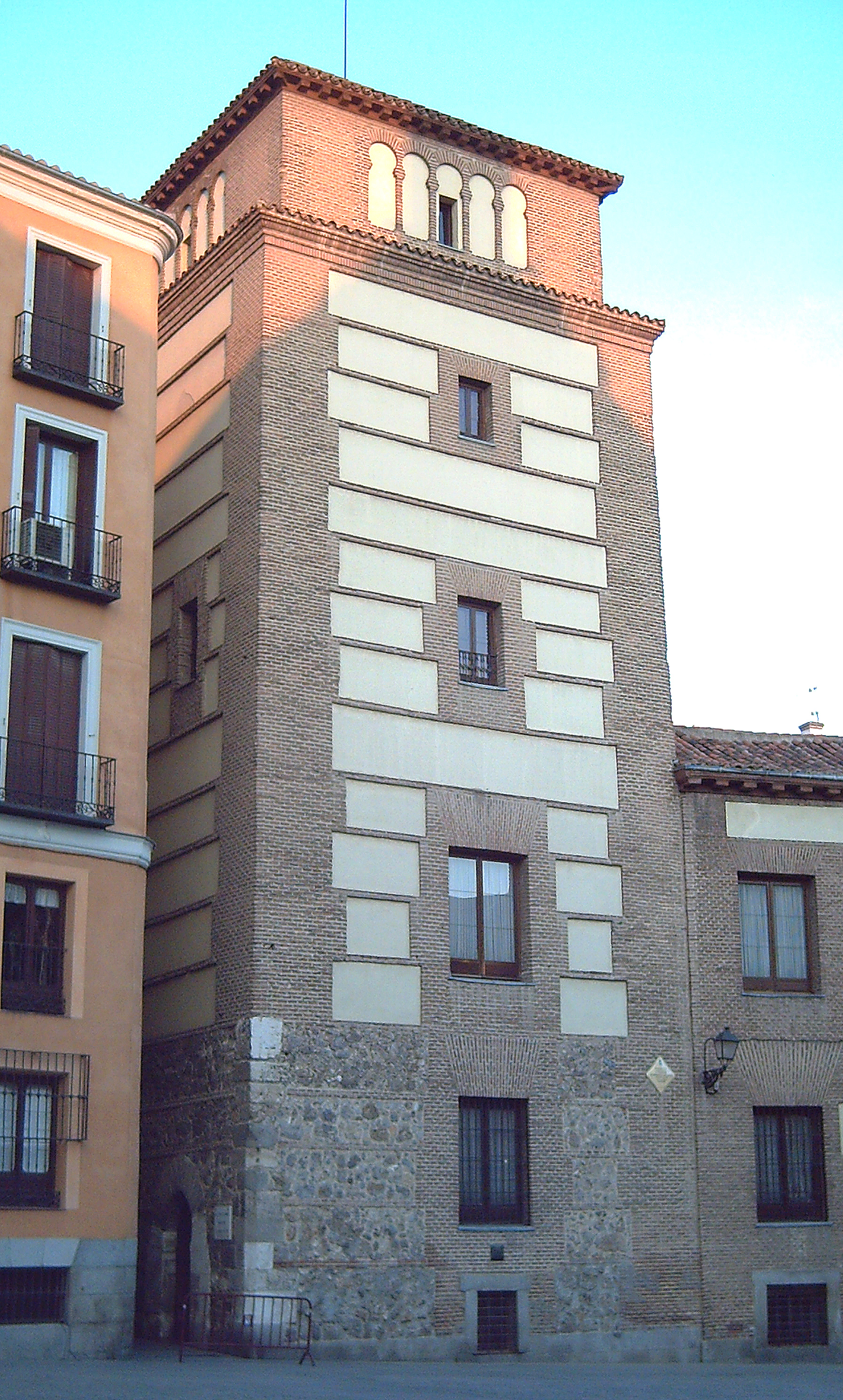
Torre de los Lujanes (Madrid).
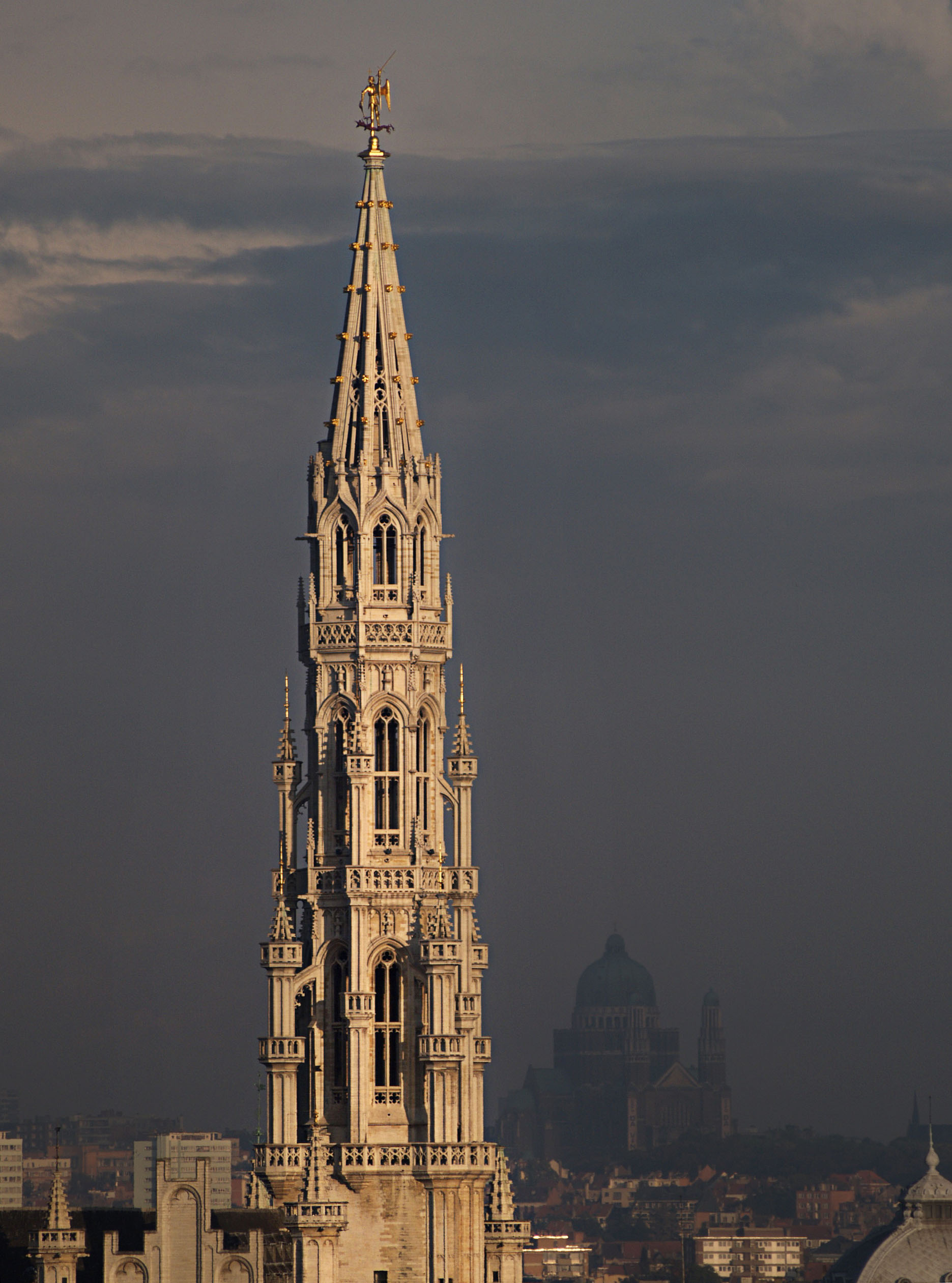
Torre del ayuntamiento de Bruselas.

Muy frecuentemente, la lucha de torres por el dominio del espacio urbano se libraba entre el poder civil y el poder eclesiástico, como se deja entender con gran ironía en este famoso pasaje de Don Quijote de la Mancha convertido en un tópico literario por su doble lectura (denunciar la subordinación de la sociedad y el Estado a la iglesia):

—Hallemos (...) el alcázar —replicó don Quijote— (...) Y advierte, Sancho, o que yo veo poco o que aquel bulto grande y sombra que desde aquí se descubre la debe de hacer el palacio de Dulcinea.

(...)

Guió don Quijote, y habiendo andado como docientos pasos, dio con el bulto que hacía la sombra, y vio una gran torre, y luego conoció que el tal edificio no era alcázar, sino la iglesia principal del pueblo. Y dijo:

—Con la iglesia hemos dado, Sancho.

—Ya lo veo —respondió Sancho—, y plega a Dios que no demos con nuestra sepultura, que no es buena señal andar por los cimenterios a tales horas, y más habiendo yo dicho a vuestra merced, si mal no me acuerdo, que la casa desta señora ha de estar en una callejuela sin salida.

—¡Maldito seas de Dios, mentecato! —dijo don Quijote—. ¿Adónde has tú hallado que los alcázares y palacios reales estén edificados en callejuelas sin salida?

—Señor —respondió Sancho—, en cada tierra su uso: quizá se usa aquí en el Toboso edificar en callejuelas los palacios y edificios grandes; y, así, suplico a vuestra merced me deje buscar por estas calles o callejuelas que se me ofrecen: podría ser que en algún rincón topase con ese alcázar, que le vea yo comido de perros, que así nos trae corridos y asendereados.
Segunda parte, capítulo IX Donde se cuenta lo que en él se verá.

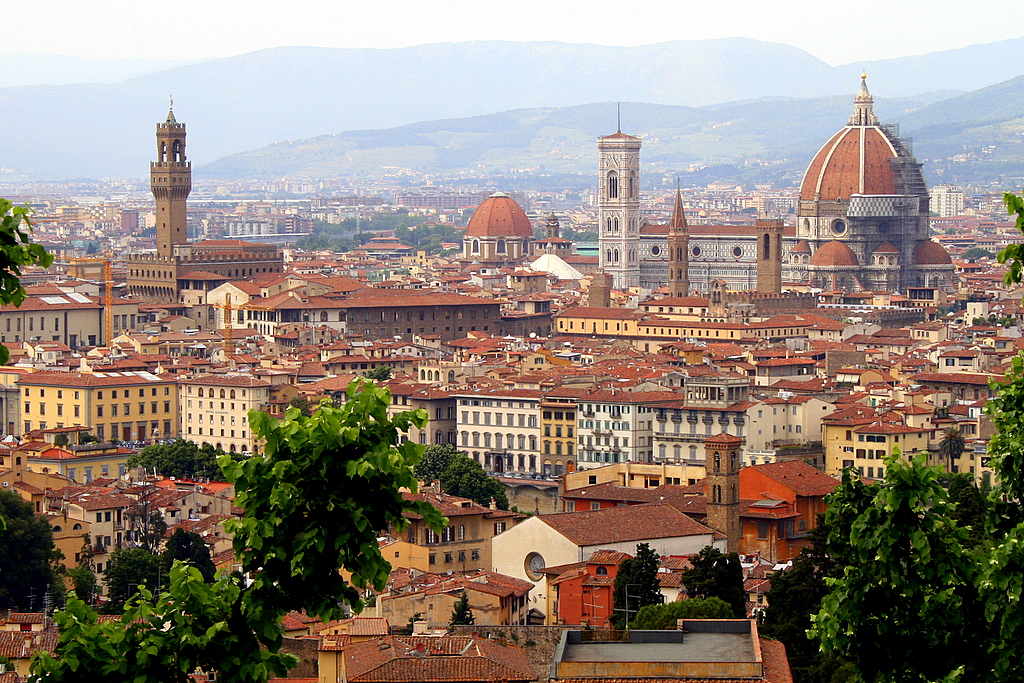
Vista de Florencia. Il Duomo compite en altura con la Signoría. También destacan las torres de Badia Fiorentina, Palazzo Bargello y San Miniato al Monte.
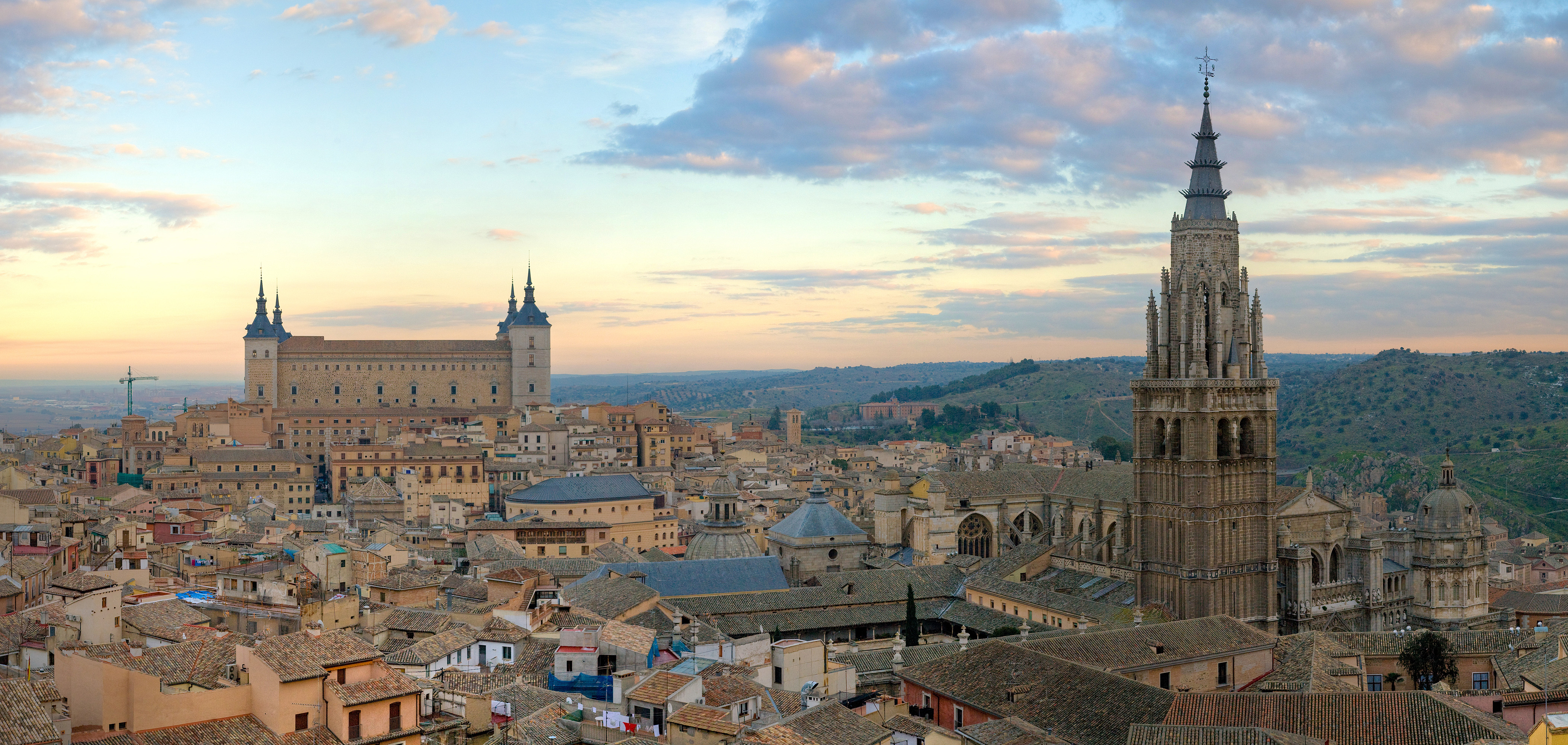
El Alcázar de Toledo, símbolo del poder real, se ve desafiado en altura por la la Catedral, a pesar de que su torre parte de un punto más bajo.
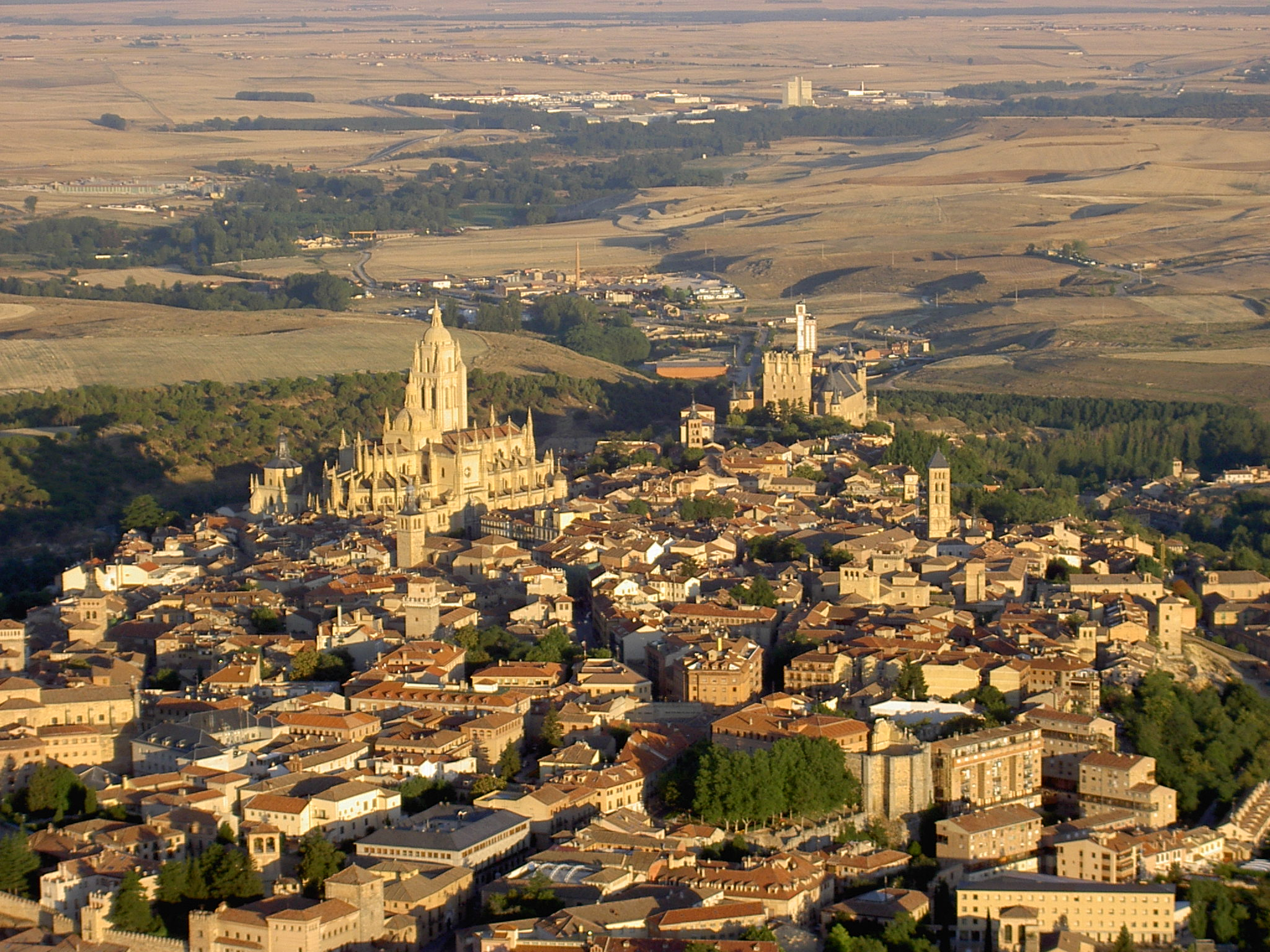
Competición semejante entre el Alcázar de Segovia y la Catedral, que vence fácilmente al estar situada en el punto más alto de la ciudad.

## Torres con función religiosa

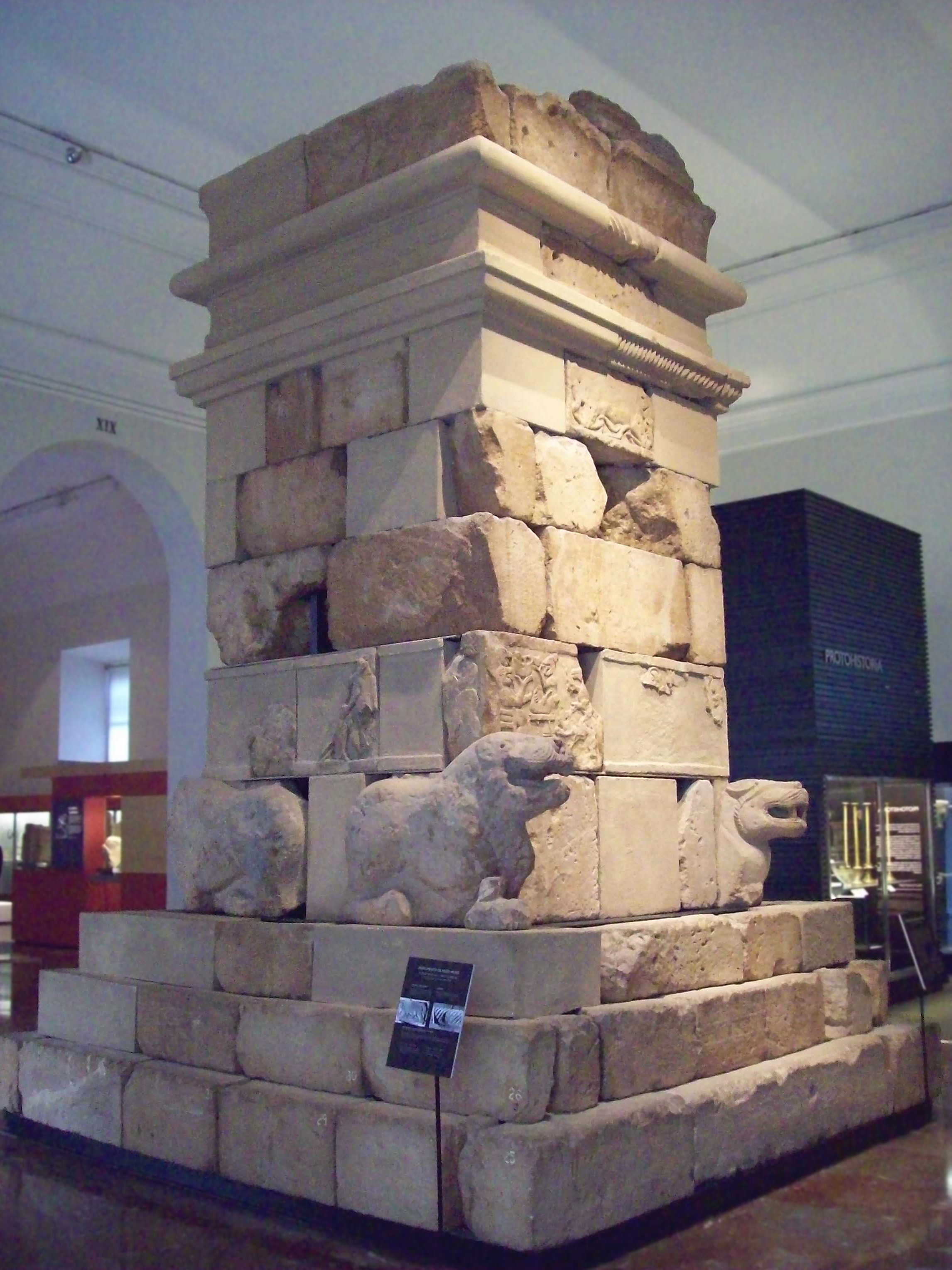
Torre de Pozo Moro, un monumento funerario ibero.

### Torres funerarias
Los monumentos funerarios han adoptado la forma de torre en muchas culturas, desde los monumentos megalíticos (menhires y taulas se proyectan en altura, aunque no sean torres en el sentido de edificios accesibles en su interior) y las pirámides egipcias y mesoamericanas (aunque las dimensiones de la altura solo excepcionalmente alcanzan a superar las de la base). Los columbarios y columnas romanas, las stupa tibetanas o los nokotsudo japoneses pueden también tener una forma similar a la de una torre. En la religión zoroastriana, las torres del silencio son lugares elevados que se rodean por un muro, donde los cadáveres se dejan para que los buitres dispongan de ellos.

### Gopuram
Los templos hinduistas (mandir) tienen sobre sus puertas (dvara) torres piramidales denominadas gopuram.

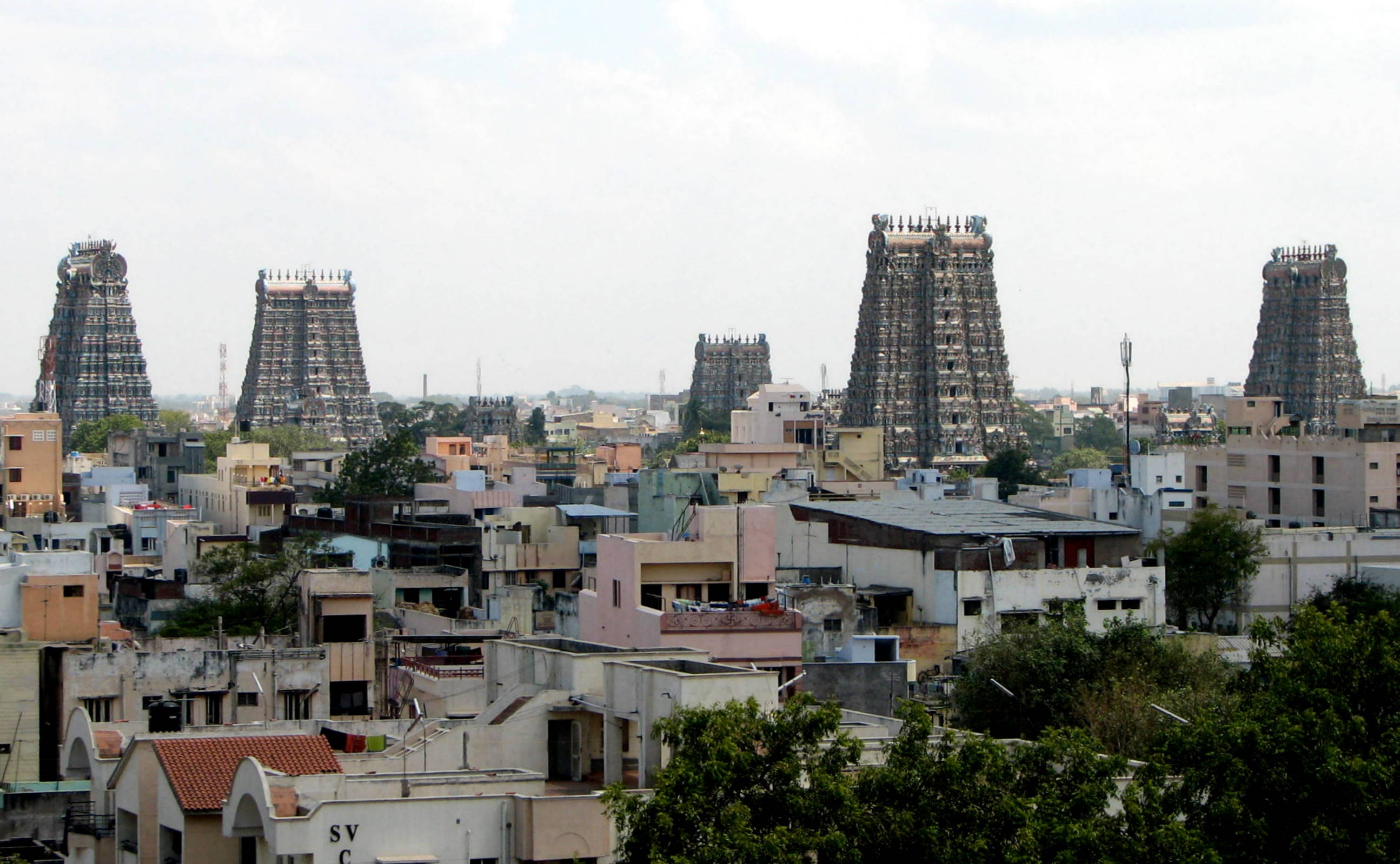
Los gopuram de Madurai.

### Pagodas
En los países de Extremo Oriente por donde se extendió el budismo, los templos suelen contener altas torres de madera de varios pisos (habitualmente cinco) y base cuadrada u octogonal, con característicos tejados curvados.
Una de las más impresionantes pagodas chinas fue la Nánjīng Táotǎ (Torre de porcelana de Nankín), del siglo XV, destruida en el siglo XIX. Tenía nueve pisos, y se cubrió con ladrillos de porcelana blanca. Sus ochenta metros solo fueron superados por la Pagoda Liaodi de Dingzhou (84 metros) y por la desaparecida pagoda que se levantó en Chang'an en el siglo VII, de la que se dice que alcanzaba los cien metros.
En Vietnam, la Chùa Một Cột (Pagoda del Pilar Único) es un icono de su cultura.

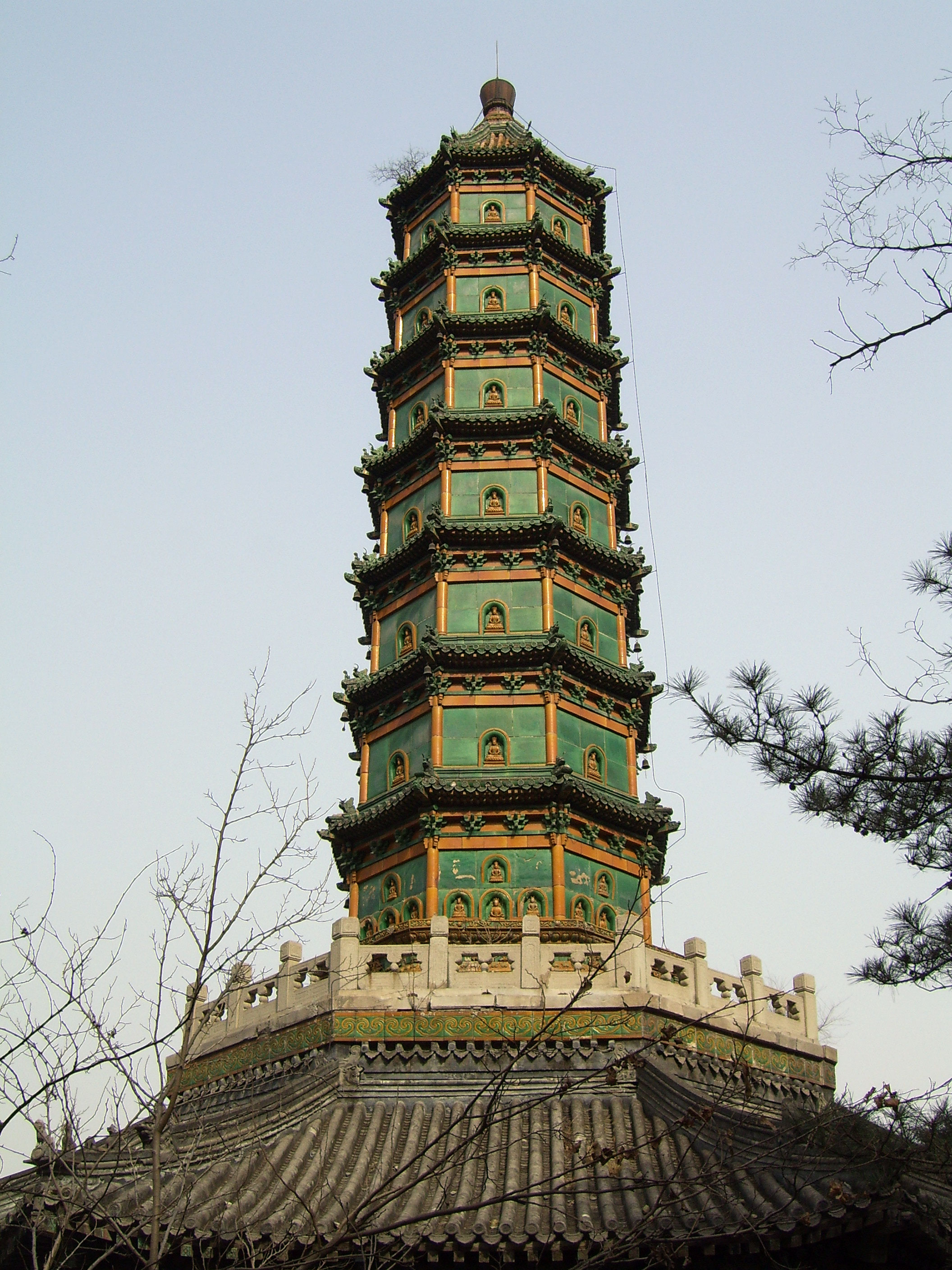
Pagoda de las colinas fragantes[15] (Xiāngshān Gōngyuán, Beijing).
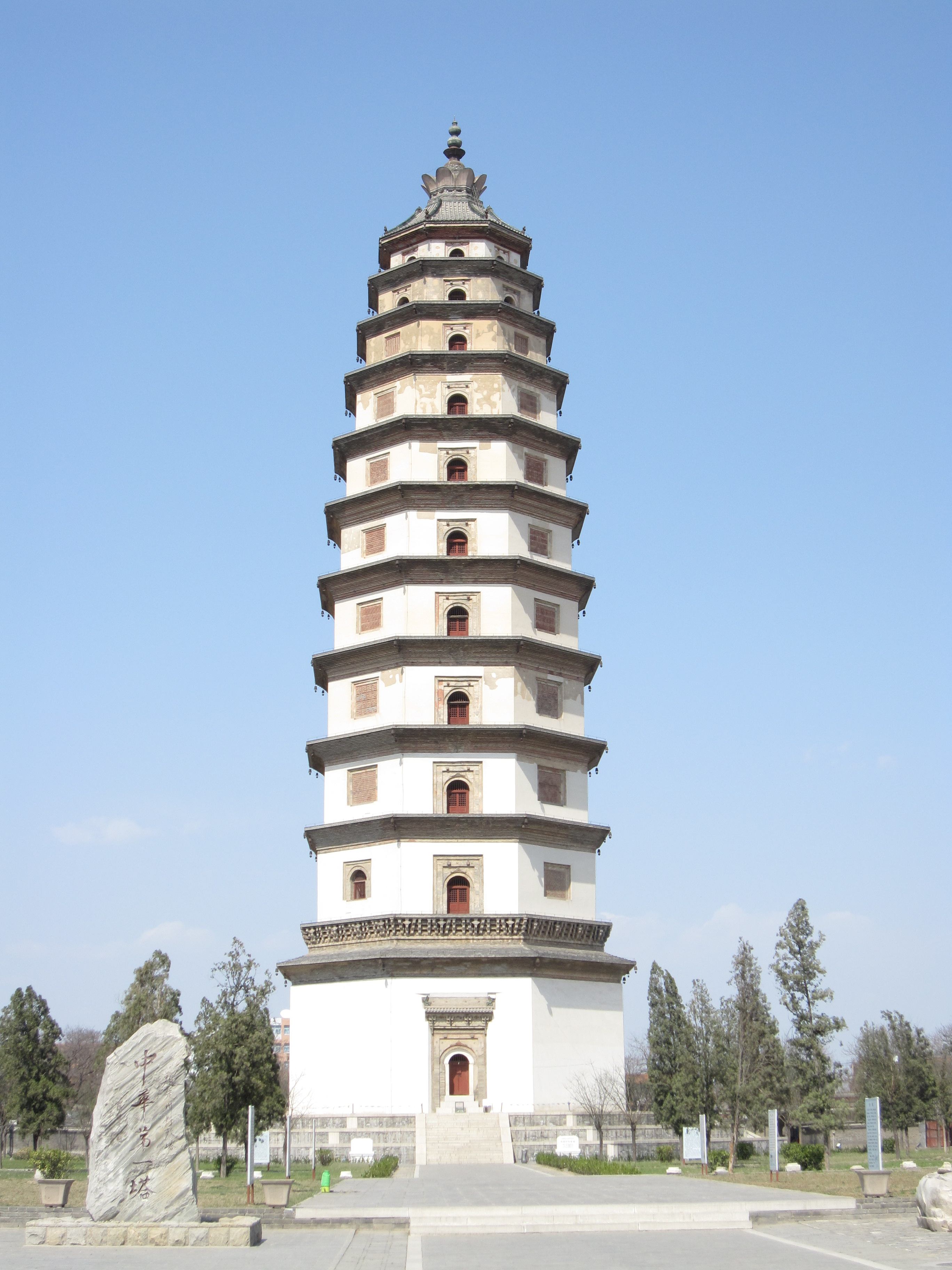
Pagoda Liaodi.
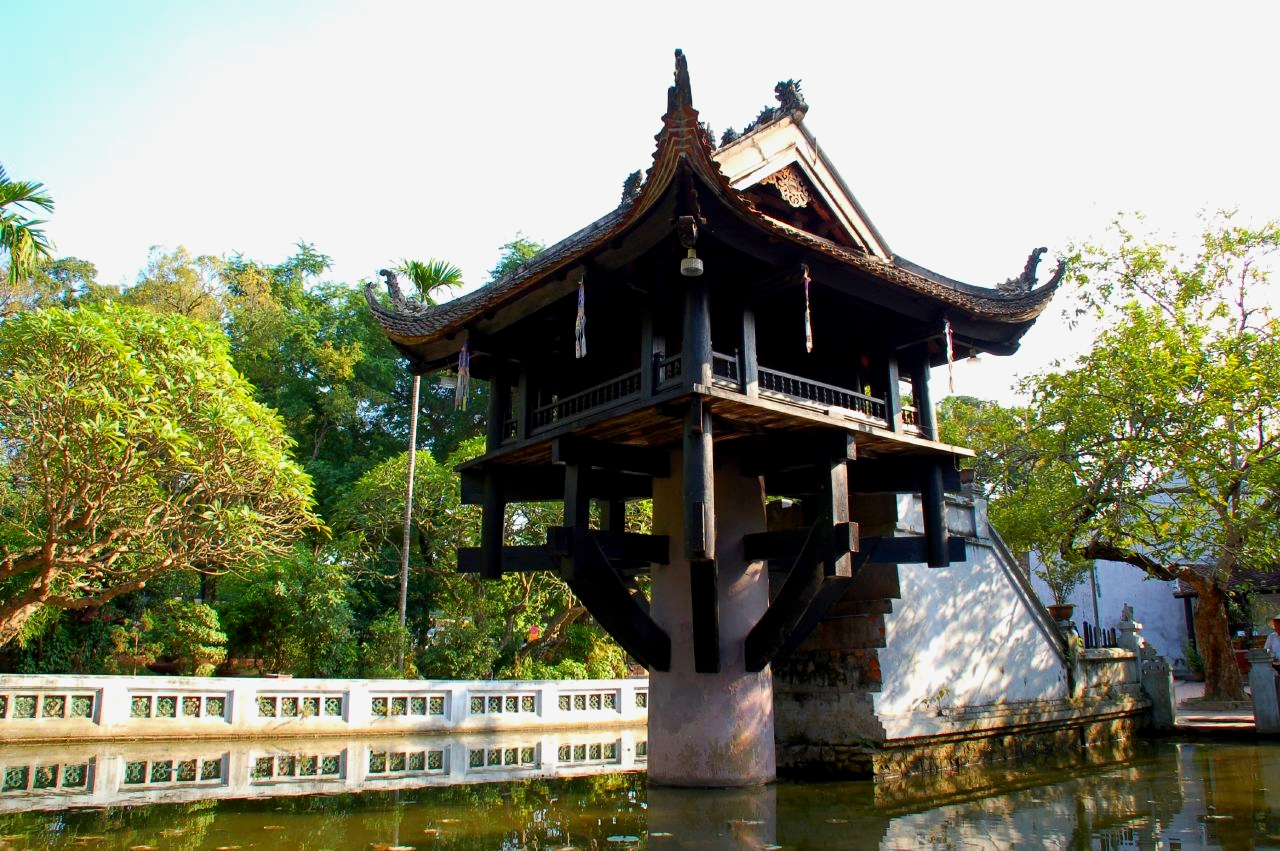
Pagoda del Pilar Único.

### Torres de iglesias y monasterios

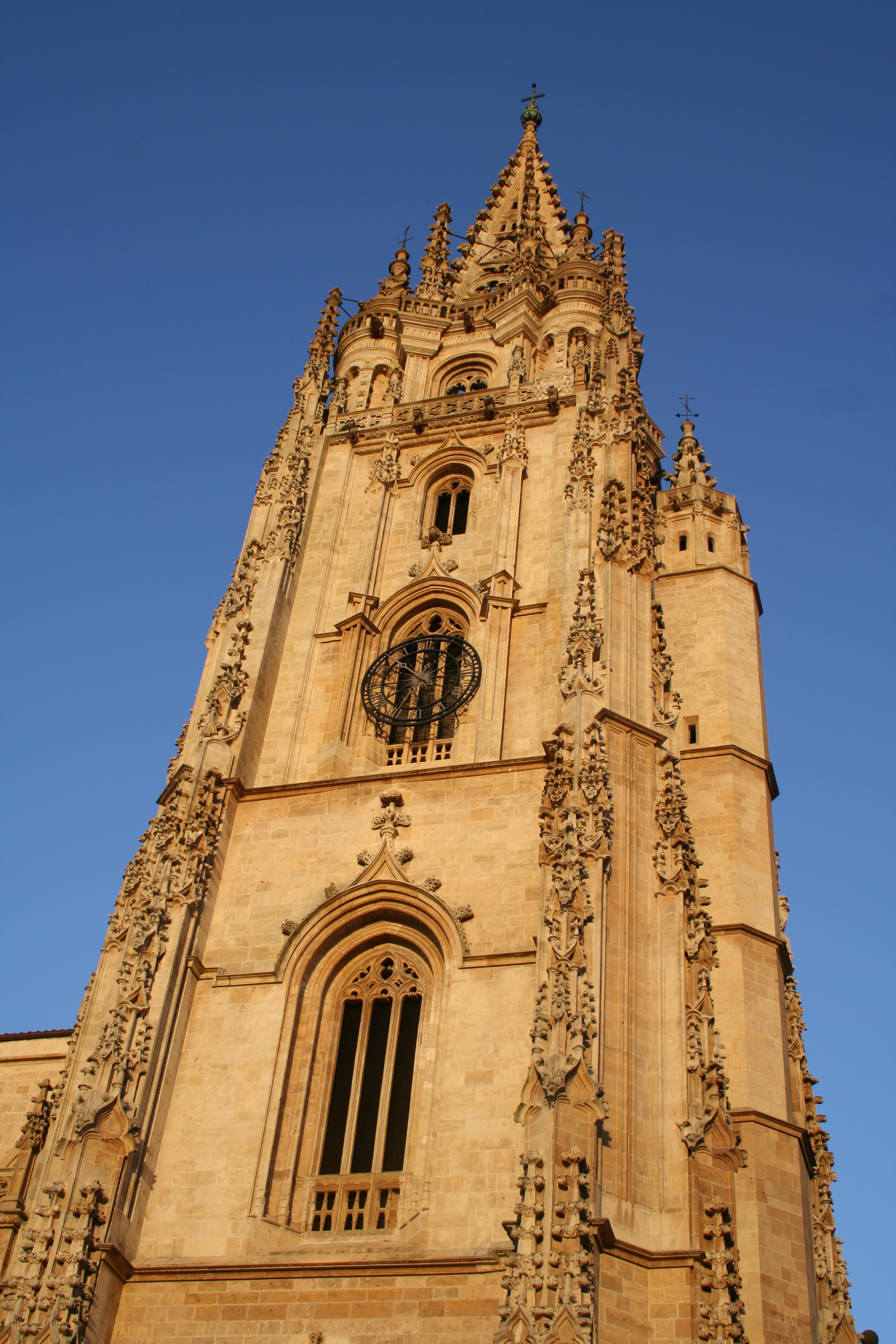
Torre de la catedral de Oviedo. Desde esa altura, el personaje de ficción Fermín de Pas vigilaba la ciudad de Vetusta en la novela La Regenta, de Leopoldo Alas (Clarín).

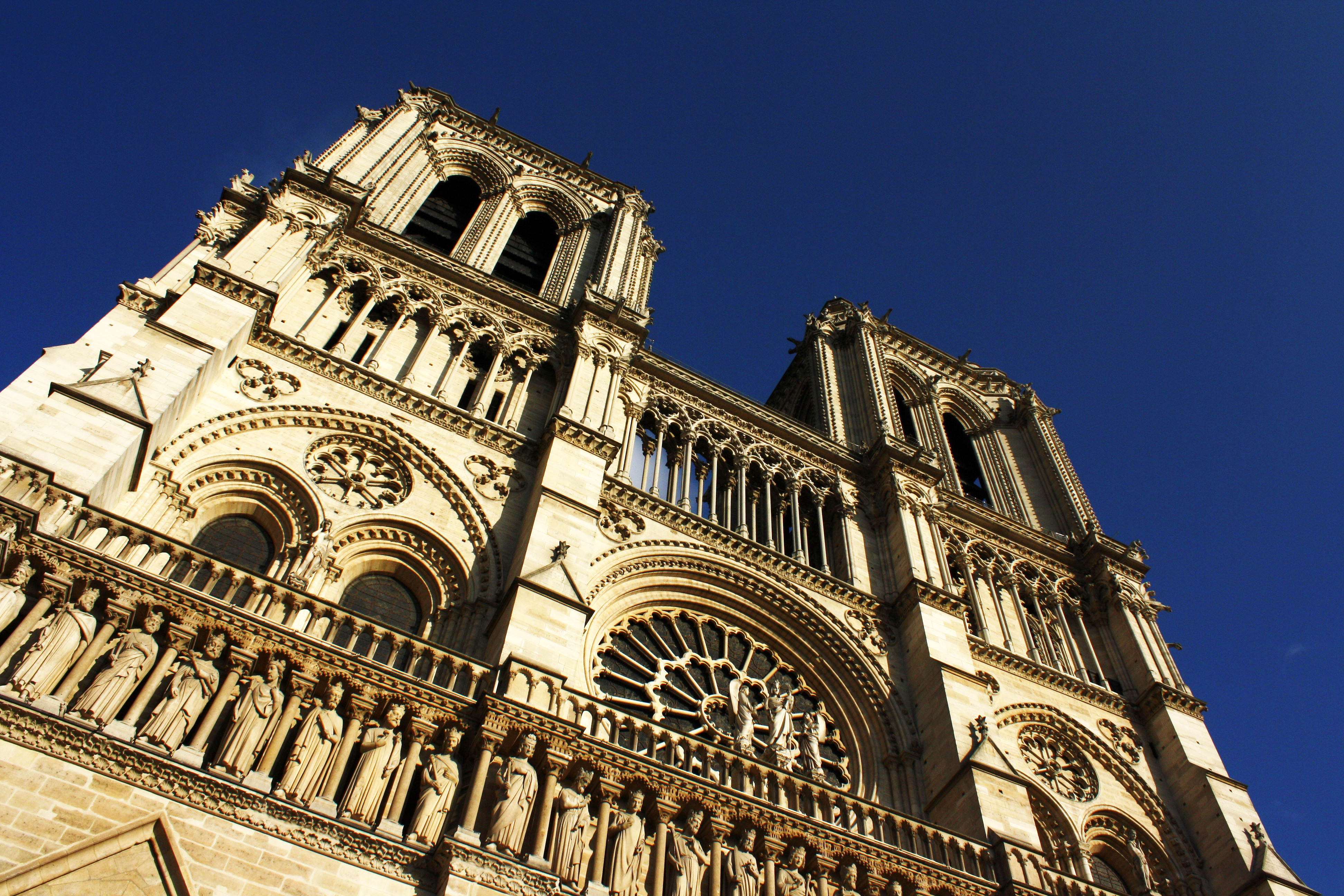
Las torres de Notre Dame de Paris fueron el escenario de las peripecias del personaje de ficción Quasimodo en La novela homónima de Victor Hugo.

Aunque no de forma general, desde el arte paleocristiano algunas iglesias incluyeron torres, como la basílica de San Lorenzo de Milán (siglo IV), que tenía cuatro pequeñas torres. Desde el siglo V se hizo frecuente disponer dos torres en el nártex, flanqueando la fachada, o una torre en el crucero (en el caso de las de planta de cruz como la iglesia de los Santos Apóstoles de Constantinopla) o sobre el presbiterio (en el caso de las de planta basilical, para dar luz al ábside, como en la basílica de Meriamlik -año 471-).
La iglesia de San Martín de Tours (470) se hizo con una torre sobre el crucero y otra que posteriormente se usó como campanario. En Europa Occidental, las torres de iglesia a partir del siglo VI tienen un marcado carácter de fortificación, fruto de la época de las invasiones. En la arquitectura bizantina, especialmente en las iglesias sirias, las torres se convierten en símbolos de poder, un modelo que se reconoce en el Acheiropoietos de Salónica. Una pareja de torres en la fachada, flanquando una loggia donde se exponen las reliquias, es la tipología propia de las iglesias meta de peregrinación característica de las iglesias de Capadocia de la primera mitad del siglo VI. El modelo se siguió también en la catedral de Sofía (siglo VI). Torres encima de los ábsides aparecen en las iglesias de Sergilla (una) o Sinsarah (dos). También sobre los ábsides se construyeron las torres de la basílica de Santa Eulalia de Mérida (siglo IV), pero con una función constructiva mucho más marcada, al no arrancar de la bóveda de los ábsides, sino de su muro exterior.
Desde el prerrománico, los monasterios medievales (como Fulda en la arquitectura carolingia) se concibieron como verdaderas ciudadelas fortificadas, en las que las torres cumplían una función igual a la de los castillos. En cambio, en las iglesias de la arquitectura visigoda o asturiana no hubo un significativo uso de las torres.

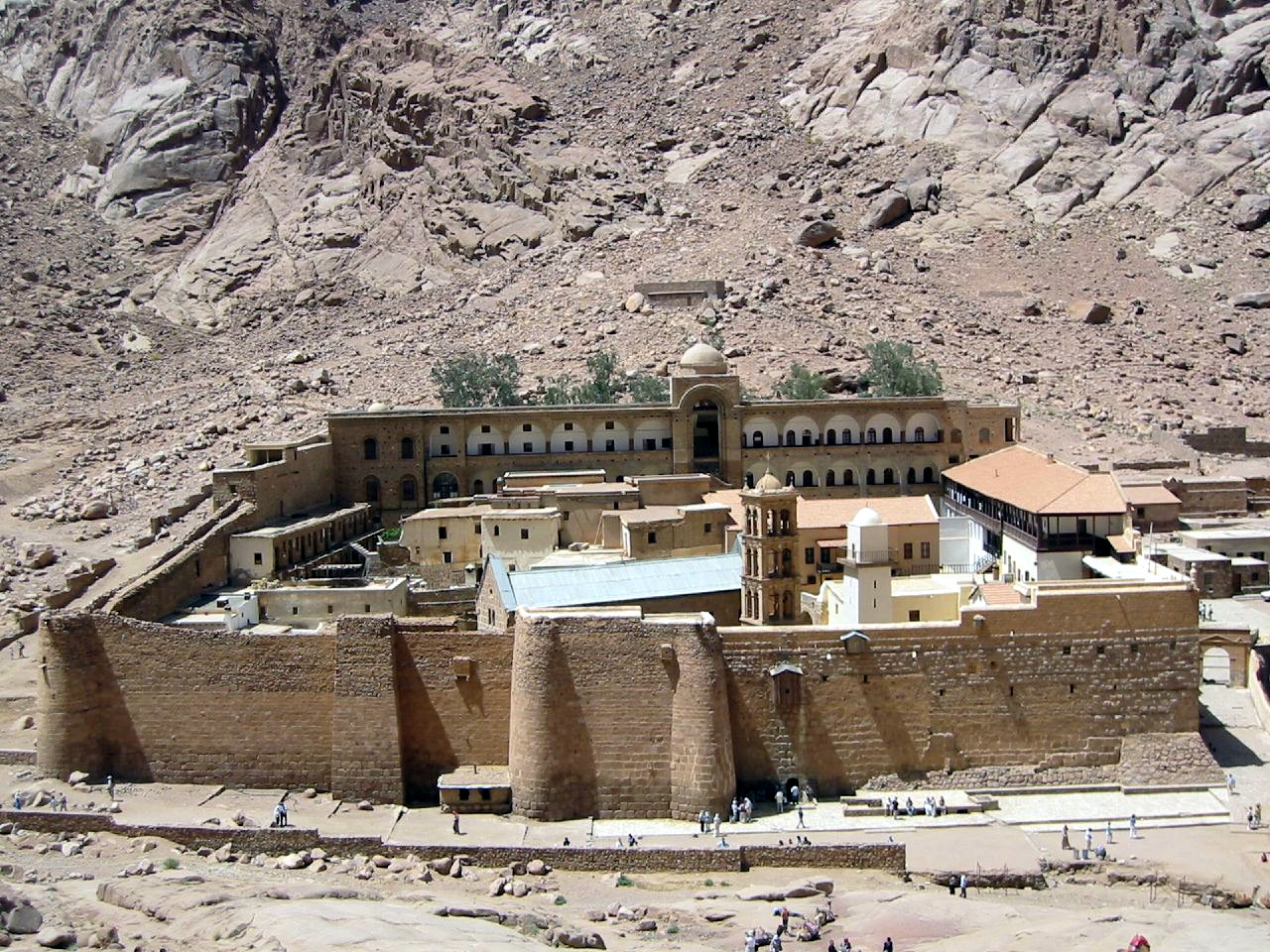
Monasterio de Santa Catalina del Monte Sinaí.
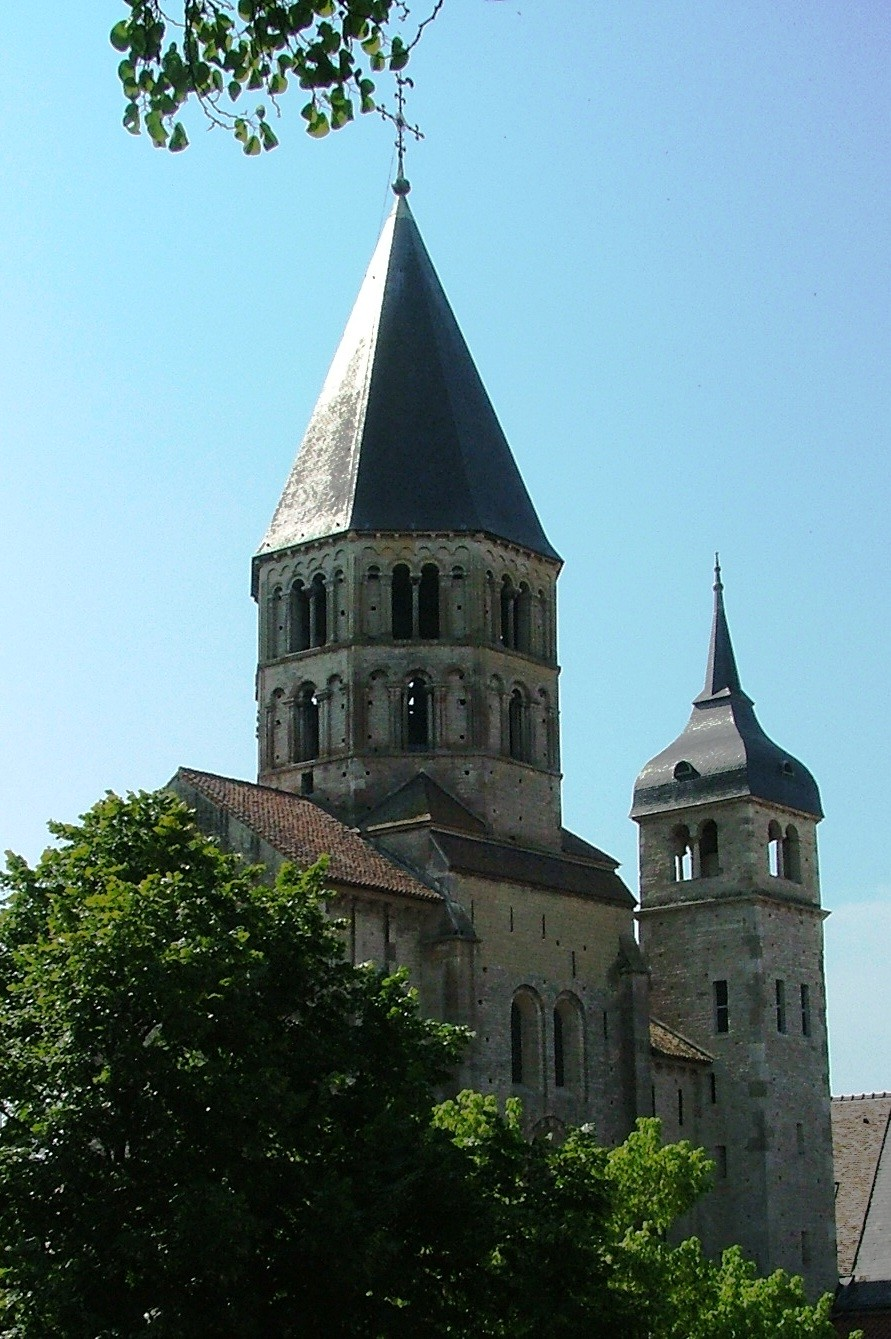
La "torre del agua bendita" y la "torre del reloj" están entre los restos conservados del monasterio de Cluny.
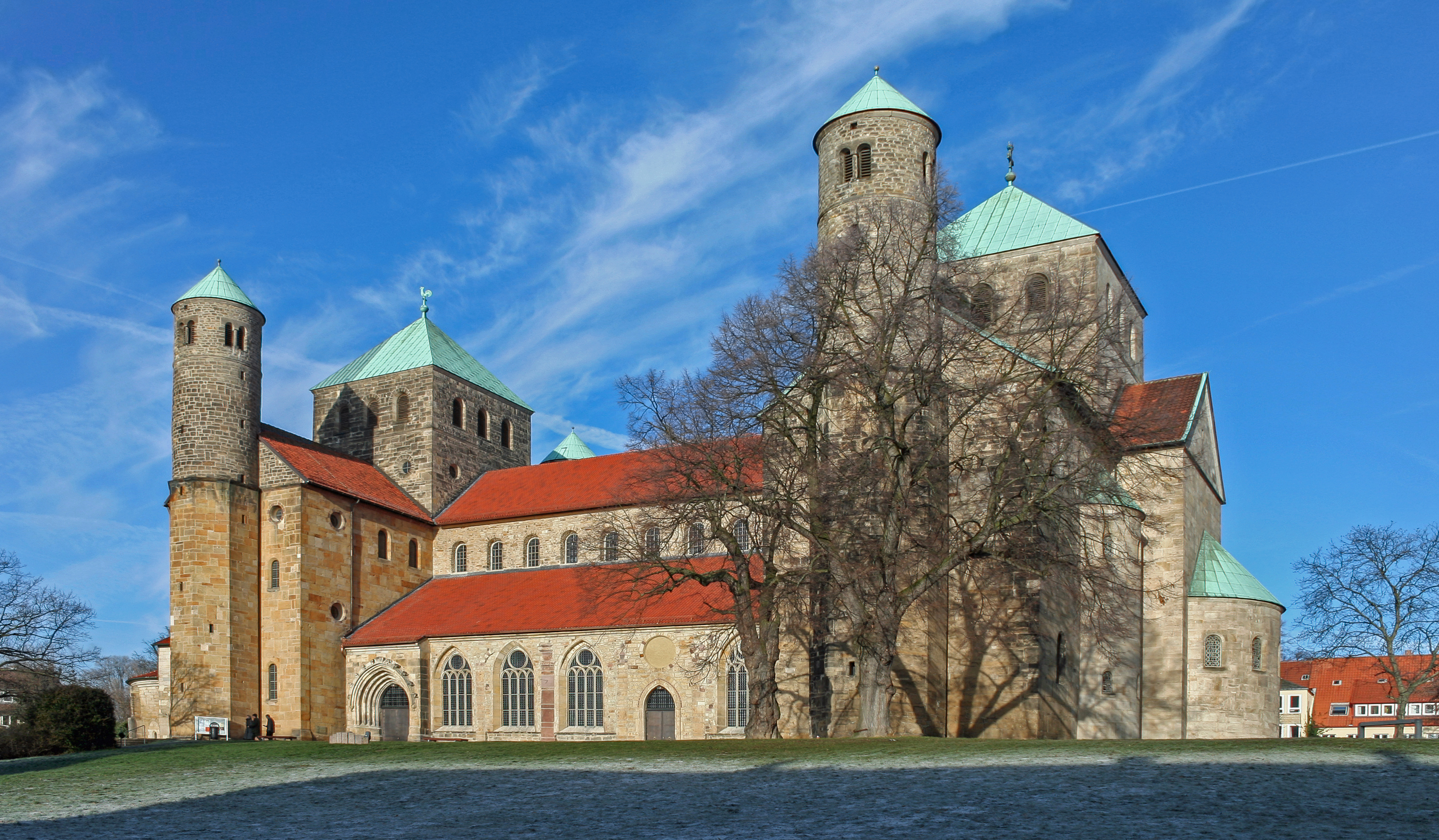
San Miguel de Hildesheim.
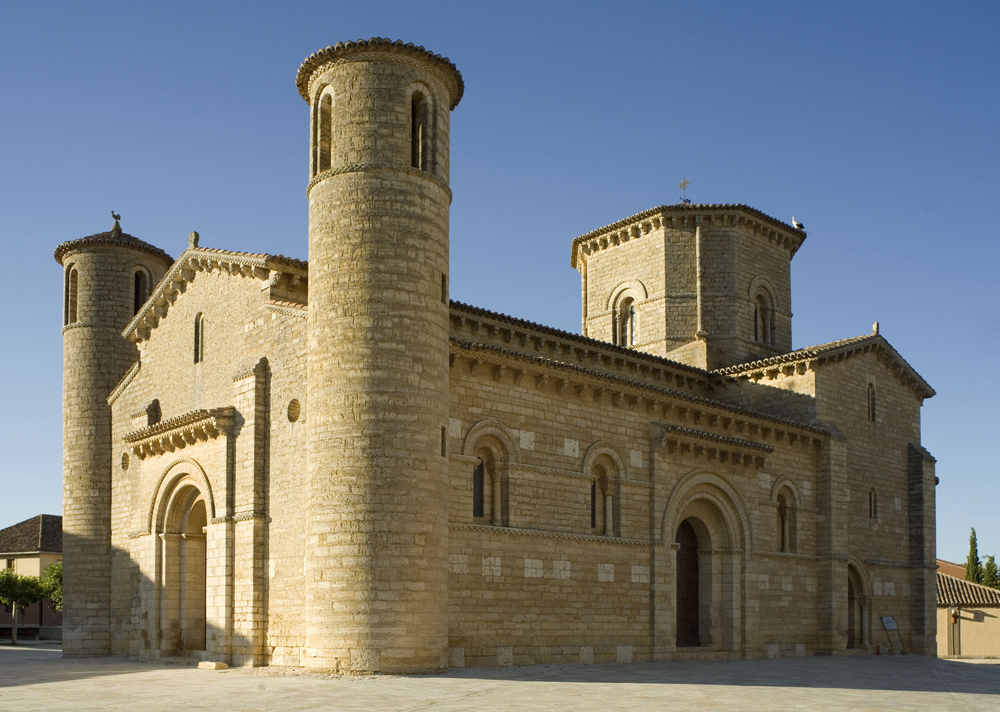
Iglesia de San Martín de Frómista.
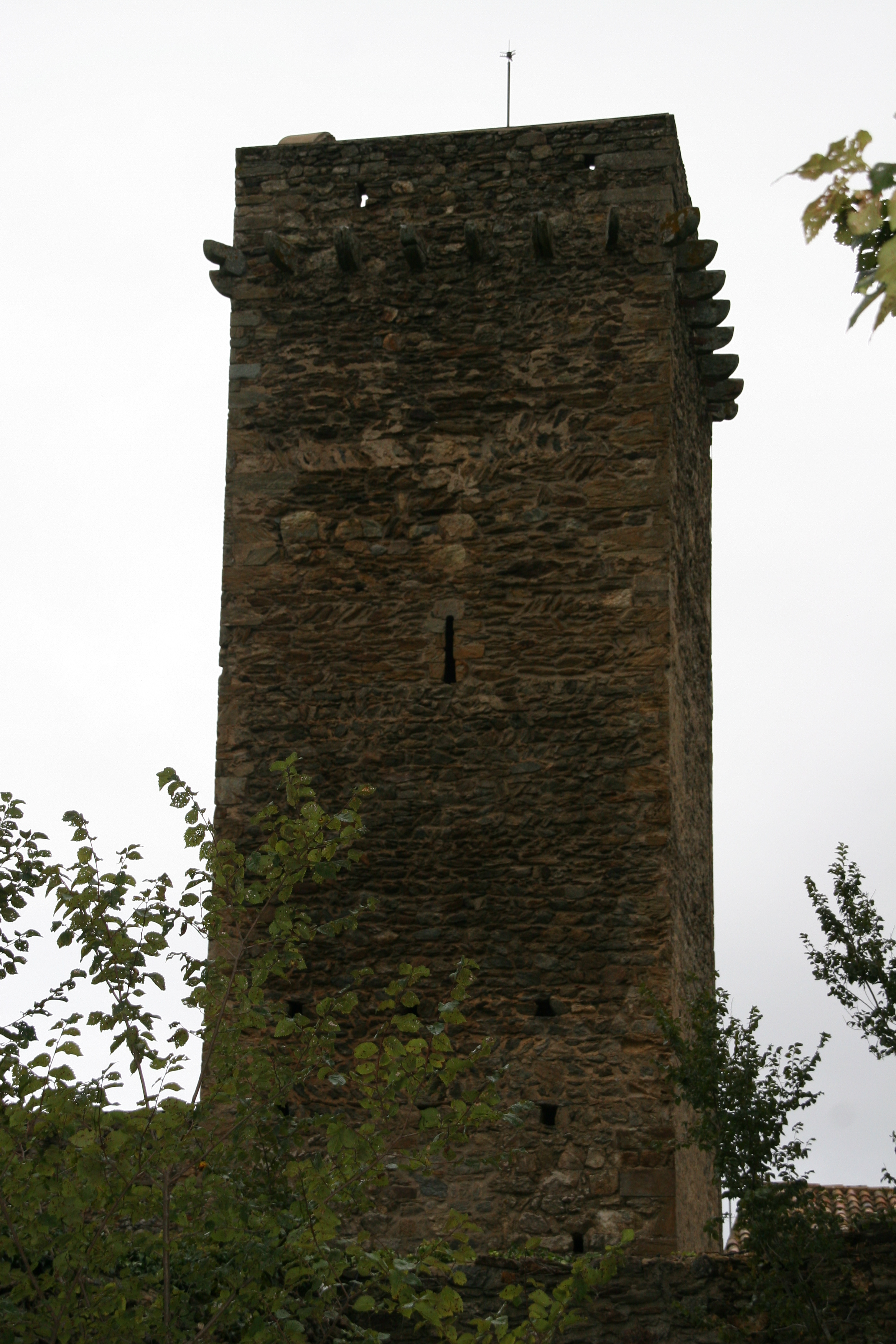
Torre de defensa del monasterio de Sant Pere de Rodes.
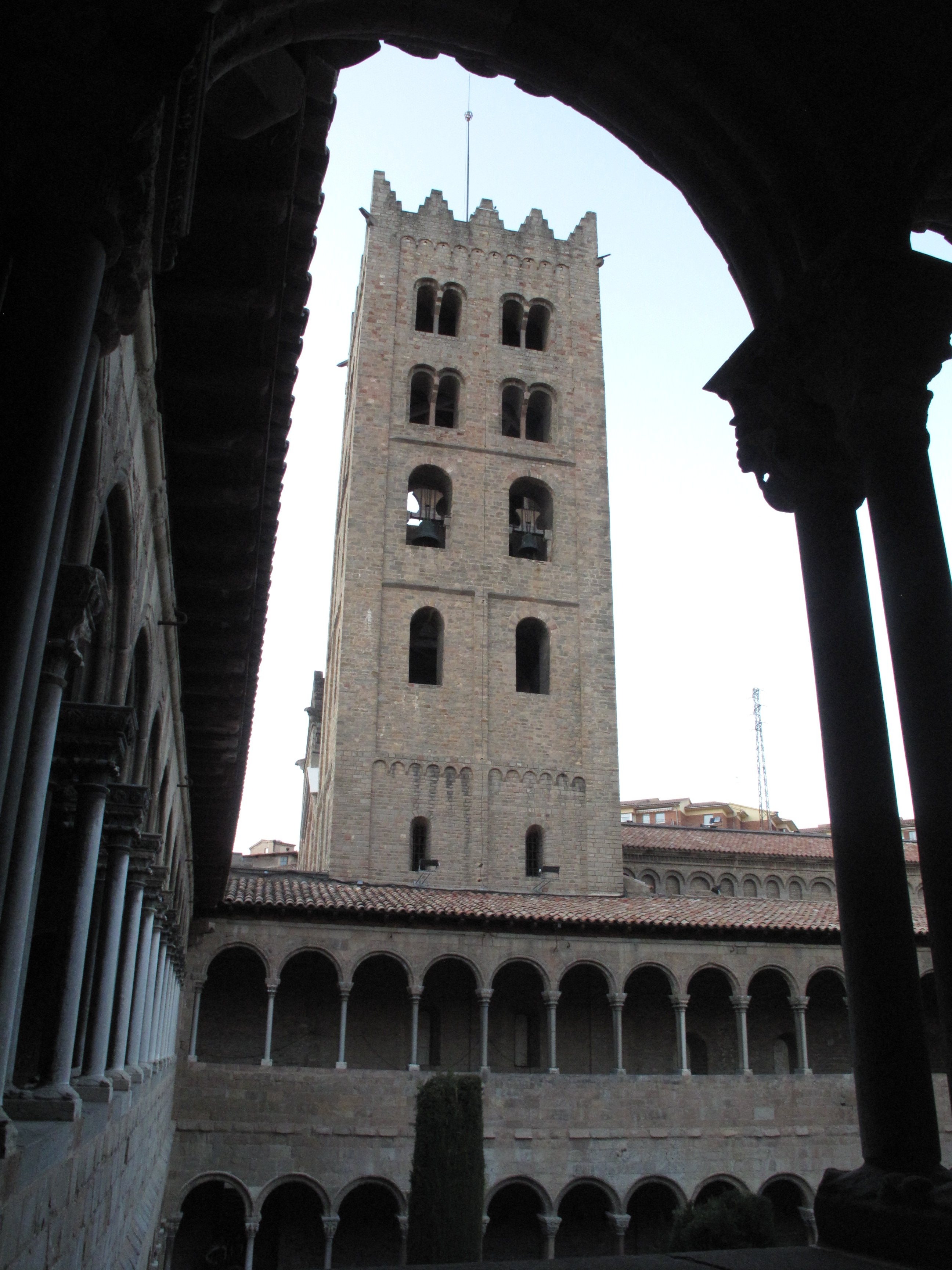
Monasterio de Ripoll.
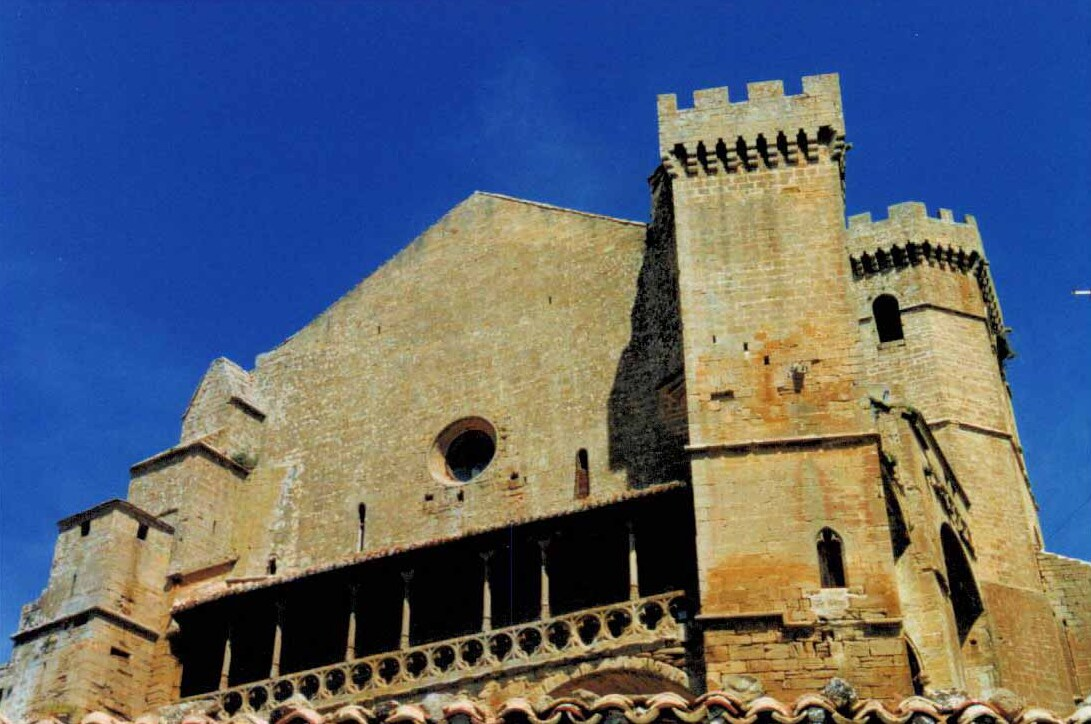
Iglesia-fortaleza de Ujué.
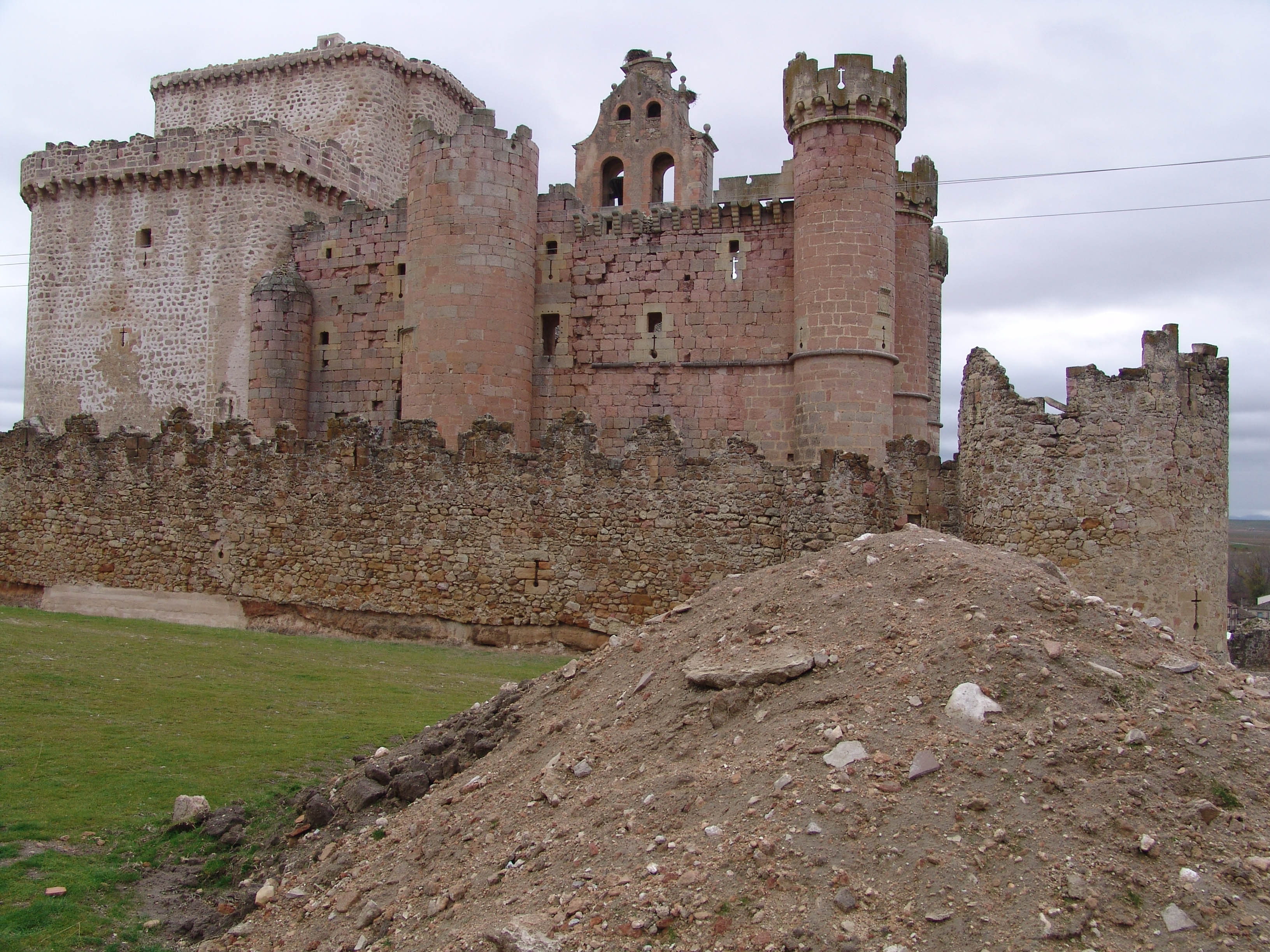
Iglesia-castillo de Turégano.
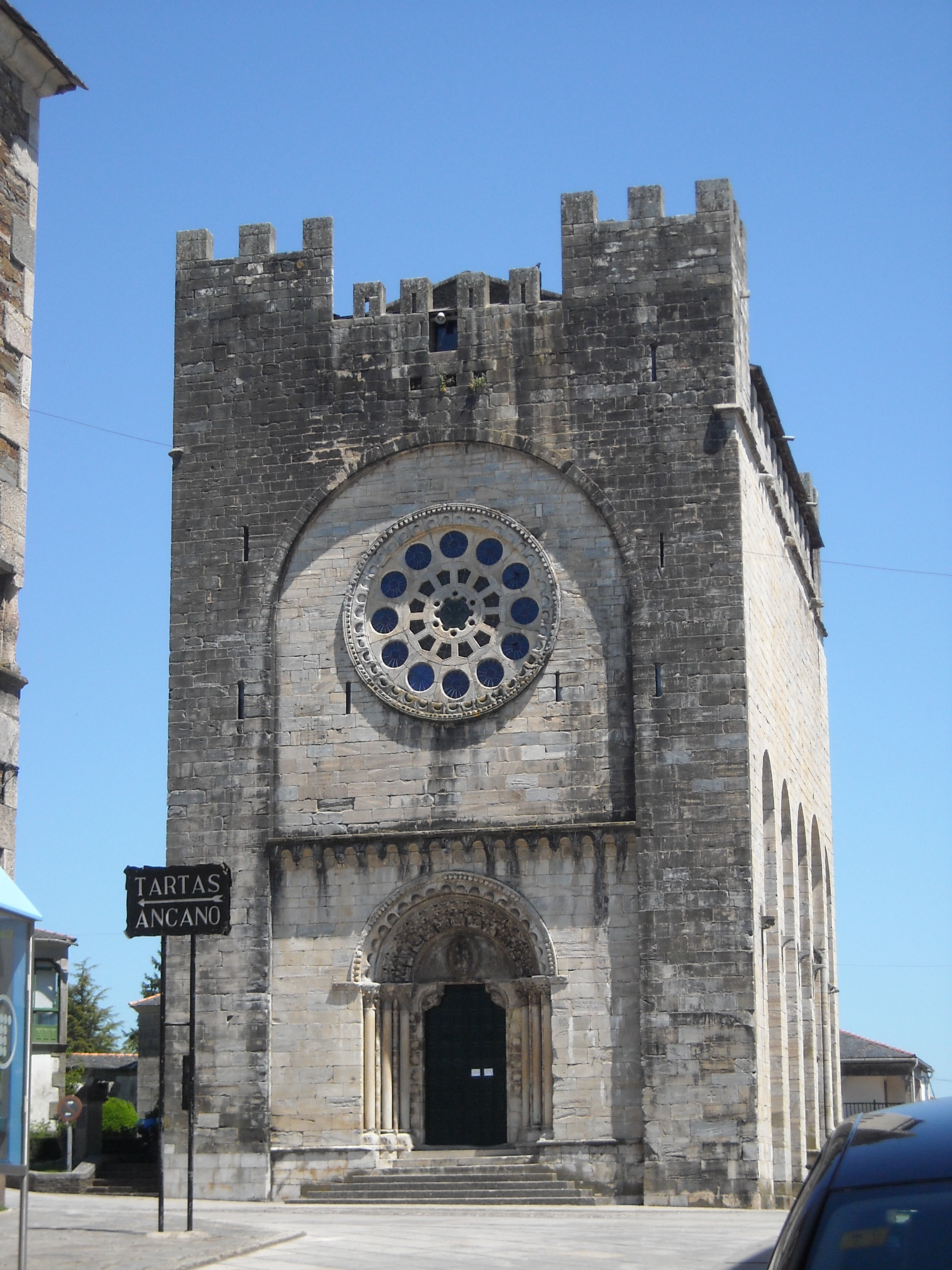
Iglesia-fortaleza de San Nicolás de Puertomarín.
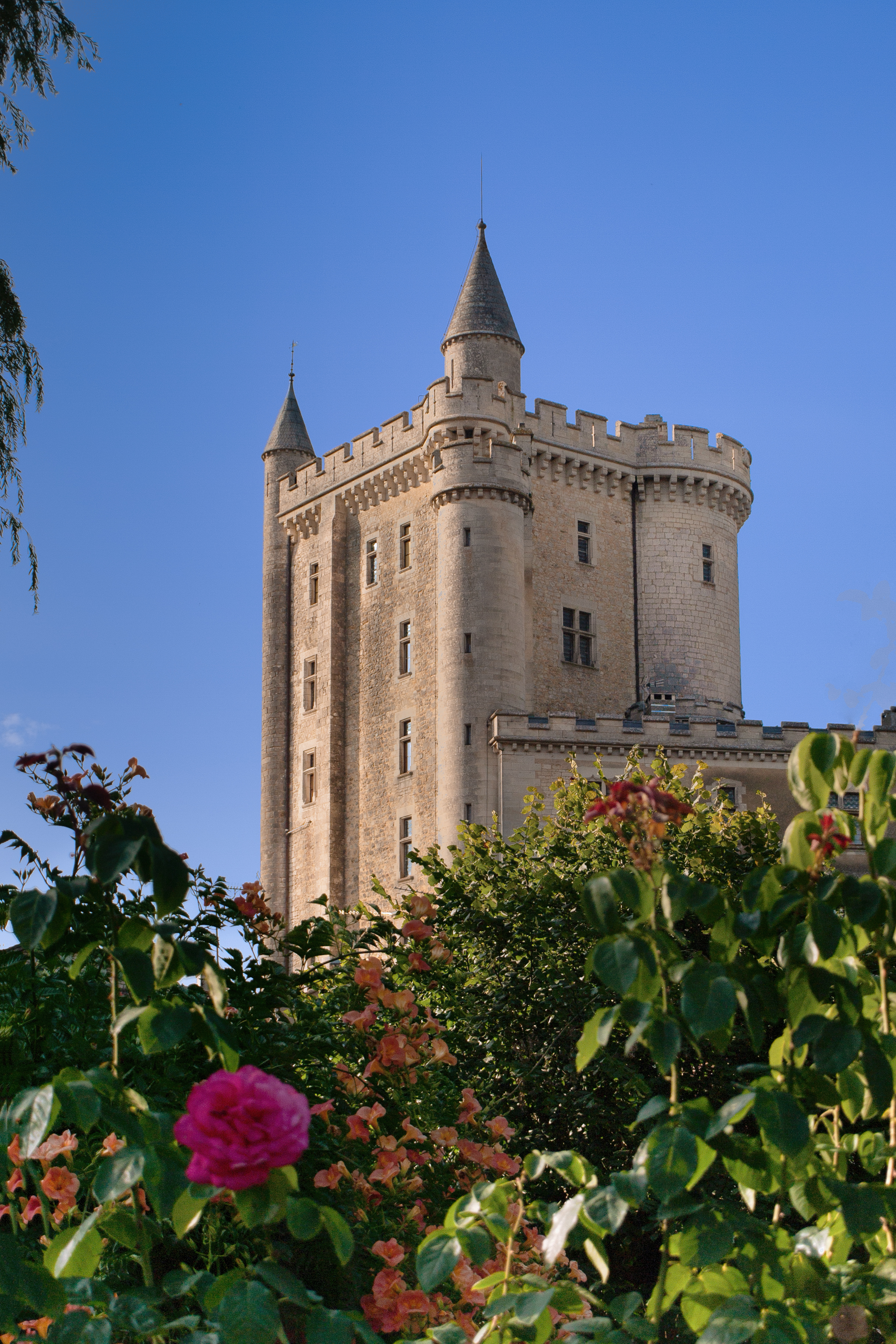
Donjon del castillo-iglesia de Morthemer.

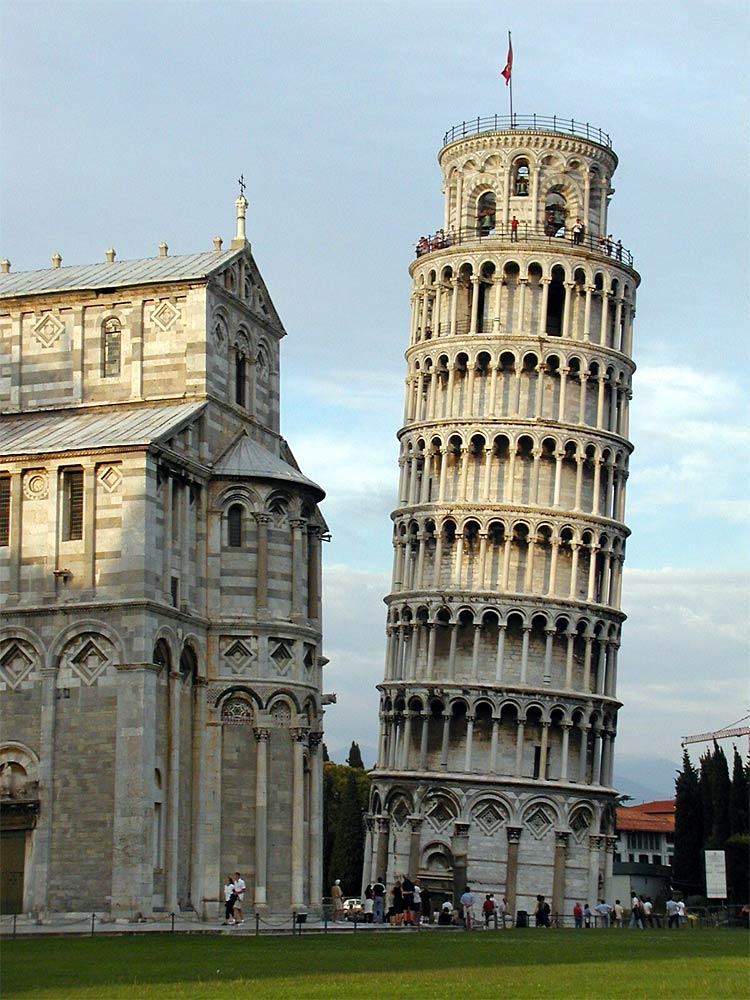
Torre de Pisa.

La arquitectura románica dio un papel diferente a las torres en sus distintas variantes locales. En Italia, el campanile se concebía como un edificio exento, separado del cuerpo principal de la iglesia (catedral de Pisa -mediados del siglo XI-). En Alemania, las iglesias otonianas, como San Miguel de Hildesheim (comienzo del siglo XI) se caracterizaron por su disposición simétrica (idéntica en cabecera y pies), con cuatro torres cilíndricas y dos masivos cimborrios.
La gótica se caracterizó por la búsqueda de altura y sus agudas agujas o chapiteles. En el arte de la Edad Moderna la función de las torres permaneció como estética y espiritual; siendo uno de los más importantes hitos urbanos.

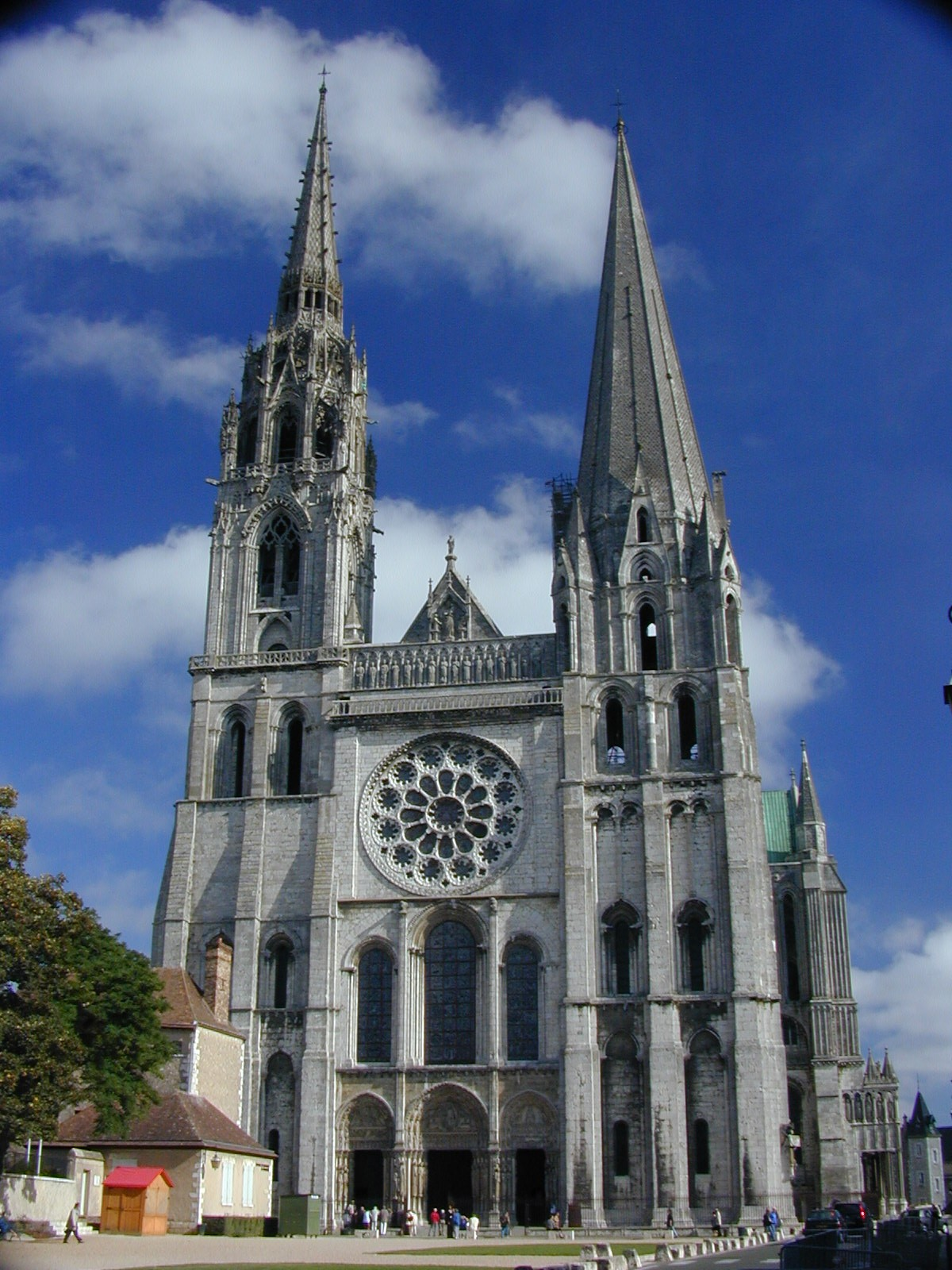
Catedral de Chartres. Es característica la disimetría entre ambas torres.
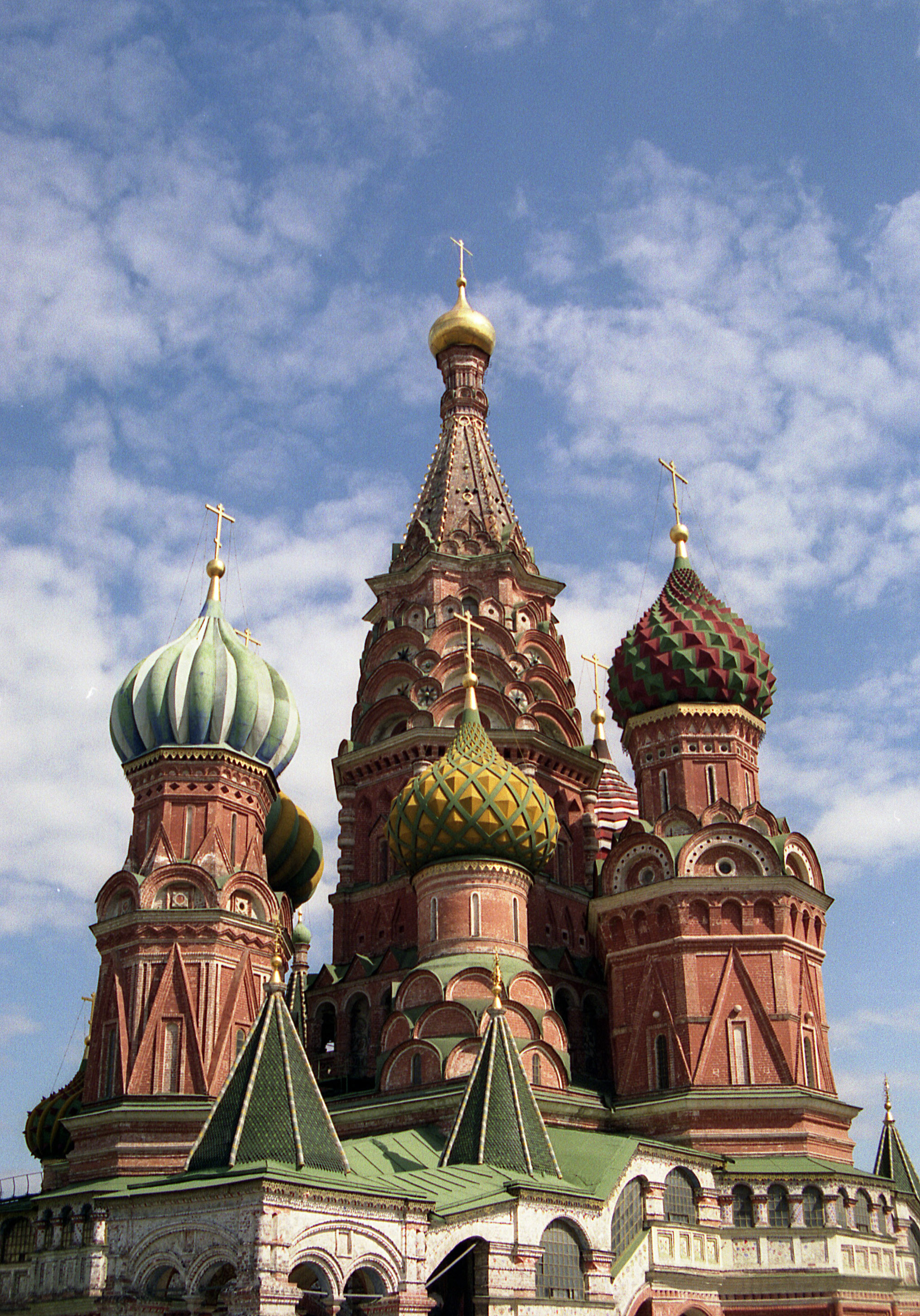
Catedral de San Basilio de Moscú. Su exótico aspecto se debe a la imitación de la forma y colorido de las tiendas de campaña de los tártaros.
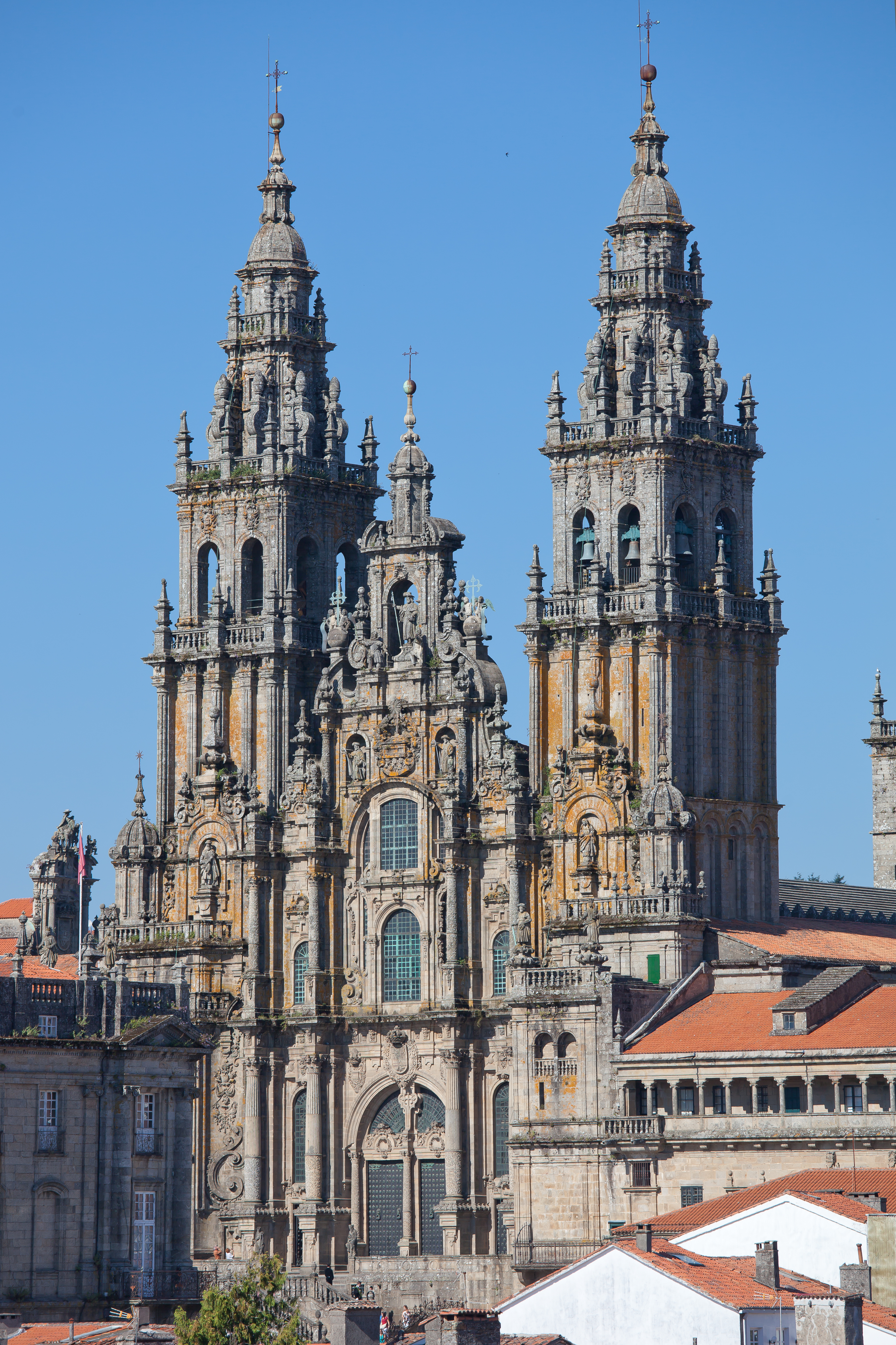
Torres de la fachada del Obradoiro de la Catedral de Santiago de Compostela. De estilo barroco tardío (principios del siglo XVIII -Fernando de Casas Novoa-), sustituyeron a las iniciales, románicas (siglo XII).

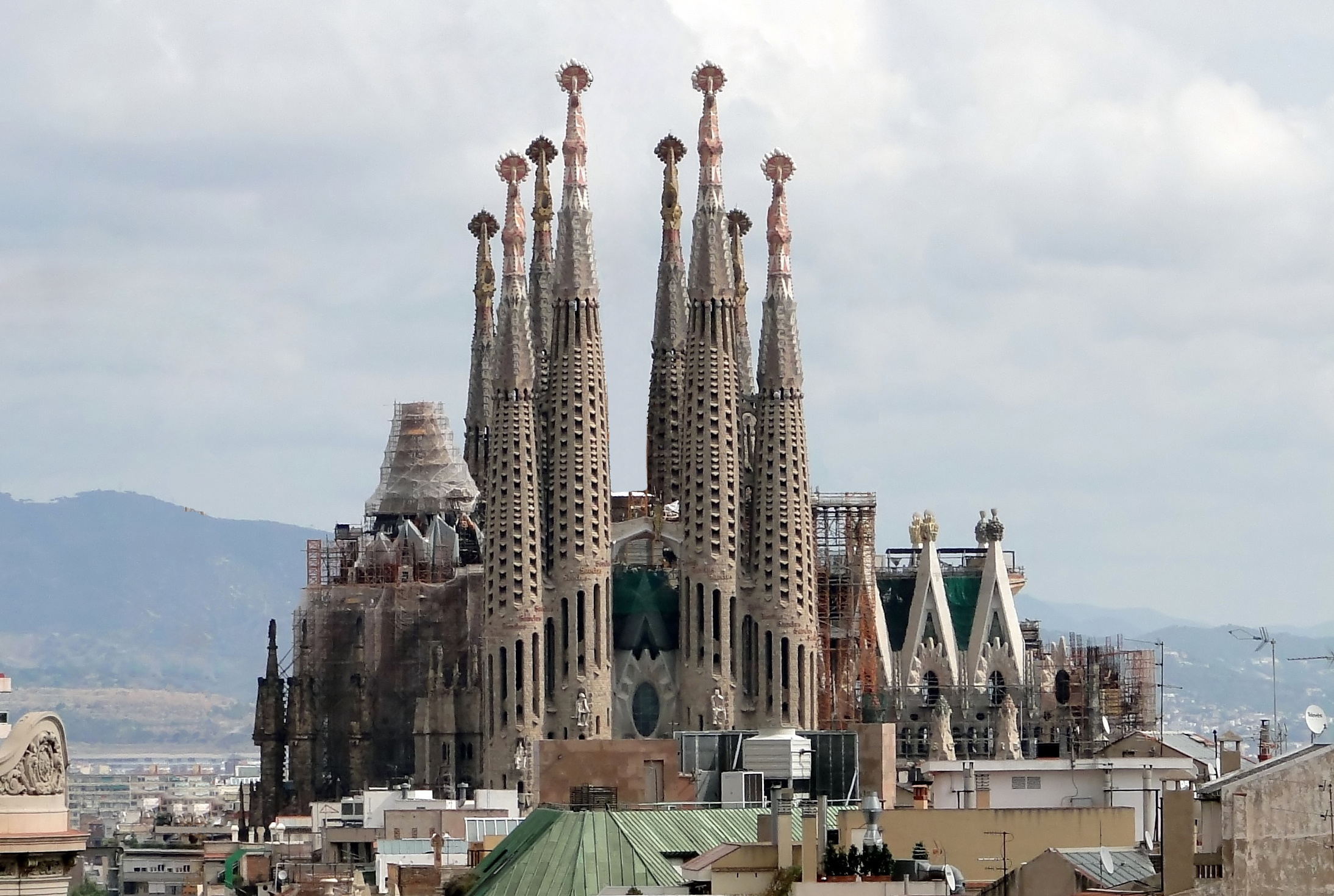
Sagrada Familia de Barcelona

Algunas iglesias del siglo XX siguen manteniendo el recurso a las torres para desempeñar alguna de sus funciones tradicionales (campanario y presencia urbana). En algún caso se convierten en la parte más visible del propio templo, como ocurre con las de Sagrada Familia de Barcelona, diseñada por Gaudí y aún en construcción, en las que además tienen funciones simbólicas (cada una de las dieciocho torres representa a un personaje: Jesucristo, la Virgen, los cuatro evangelistas y los doce apóstoles).

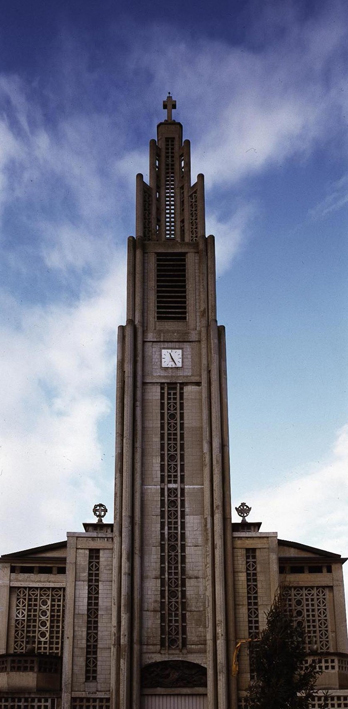
Notre-Dame du Raincy, de Auguste Perret.
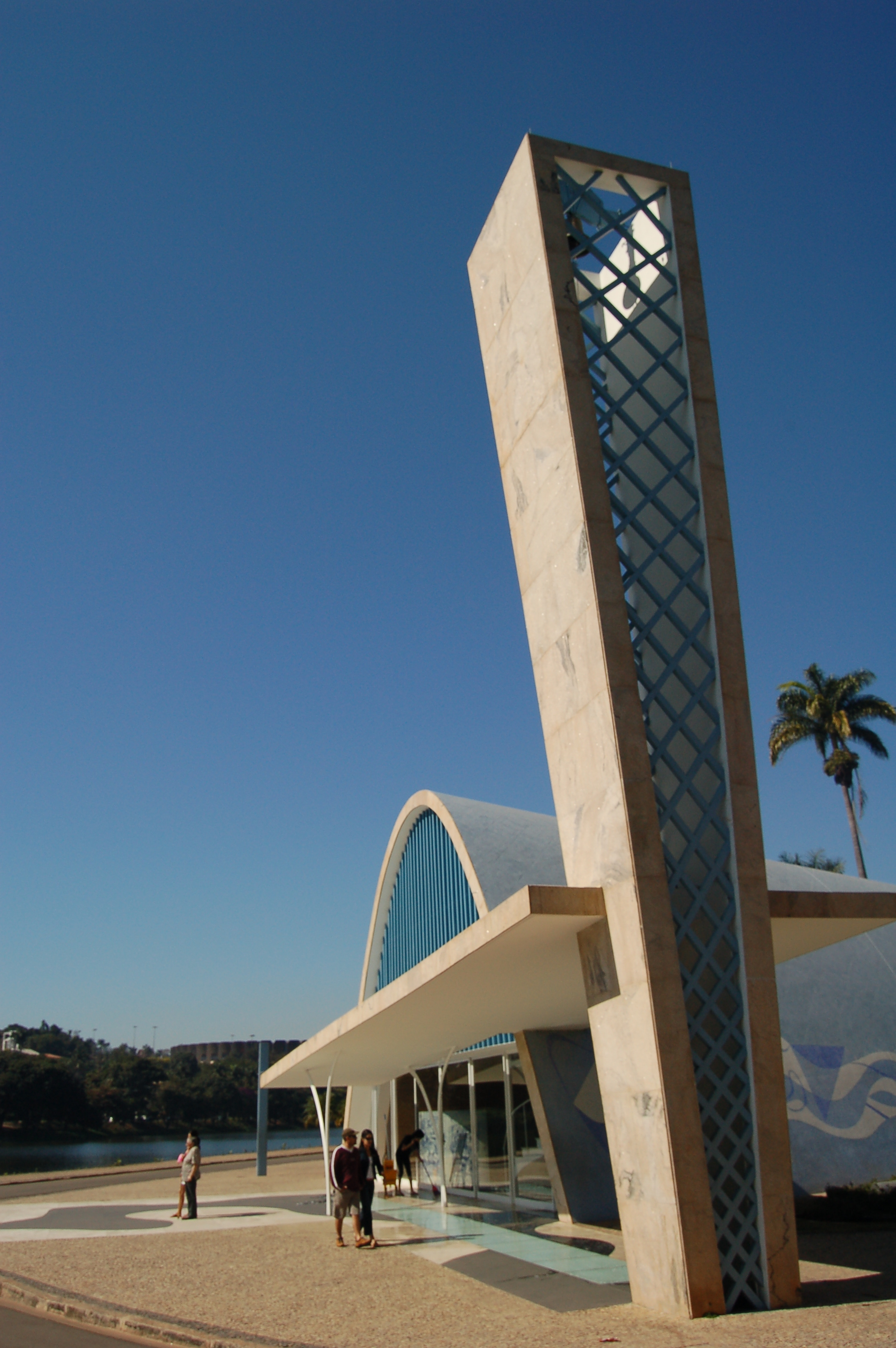
Iglesia de San Francisco de Asís (Belo Horizonte), de Oscar Niemeyer.

#### Torres campanario

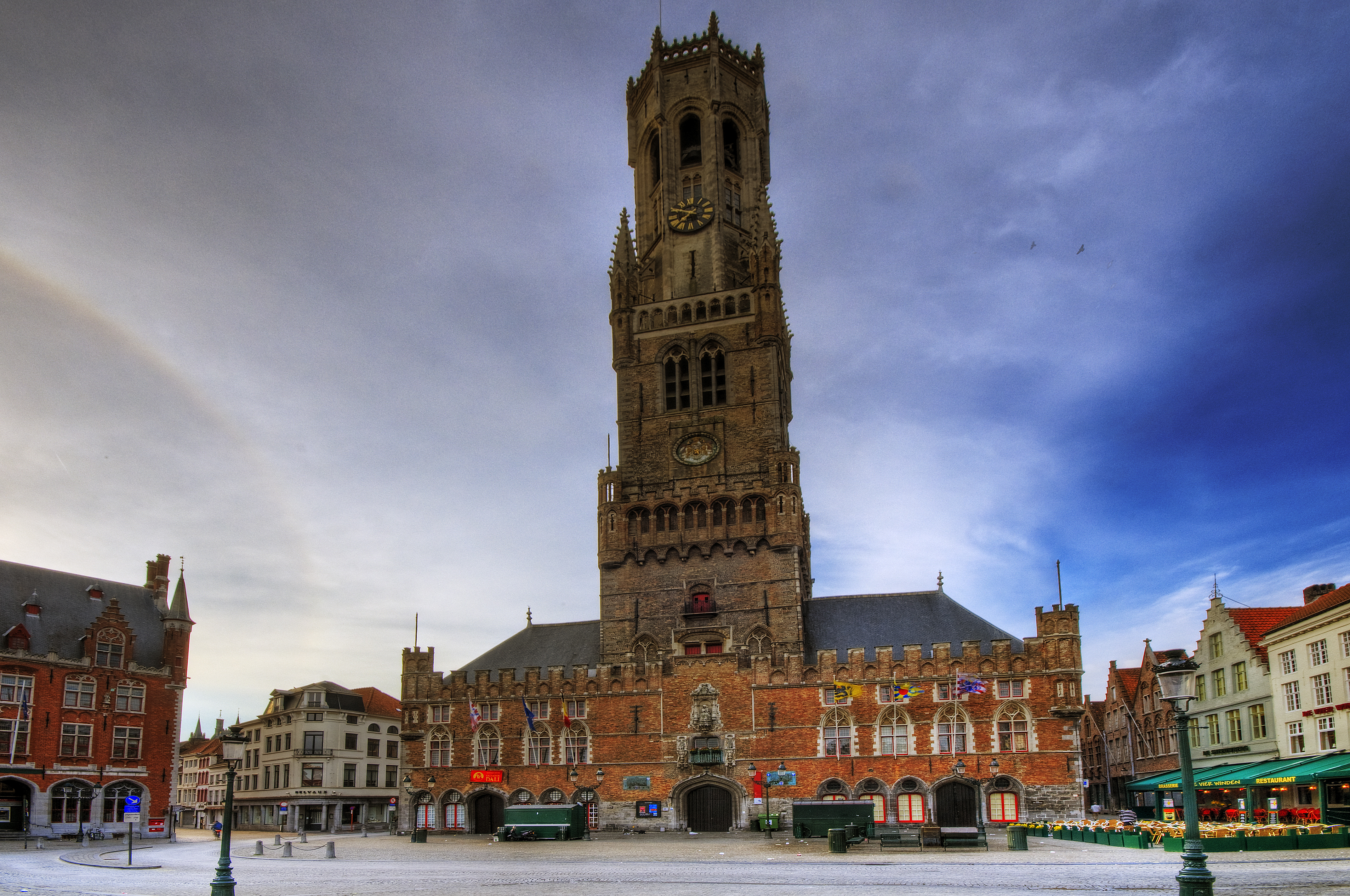
Campanario de Brujas

La torre campanario o campanil es la torre donde se colocan las campanas, con la finalidad de convocar la asistencia de los feligreses al servicio religioso. Algunos campanarios alojan un carillón, instrumento musical conformado por varias campanas.
Un tipo especial de torre campanario es el campanile, un campanario surgido originalmente en Italia que se desarrolla como edificación exenta, de planta circular o cuadrada, enteramente independiente del edificio religioso. Los más conocidos son la Torre de Pisa, famosa por su inclinación, y el Campanile de San Marcos de Venecia.
Otra modalidad de campanario es la espadaña, que no es una torre propiamente dicha, sino una pared maciza, la mayoría de ellos con remates mixtilíneos en donde se colocan una campana o una serie de campanas desde las más grandes hasta las más pequeñas; en espacios o aberturas denominados "claros".

#### Conjuratorios

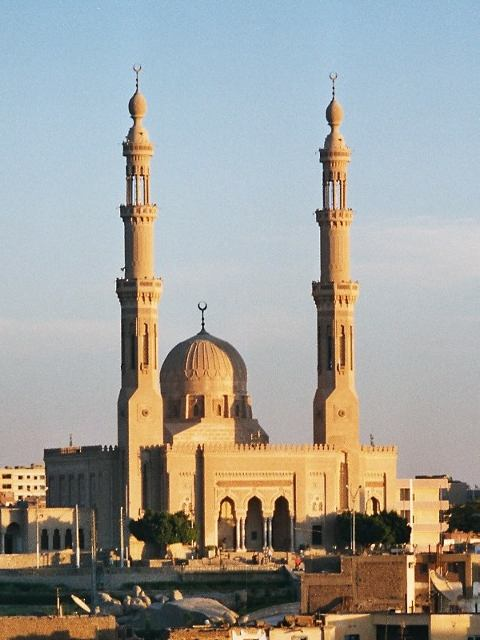
Minaretes de la mezquita El-Tabia (Asuán).

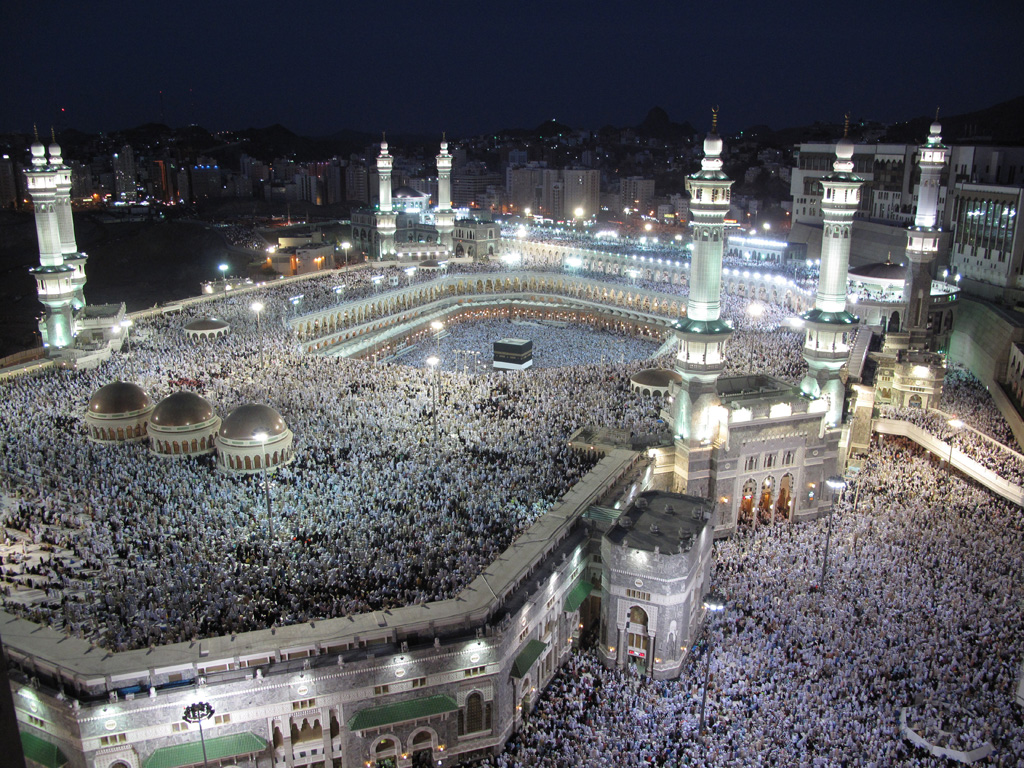
Alminares de la Masjid al-Haram de La Meca.

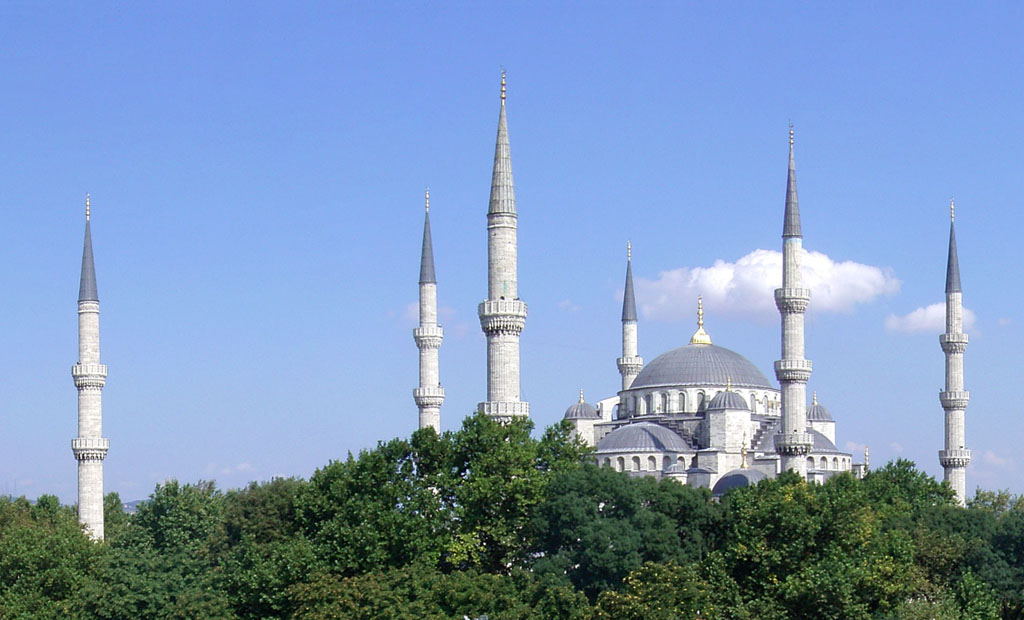
Los seis minaretes de la Mezquita Azul de Estambul.

### Alminares o minaretes
Alminar o minarete son los nombres con que se traducen en las lenguas romances la palabra árabe منار (minar -"faro"-), que designa a las torres de las mezquitas musulmanas. Su función ritual es proporcionar un entorno elevado para que el muecín o almuédano ( مُؤَذِّن mu'aḏḏin -"gritador"-) efectúe las cinco llamadas ( أَذَان adhan) que cada día se hacen para convocar a la oración ( صلاة salat). Para ello, el minarete suele tener en su parte más alta un balcón que lo rodea, desde él se lleva a cabo la llamada. En la actualidad, se el almuédano se suele ayudar con un sistema megafónico para ser escuchado con más facilidad en las grandes ciudades.
La forma de los alminares varía según las zonas. En el Magreb las mezquitas suelen tener solo uno, de planta cuadrada. En el oriente musulmán son habituales las mezquitas con más de uno, generalmente dos o cuatro, y de forma variable. Son característicos en los lugares de influencia otomana los esbeltos minaretes de sección circular, con un balcón sobresaliente y un tejado cónico.
El número de los minaretes también es significativo: cuando el sultán Ahmed I mandó levantar seis minaretes en la Mezquita Azul de Estambul, fue criticado porque hasta entonces solo tenía ese número Masjid al-Haram ("la mezquita sagrada" de La Meca, donde se custodia la Kaaba); el sultán solucionó el problema mandando construir un séptimo alminar en La Meca.
El minarete de la mezquita de Samarra (Irak), una espiral ascendente, se inspira lejanamente en la forma de los ziggurat.
En Tombuctú son característicos los alminares de tierra, paja y madera, tres de los cuales (en conjunto con sus mezquitas-madrasa) han sido declarados patrimonio de la humanidad por la UNESCO (Sankore, Djinguereber y Sidi Yahya).
La función del minarete es también marcar la dominación física del espacio. Cuando los turcos conquistaron Constantinopla, la islamización de Santa Sofía se indicó rodeando con cuatro minaretes la inmensa mole de la cúpula que caracterizaba el perfil de la ciudad.
De modo similar, la Reconquista española cristianizó los alminares convirtiéndolos en torres de las iglesias que se levantaban sobre las mezquitas.

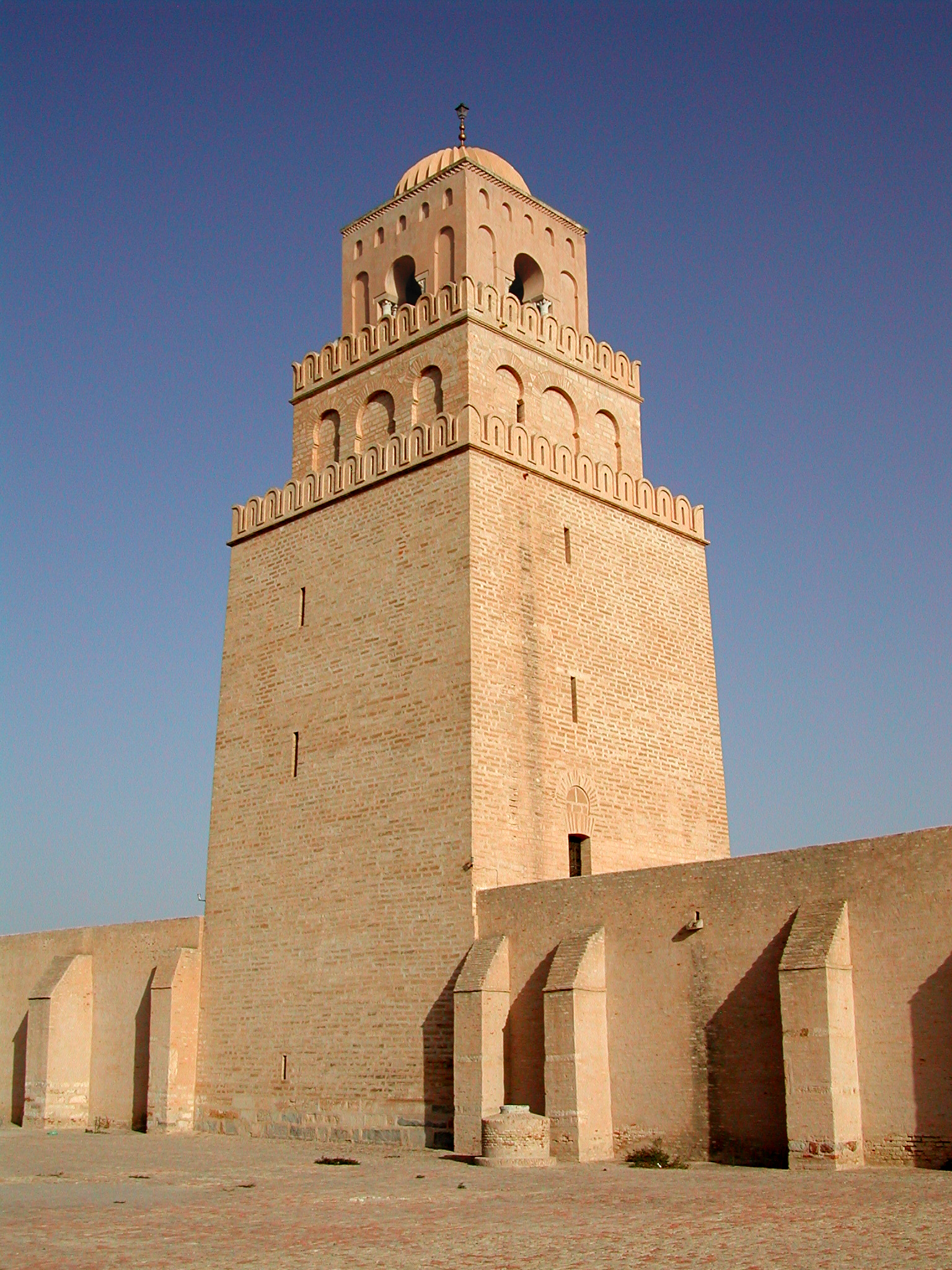
Alminar de la mezquita de Kairouan (Túnez).
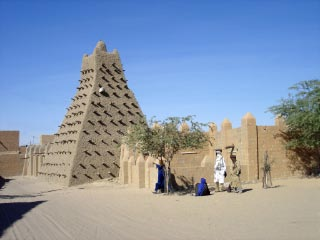
Alminar de la mezquita de Sankore (Tombuctú, Mali).
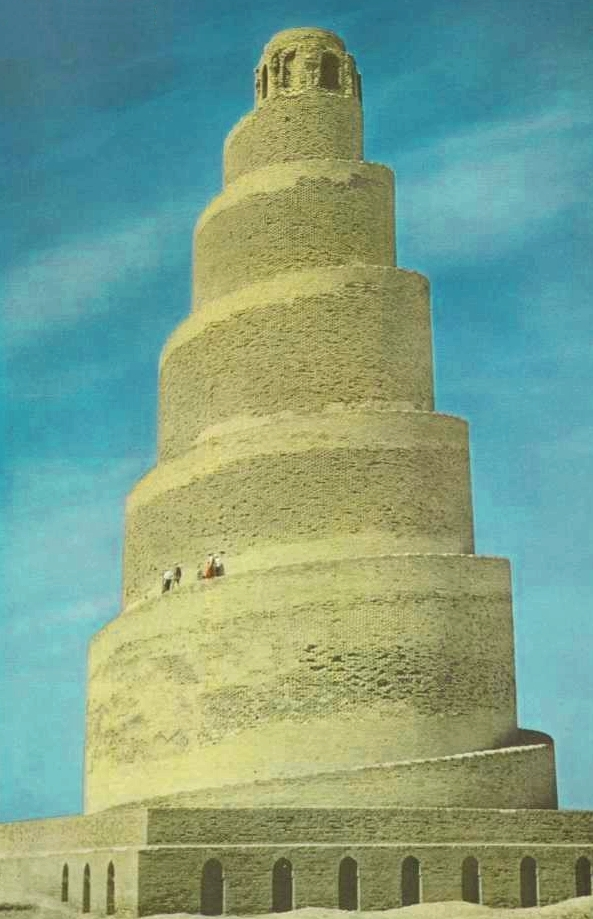
Minarete de la mezquita de Samarra.
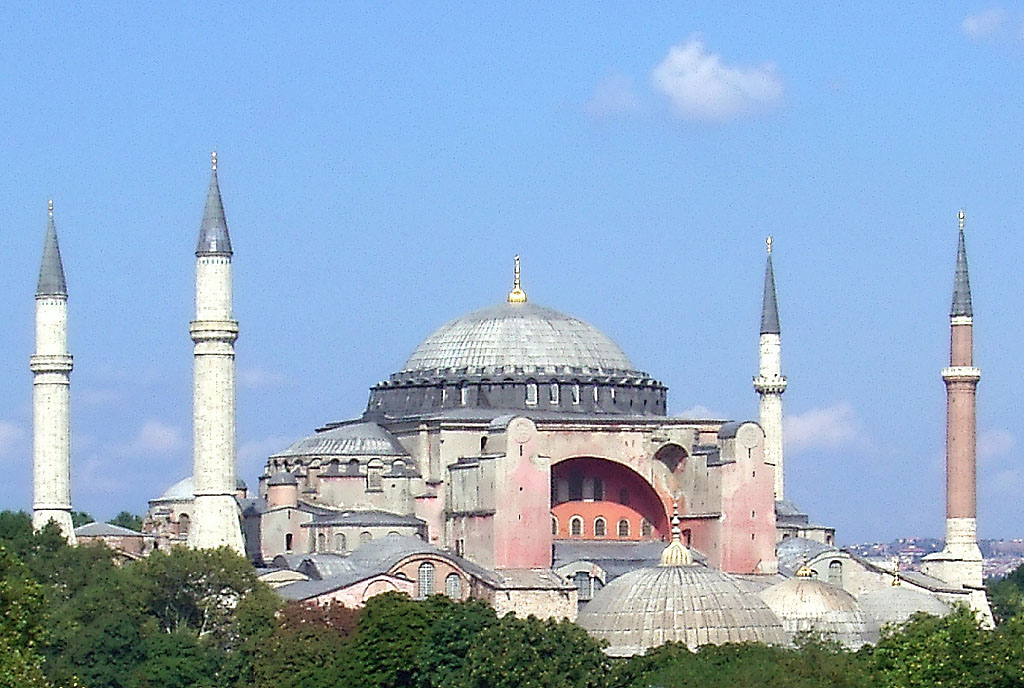
Minaretes de Santa Sofía.
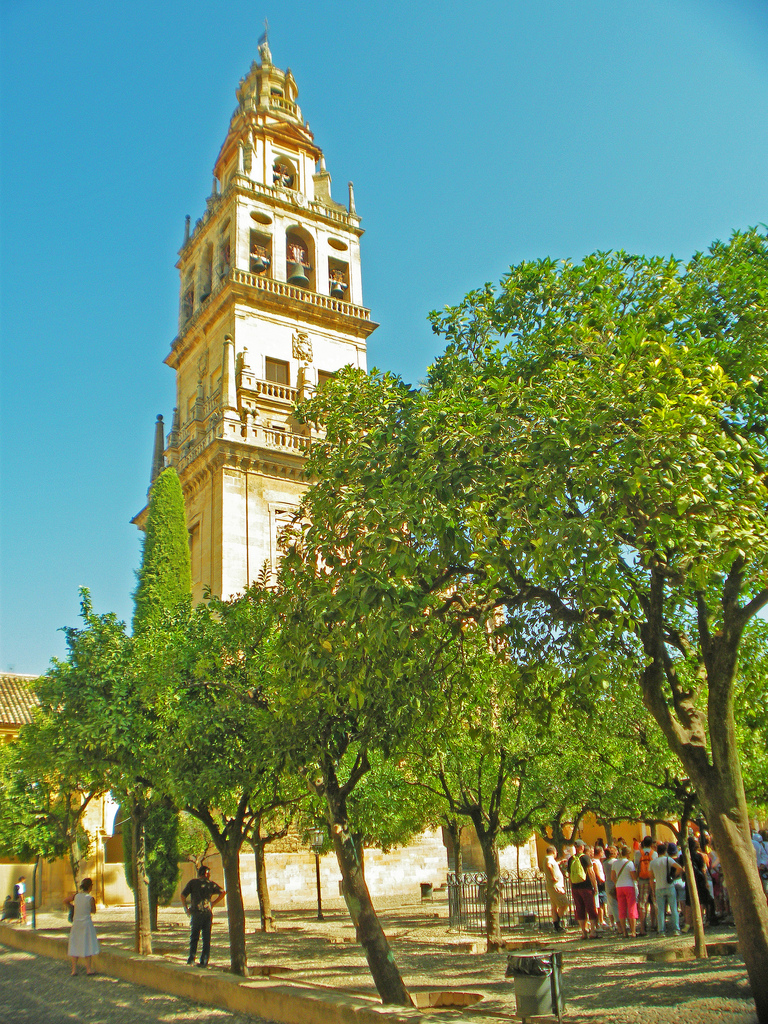
Antiguo alminar de la mezquita de Córdoba convertido en torre-campanario de la catedral de Córdoba.

## Torres con función tecnológica

### Molinos
Los molinos son las estructuras tecnológicas preindustriales que requerían una mayor altura, especialmente los molinos de viento, que caracterizaron el paisaje de algunas regiones, como los Países Bajos o La Mancha.

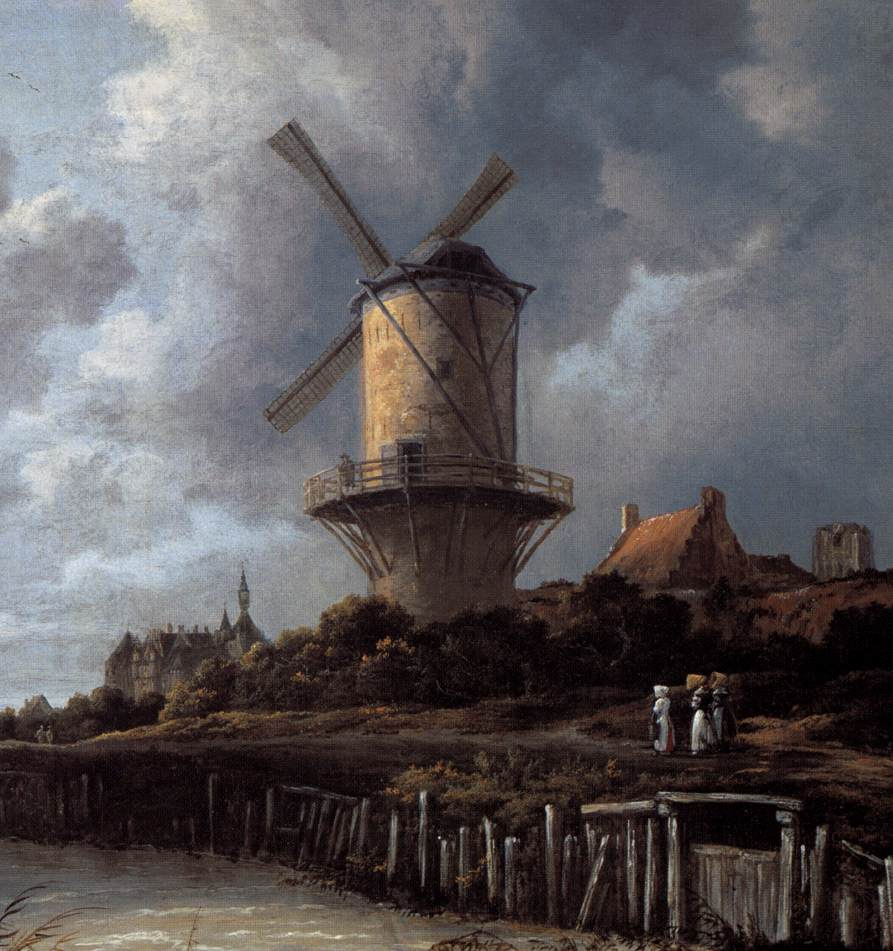
El molino holandés de Wijk bij Duurstede, pintado por Ruisdael.
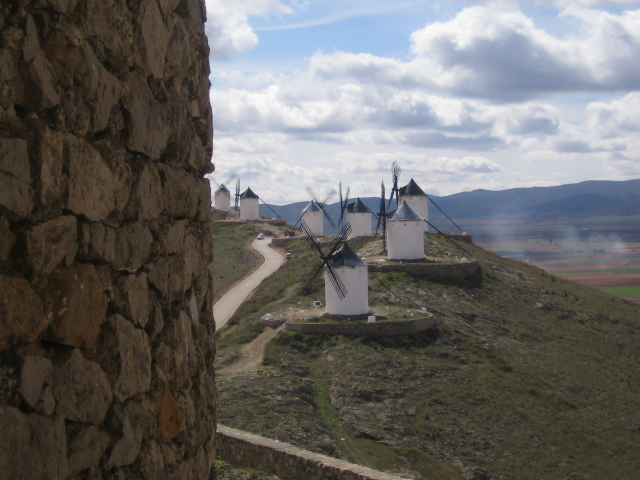
Molinos manchegos en Consuegra.

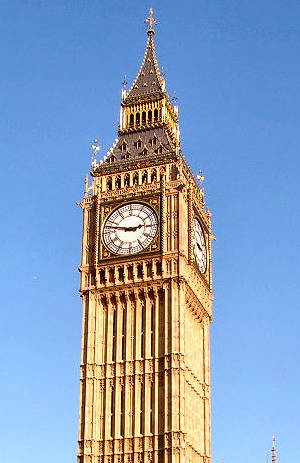
Big Ben, en el Parlamento de Westminster (Londres).

### Torre del reloj
Primero relojes de sol y luego relojes mecánicos fueron dispuestos desde la Edad Media en las partes más visibles de todo tipo de edificios, aunque especialmente en iglesias y ayuntamientos. Ya en la Atenas del siglo I a. C. se levantó un horlogion con forma de torre: la Torre de los Vientos (que contaba con nueve gnomon -relojes de sol-, una clepsidra -reloj de agua- y otros elementos); y en la China del siglo XI Su Song construyó una "torre del reloj" muy sofisticada.

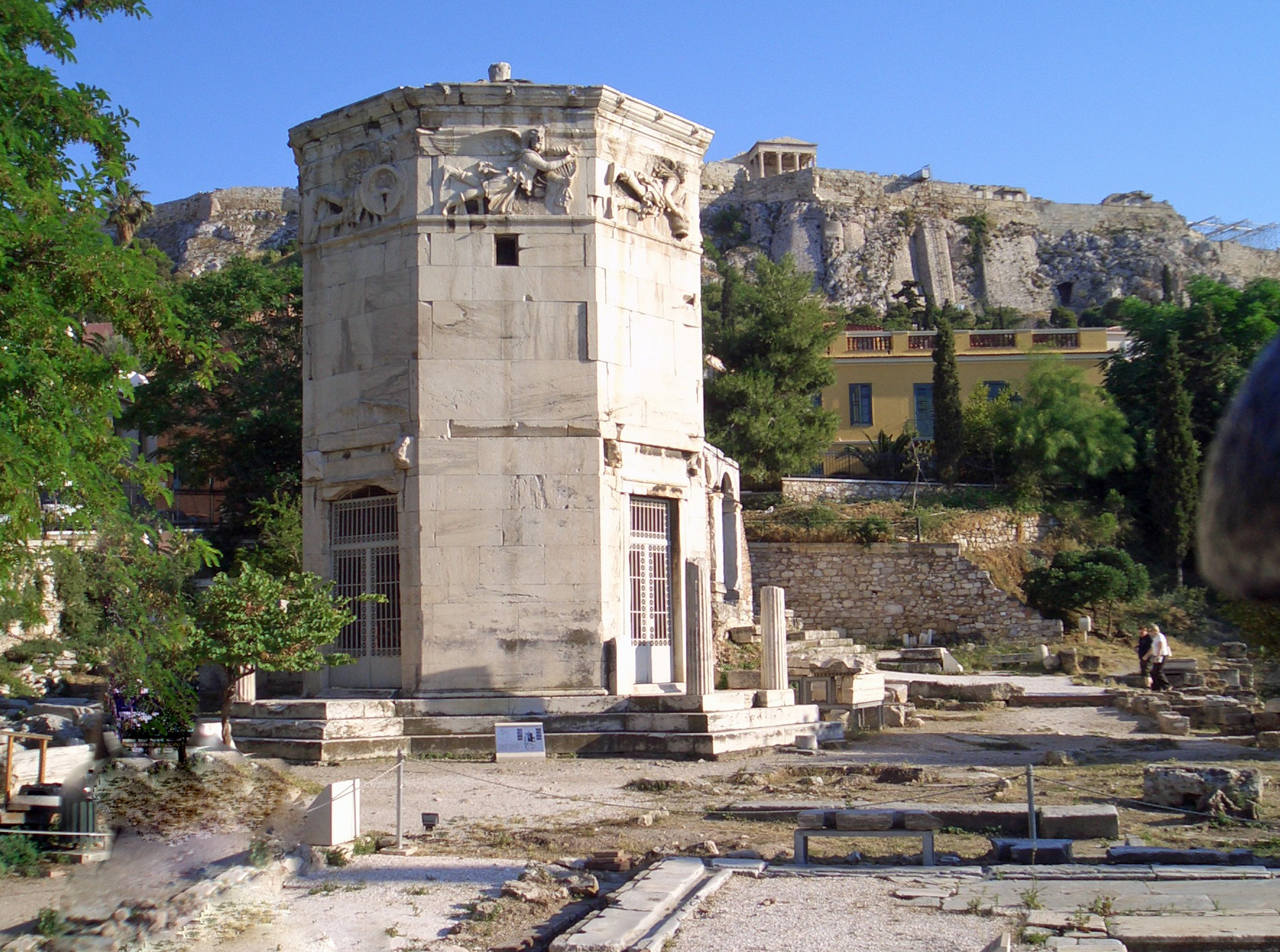
Torre de los Vientos (Atenas, Grecia).
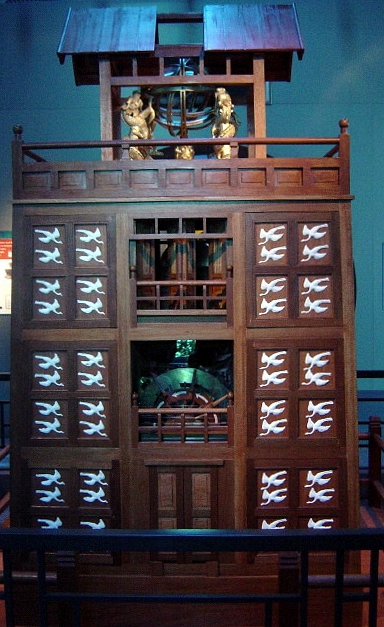
Maqueta de la torre del reloj de Su Song (Kaifeng, China, siglo XI).
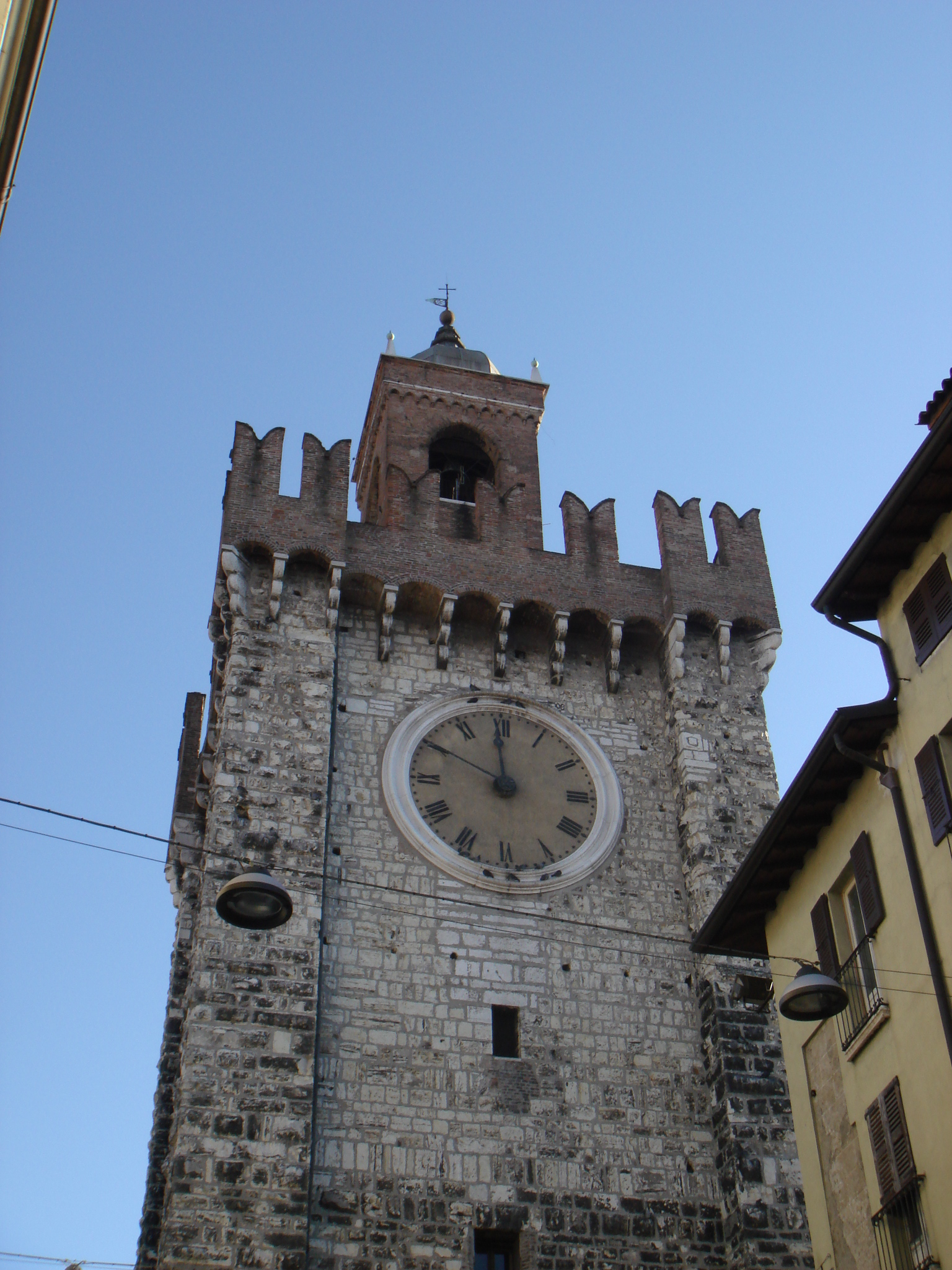
Torre del reloj de Brescia (Italia).
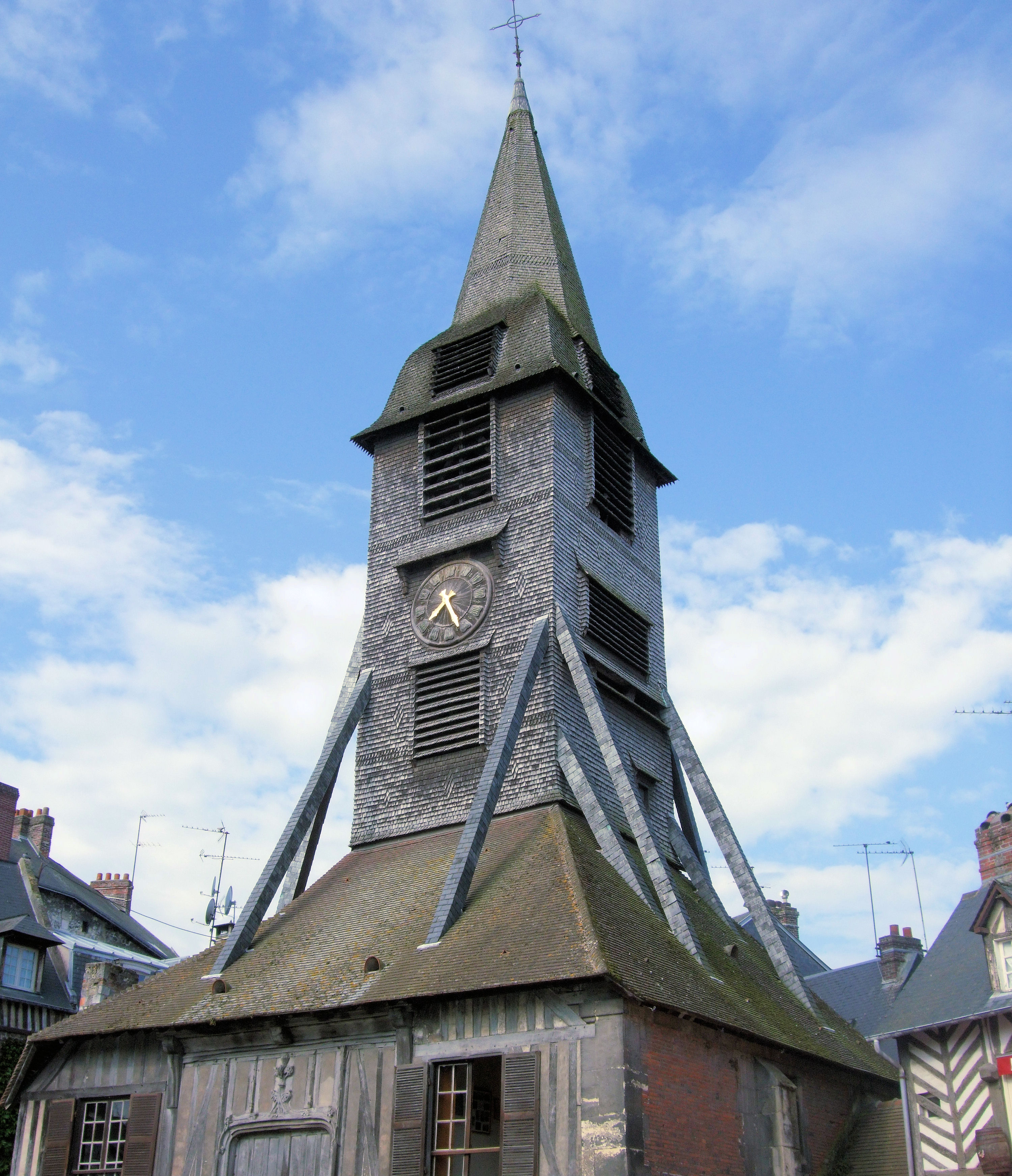
Torre del reloj de la iglesia de Santa Catalina de Honfleur (Francia).
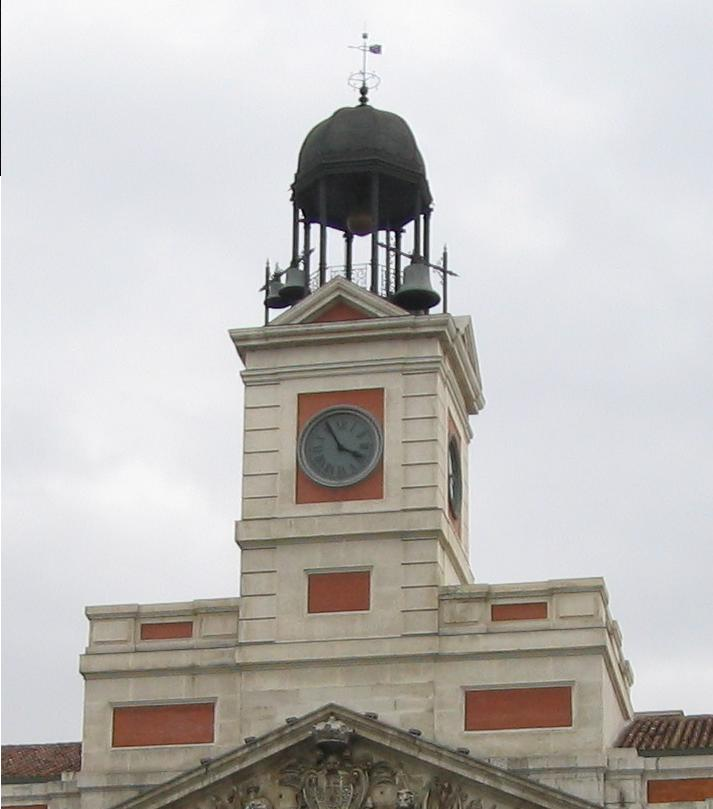
Reloj de la Puerta del Sol (Madrid, España).
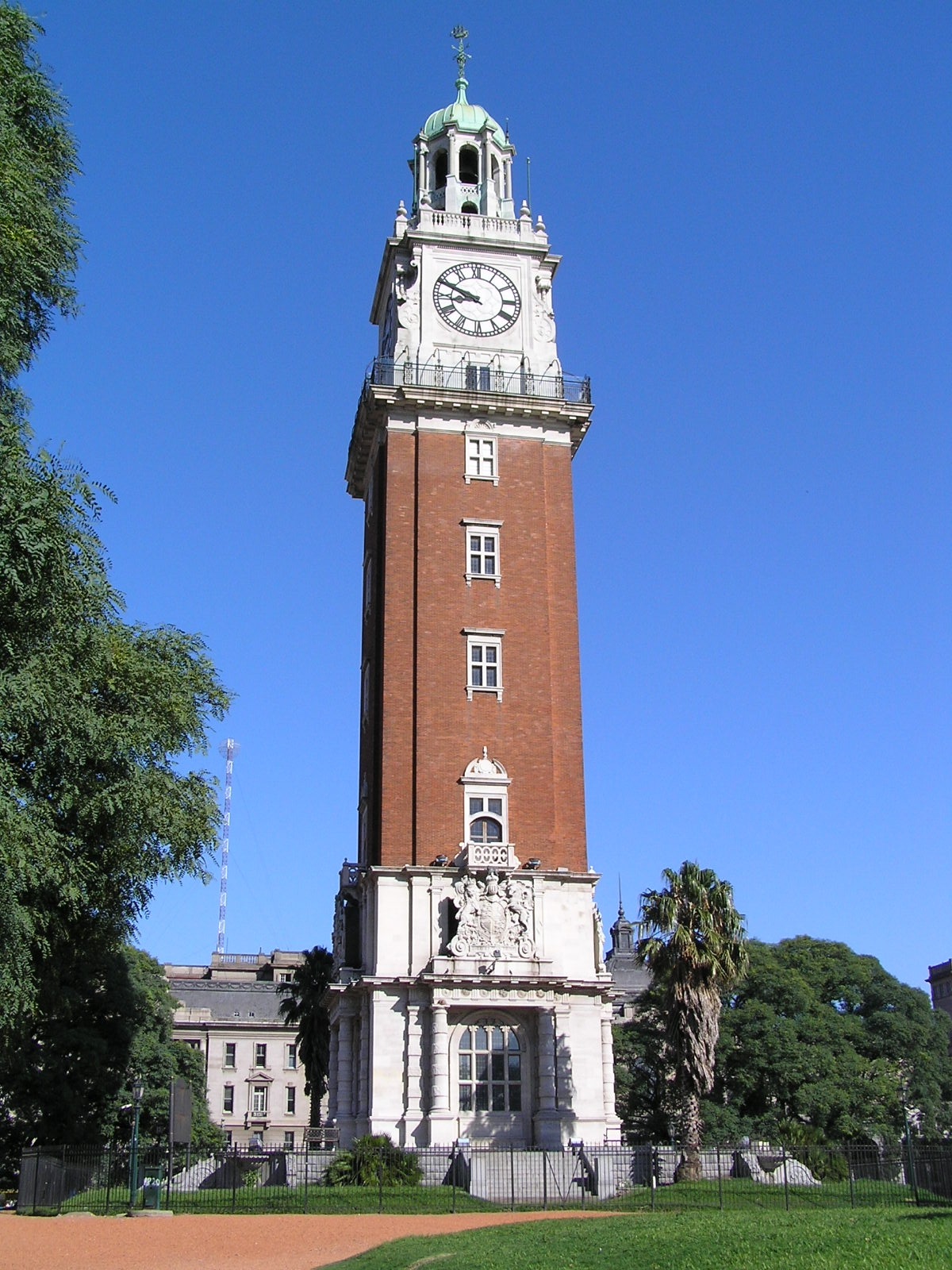
Torre de los ingleses (Buenos Aires, República Argentina).
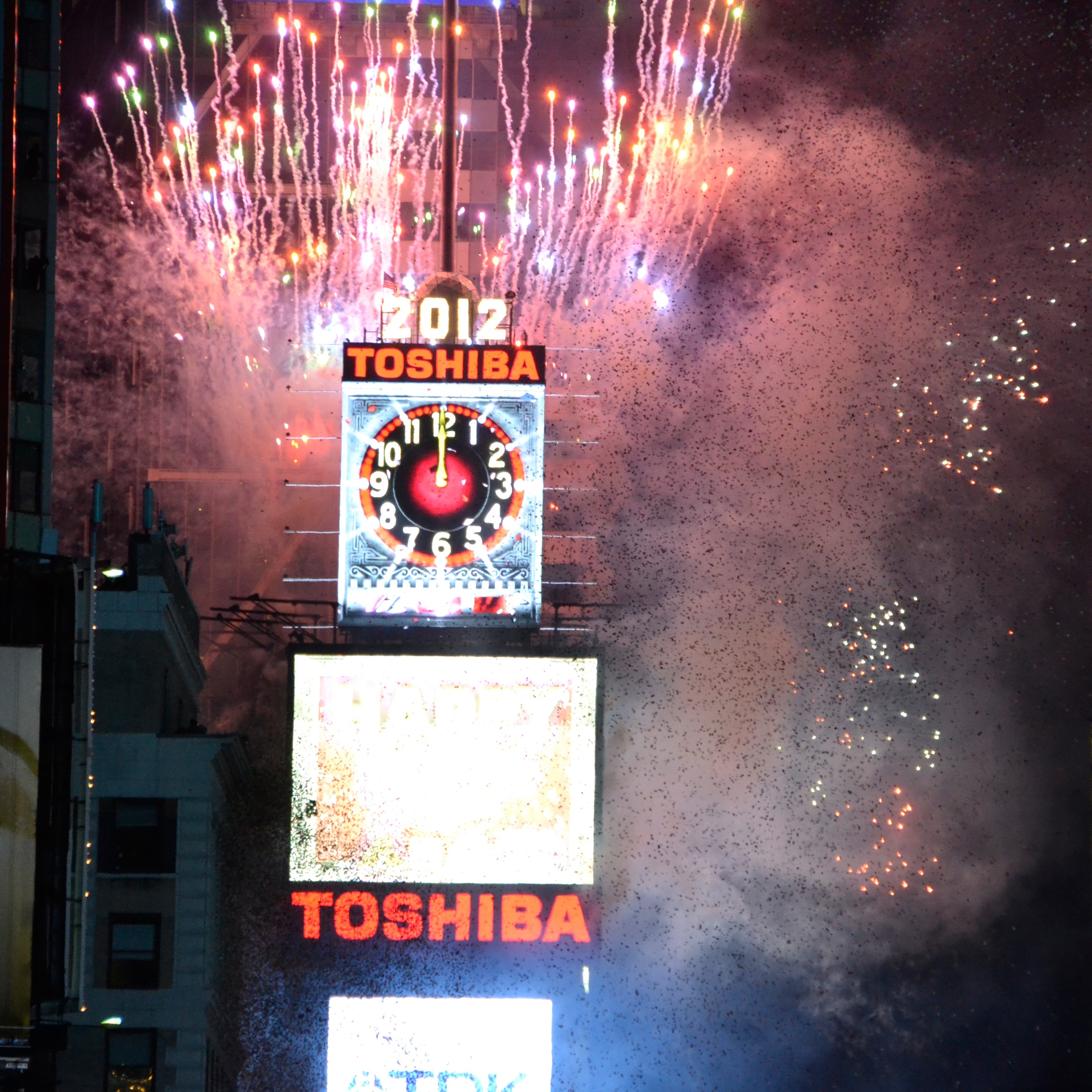
Times Square Ball del edificio One Times Square, celebración del fin de año en Nueva York (EE.UU.)

### Torres de tendido eléctrico
Las torres de alta tensión se emplean para el tendido eléctrico.

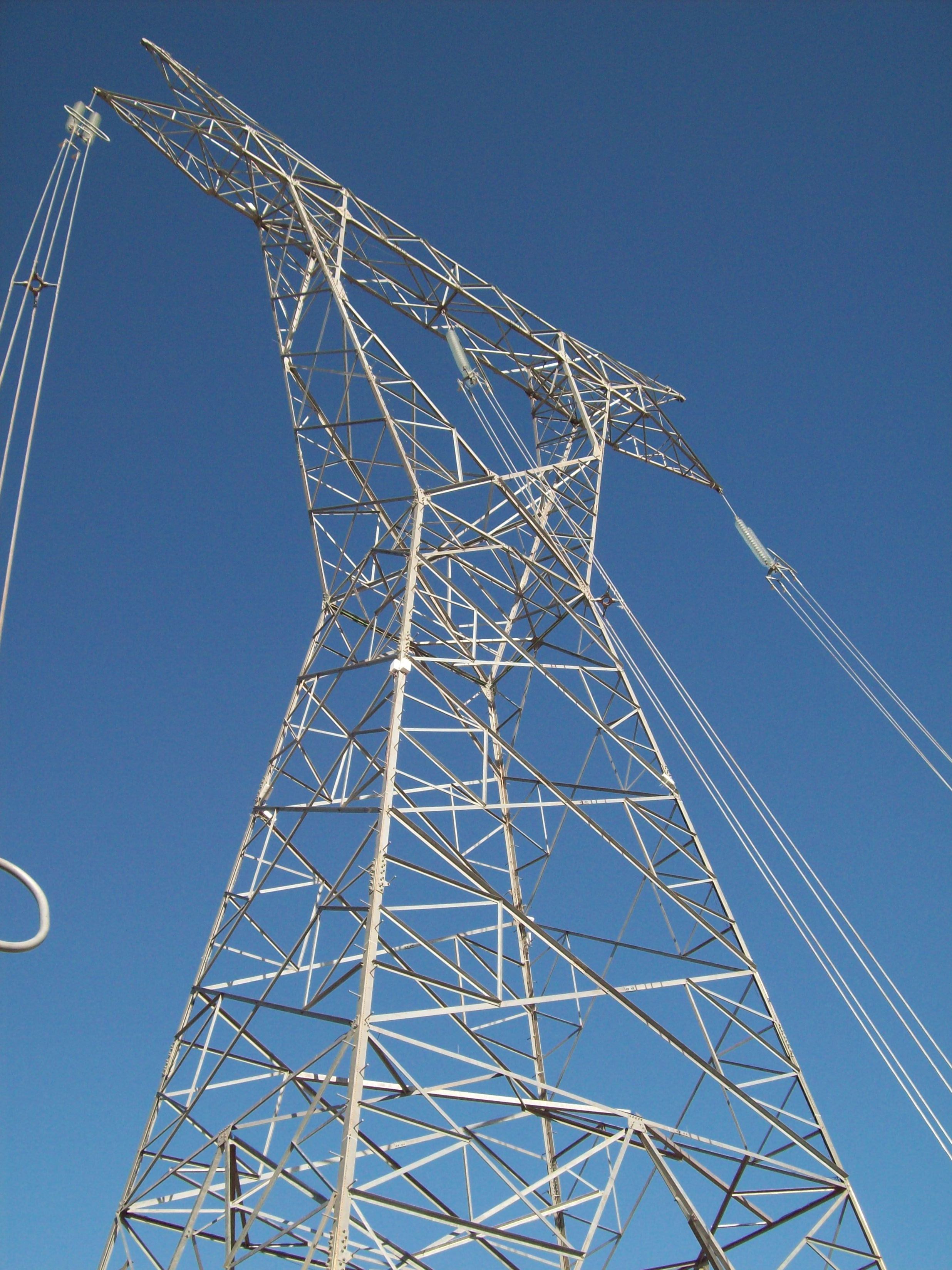

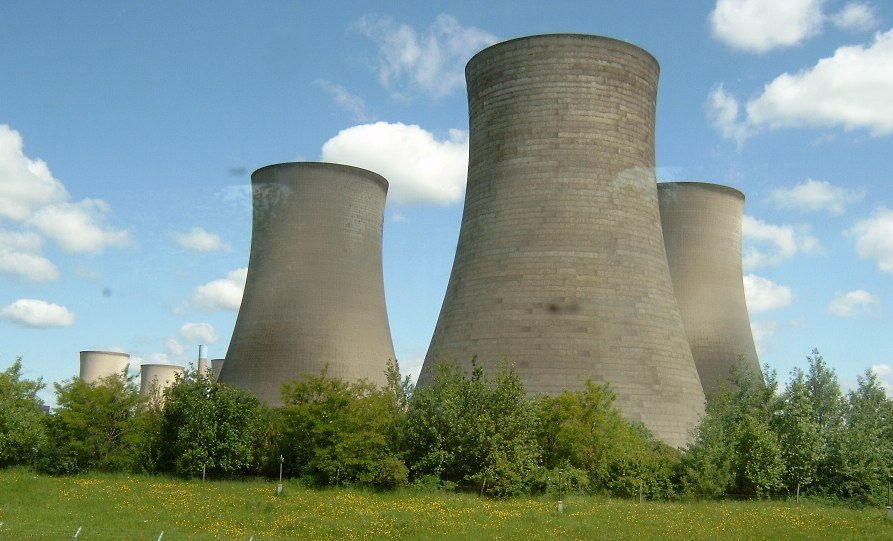
Planta de energía de Didcot, Reino Unido
Torres de refrigeración húmedas de tiro natural.

### Torre de refrigeración
Las Torres de refrigeración son estructuras para refrigerar agua y otros medios a temperaturas próximas a las ambientales. El uso principal de grandes torres de refrigeración industriales es el de rebajar la temperatura del agua de refrigeración utilizada en plantas de energía, refinerías de petróleo, plantas petroquímicas, plantas de procesamiento de gas natural y otras instalaciones industriales.
Las torres de enfriamiento usan la evaporación del agua para rechazar el calor de un proceso tal como la generación de energía eléctrica. Las torres de enfriamiento varían en tamaño desde pequeñas a estructuras muy grandes que pueden sobrepasar los 120 metros de altura y 100 metros de longitud. Torres más pequeñas son normalmente construidas en fábricas, mientras que las más grandes son construidas en el sitio donde se requieren.

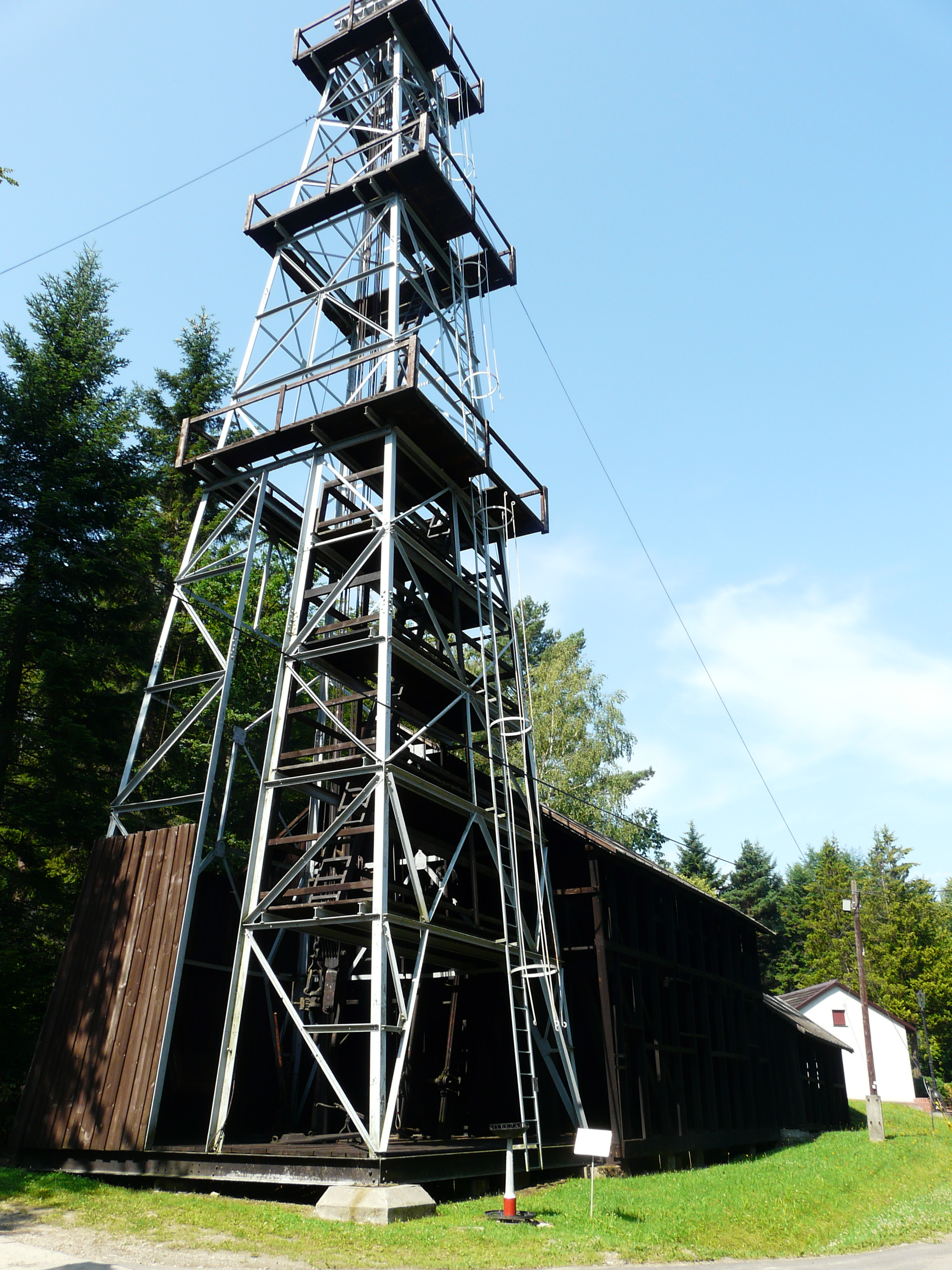
Torre de perforación petrolífera.

### Castilletes y torres de perforación
Las instalaciones de minería incluyen "castilletes", torres exteriores sobre los pozos perforados, cuya función es cobijar las poleas o maquinaria necesaria para la extracción del mineral o los ascensores para el desplazamiento de los mineros.
Las que se denominan "torres de perforación" son las construidas para sostener el complejo equipo necesario para la prospección y posterior extracción mecánica de recursos del subsuelo de naturaleza fluida, como el petróleo o el gas natural.

### Torre de control
Las torres de control son torres, en cuya cima se sitúa una sala de control, desde la que se dirige y controla el tráfico de un puerto o de un aeropuerto. La situación y altura de dicho centro de control son esenciales para ver toda la zona que se debe controlar.
En las torres de control aéreo se realiza el control de tráfico aéreo en la zona de un aeropuerto y sus inmediaciones, es decir, el control del rodaje, el despegue, la aproximación y el aterrizaje de los aviones.
Menos extendidas que las de los aeropuertos, las torres de control portuario dirigen el tráfico en puertos de cierta envergadura, y suficientemente compactos como para que el control visual desde la torre sea efectivo.

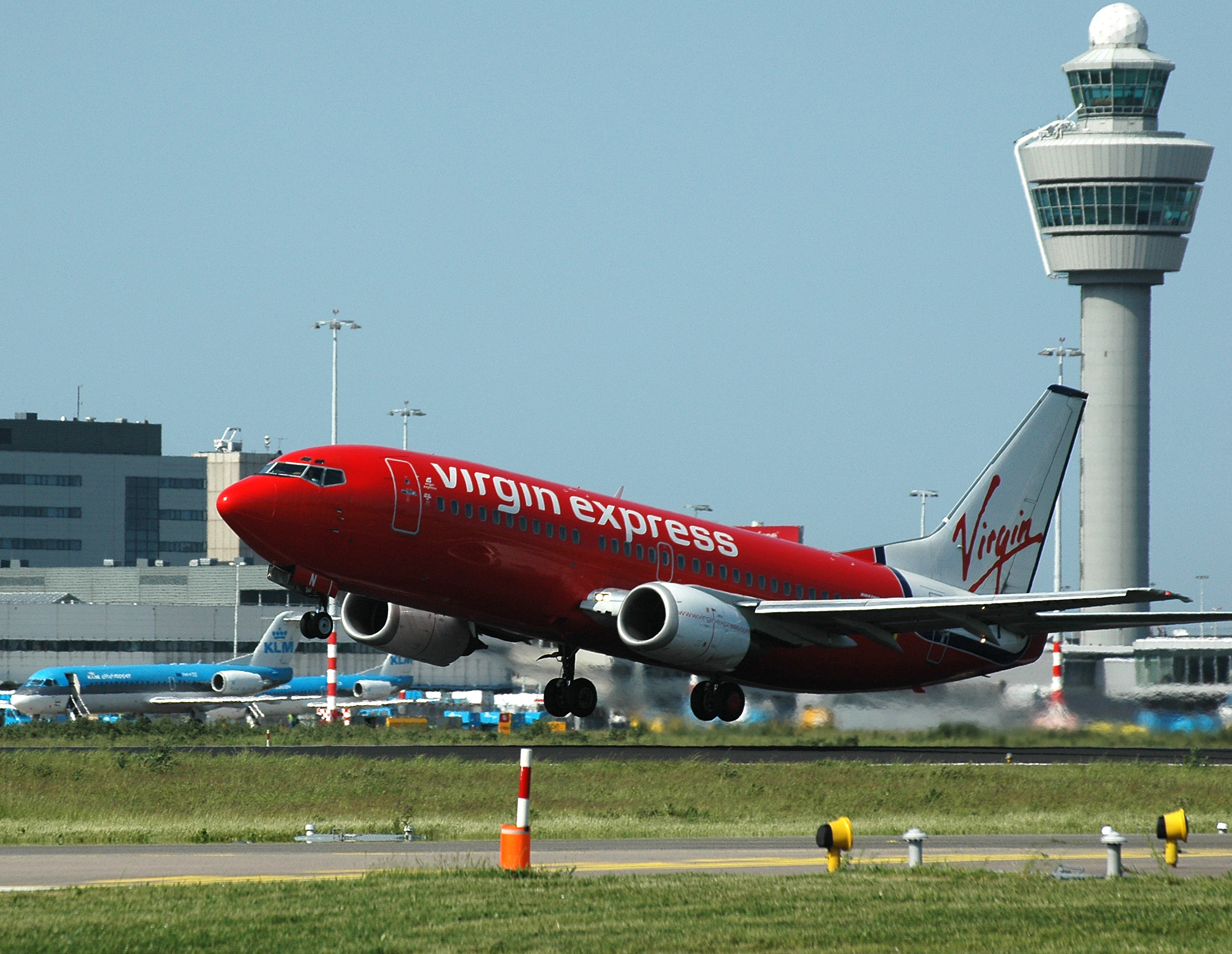
Torre de control aéreo.

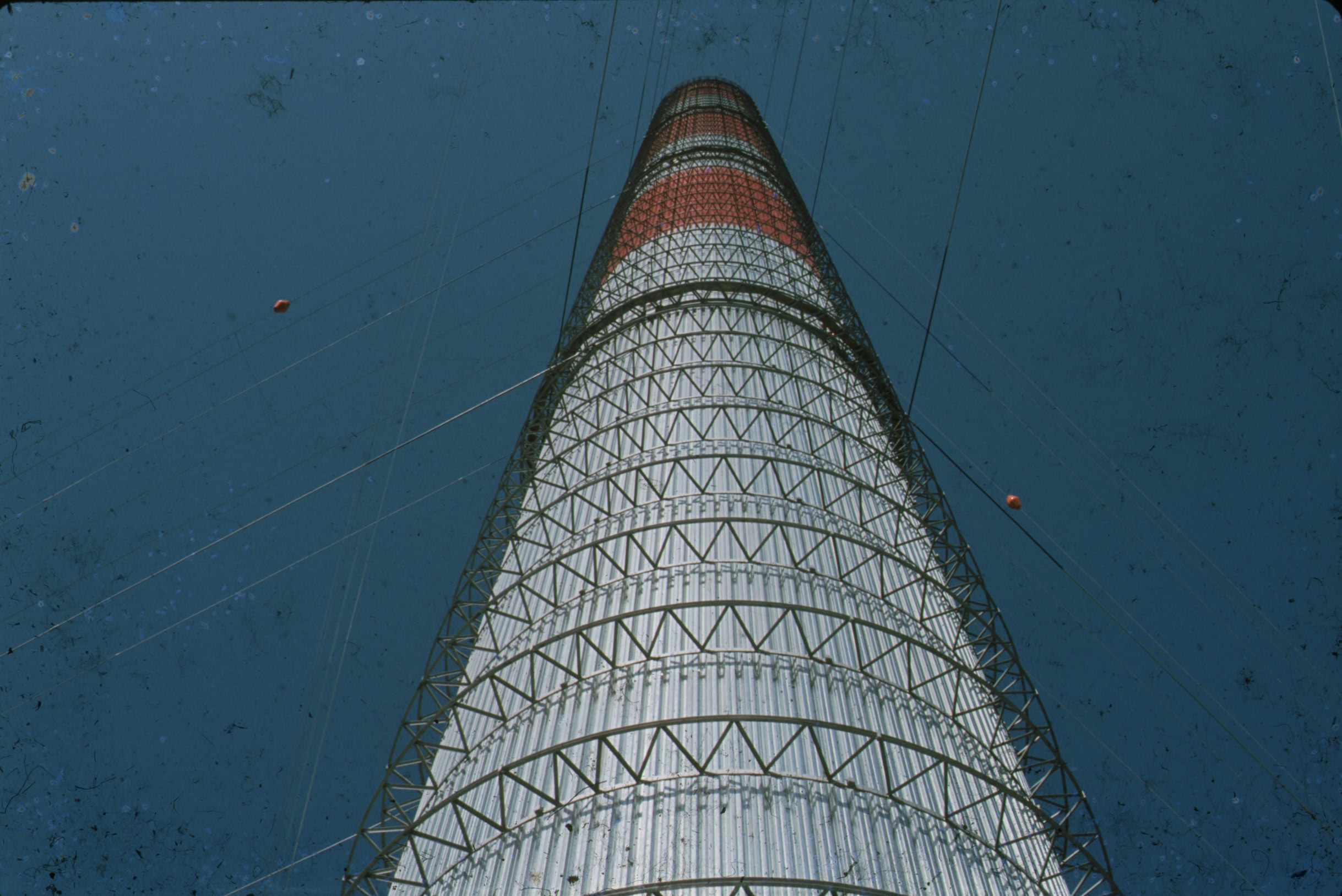
Torre solar de Manzanares (Ciudad Real).

### Torre solar
Una torre solar es una construcción que trata de aprovechar la energía solar mediante la convección de aire.
En su forma más sencilla, consiste en una chimenea pintada de negro. Durante el día, la energía solar calienta la chimenea, que a su vez calienta el aire que hay dentro de ella, creando una corriente de aire ascendente dentro de la chimenea (o torre). La succión que esta crea en la base de la torre se puede utilizar para ventilar y enfriar el edificio subyacente. En la mayor parte del mundo, es más fácil aprovechar la energía del viento para producir una ventilación de este tipo, pero en días cálidos y sin viento la chimenea podría proporcionar ventilación cuando no sería posible producirla de otra forma.
Este principio se ha propuesto para la generación de la energía eléctrica, usando un gran invernadero en la parte de abajo más que utilizando la calefacción de la chimenea solamente.
El principal problema de esta propuesta es la diferencia relativamente pequeña entre la temperatura más alta y más baja del sistema. El teorema de Carnot restringe enormemente la eficacia de la conversión en estas circunstancias.

### Torres de señales
La altura de las torres las hacen idóneas para utilizarse como lugar para emitir todo tipo de señales, y esa función fue empleada desde la Antigüedad con los faros para la navegación y torres terrestres de naturaleza militar (como las torres de vigilancia) que podían emplearse para la comunicación rápida de señales ópticas (similares a las señales de humo). Ya en la época industrial, el telégrafo óptico precedió al telégrafo eléctrico. En el siglo XX, las telecomunicaciones precisaron de torres para la emisión de las señales electrónicas, utilizándose para ello alguno de los primeros rascacielos, como el Edificio Telefónica de Madrid (1926-1929).

#### Faros

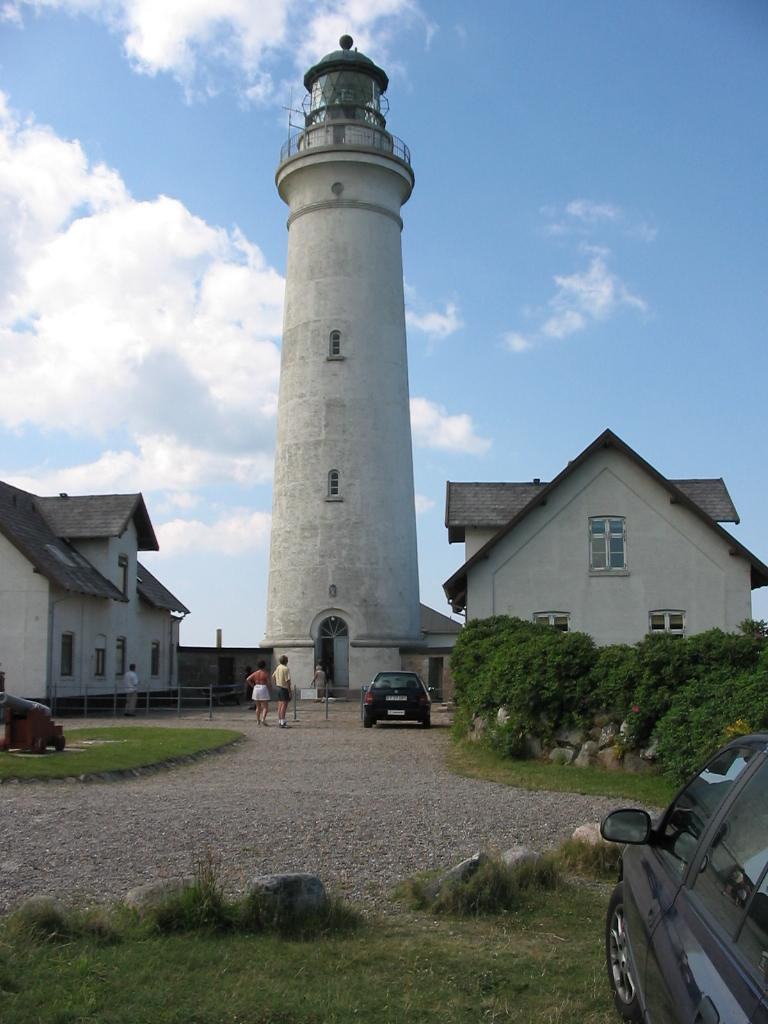
Faro de Hirtshals, Dinamarca.

El nombre "faro" proviene de la "torre de Faro" o de la isla de Faro en Alejandría, una de las siete maravillas del mundo antiguo, (el Faro de Alejandría).

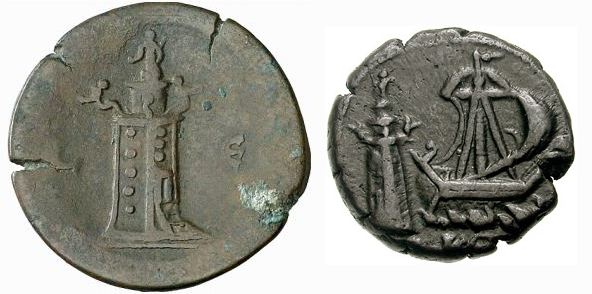
El faro de Alejandría representado en una moneda del siglo II.
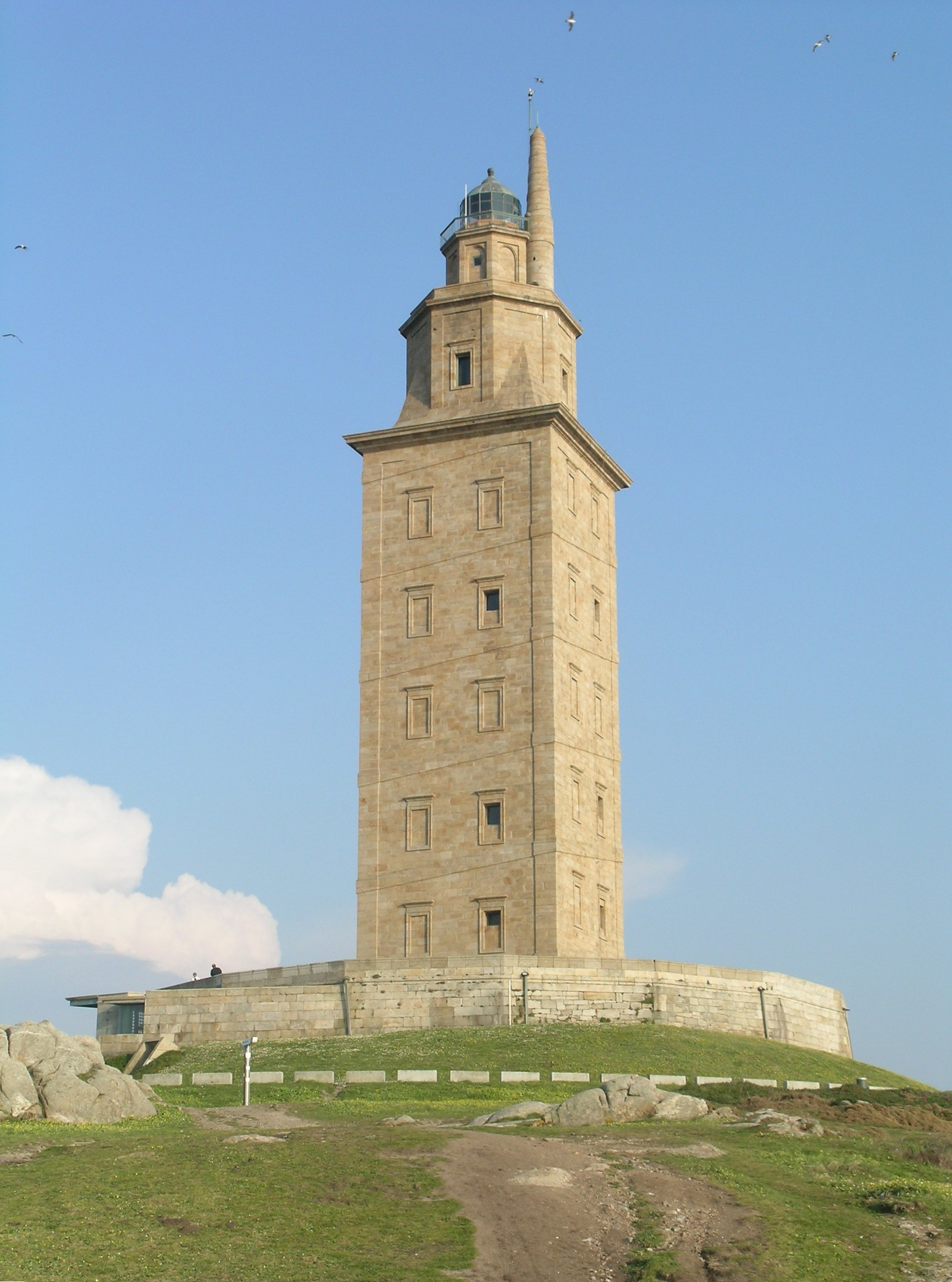
Torre de Hércules, faro de origen romano en las cercanías de La Coruña.
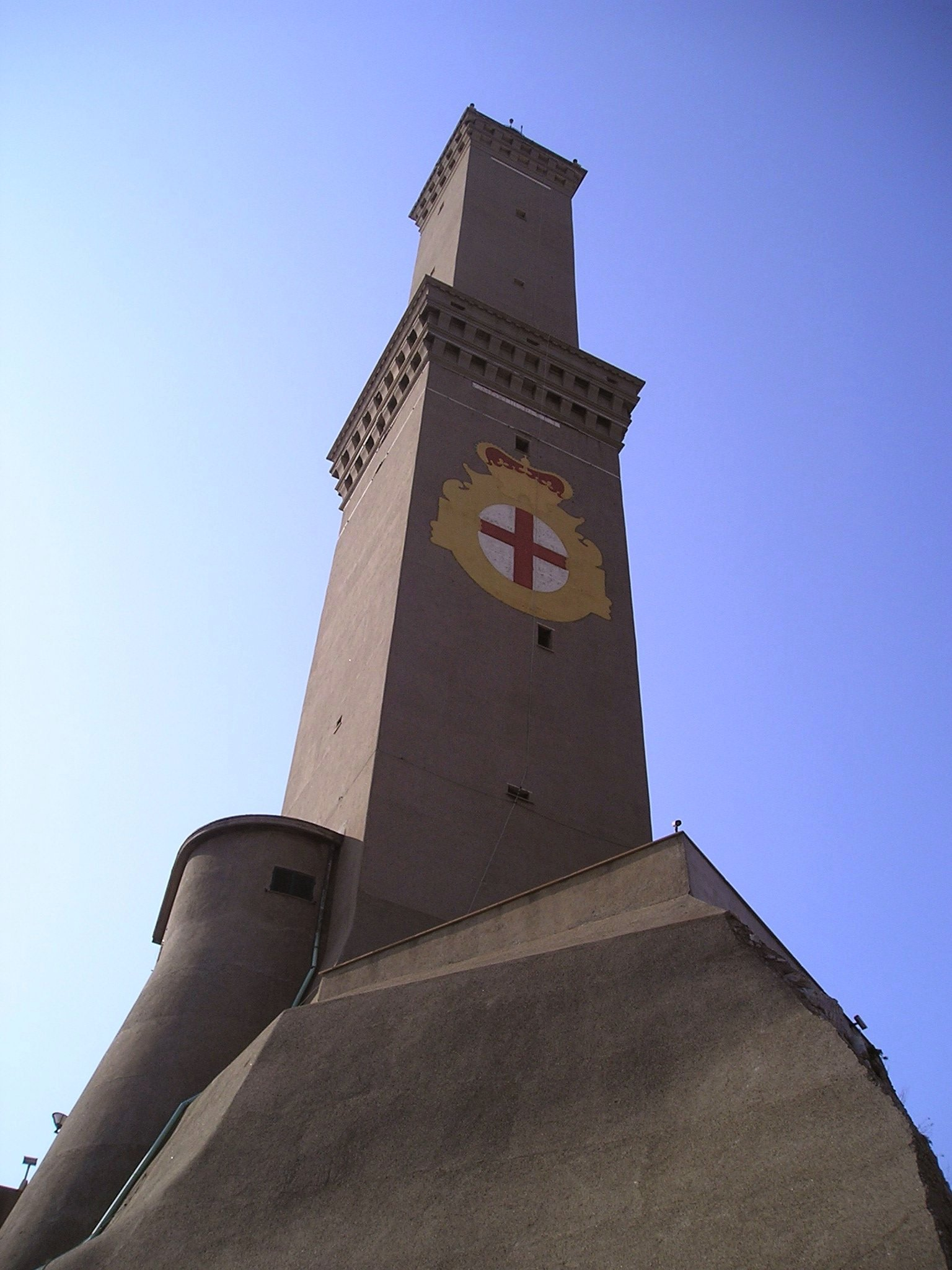
Lanterna, faro de Génova desde el siglo XII.

A partir de entonces, un faro es un emisor de señales luminosas para la navegación, que se suele situar sobre una torre levantada cerca de la costa o incluso dentro del mar a cierta distancia de la costa, en los puertos, en los lugares donde transcurren las rutas de navegación o en los especialmente peligrosos.
La lámpara de los faros dispone de lentes de Fresnel cuyo número, ancho, color y separación varía según cada faro. Cuando en la oscuridad el faro se encuentra en funcionamiento, la lámpara emite haces de luz a través de las lentes, que giran en 360 grados.
Desde el mar los barcos no solo ven la luz del faro, que les advierte de la proximidad de la costa, sino que también lo identifican por los intervalos y los colores de los haces de luz, de forma que pueden reconocer frente a qué punto de la costa se encuentran.
Los modernos sistemas de navegación por satélite, como el GPS, han quitado importancia a los faros aunque siguen siendo de utilidad y seguridad para la navegación nocturna ya que permite la verificación del posicionamiento en la carta de navegación.

#### Torre de comunicaciones
Muchas torres se utilizan como soporte de antenas de emisión de señales de radio, televisión, telefonía móvil y todo tipo de telecomunicaciones. Suelen ser estructuras metálicas en forma de torre de celosía, y los equipos soportados antenas de dipolos y antenas parabólicas.

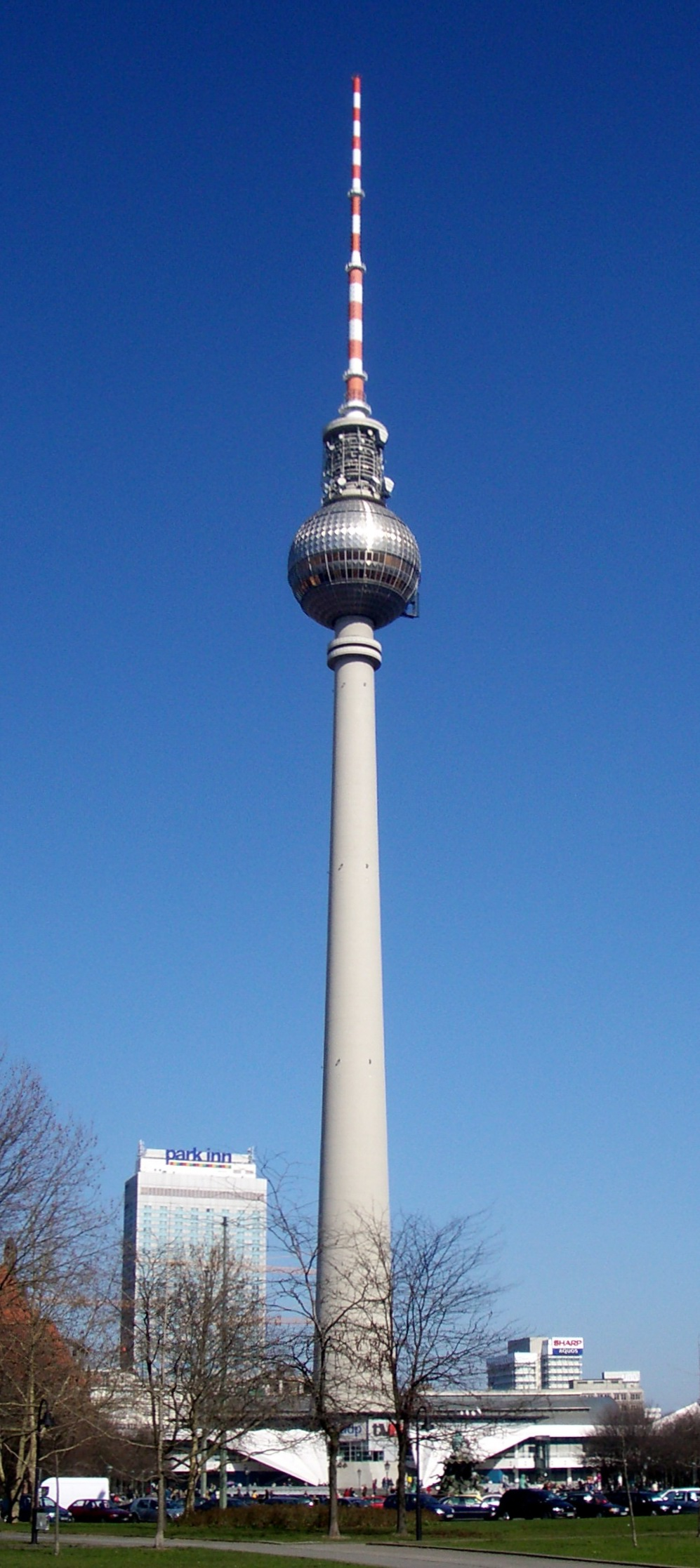
Torre de telecomunicaciones de Berlín.
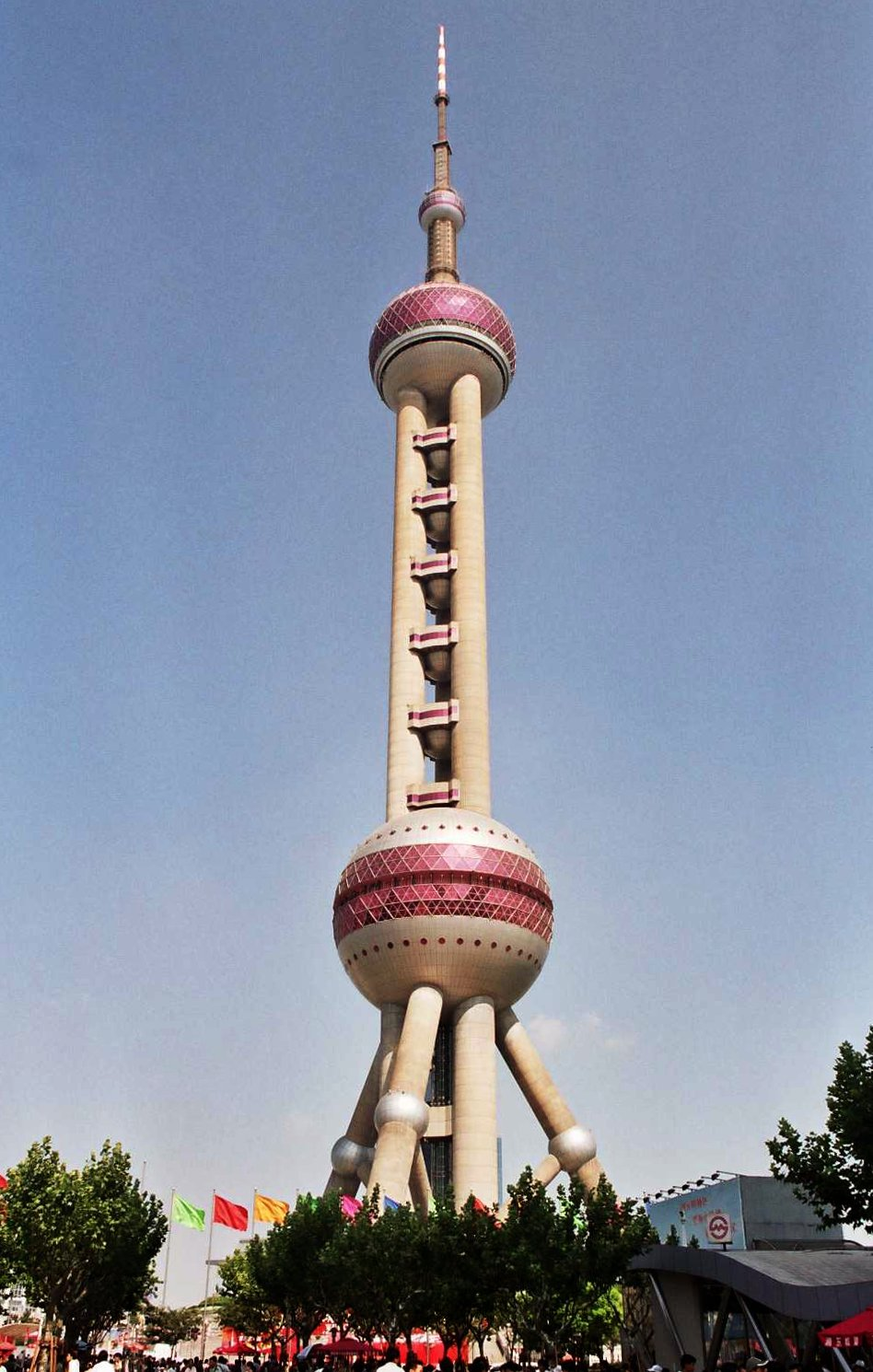
Torre Perla Oriental, Shanghái.
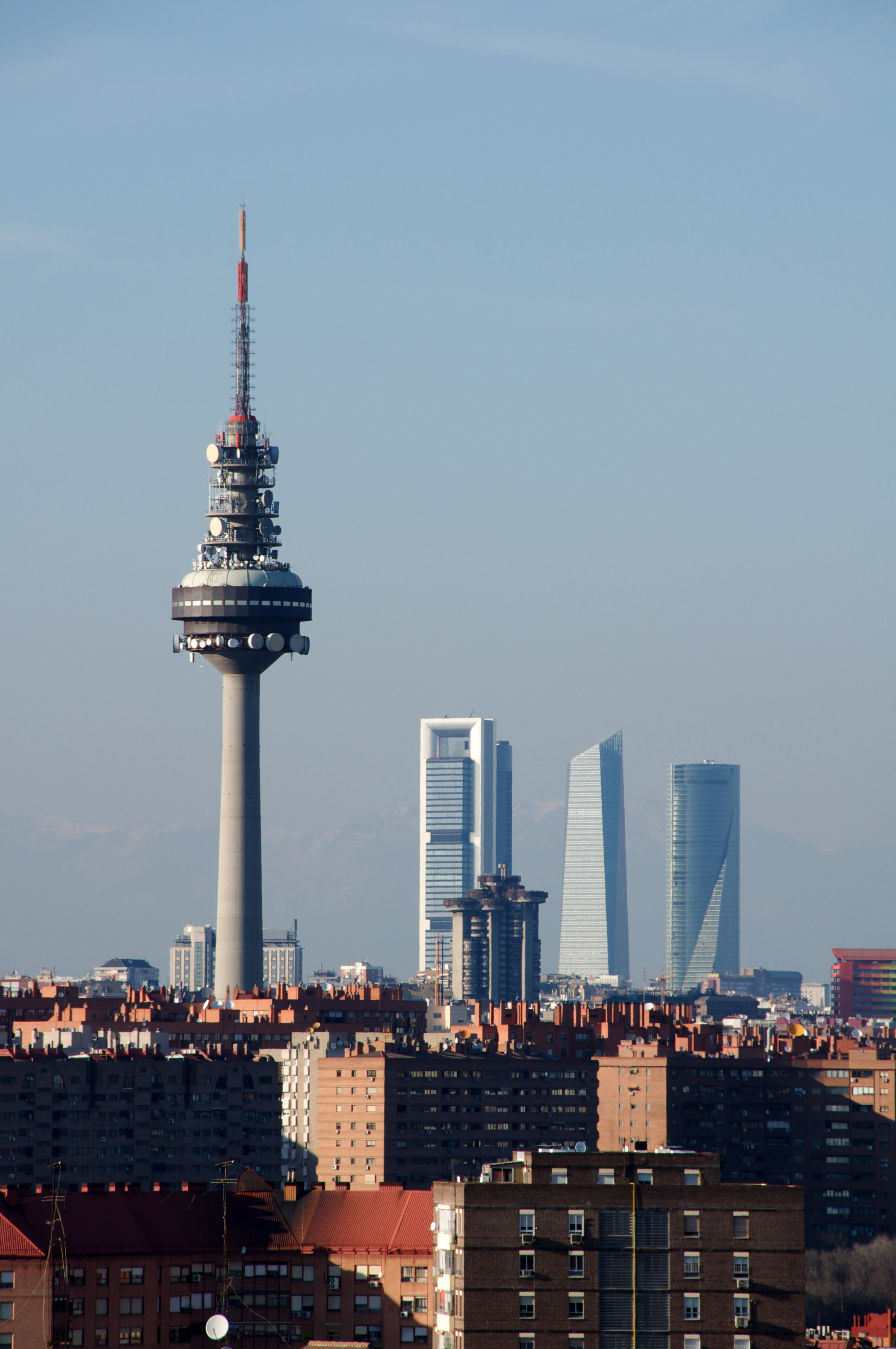
Torrespaña, Madrid

#### Torres de radar
También hay torres de radar para ese tipo de señales, con distintos usos (militares, tráfico aéreo, meteorología -radar meteorológico-, etc).

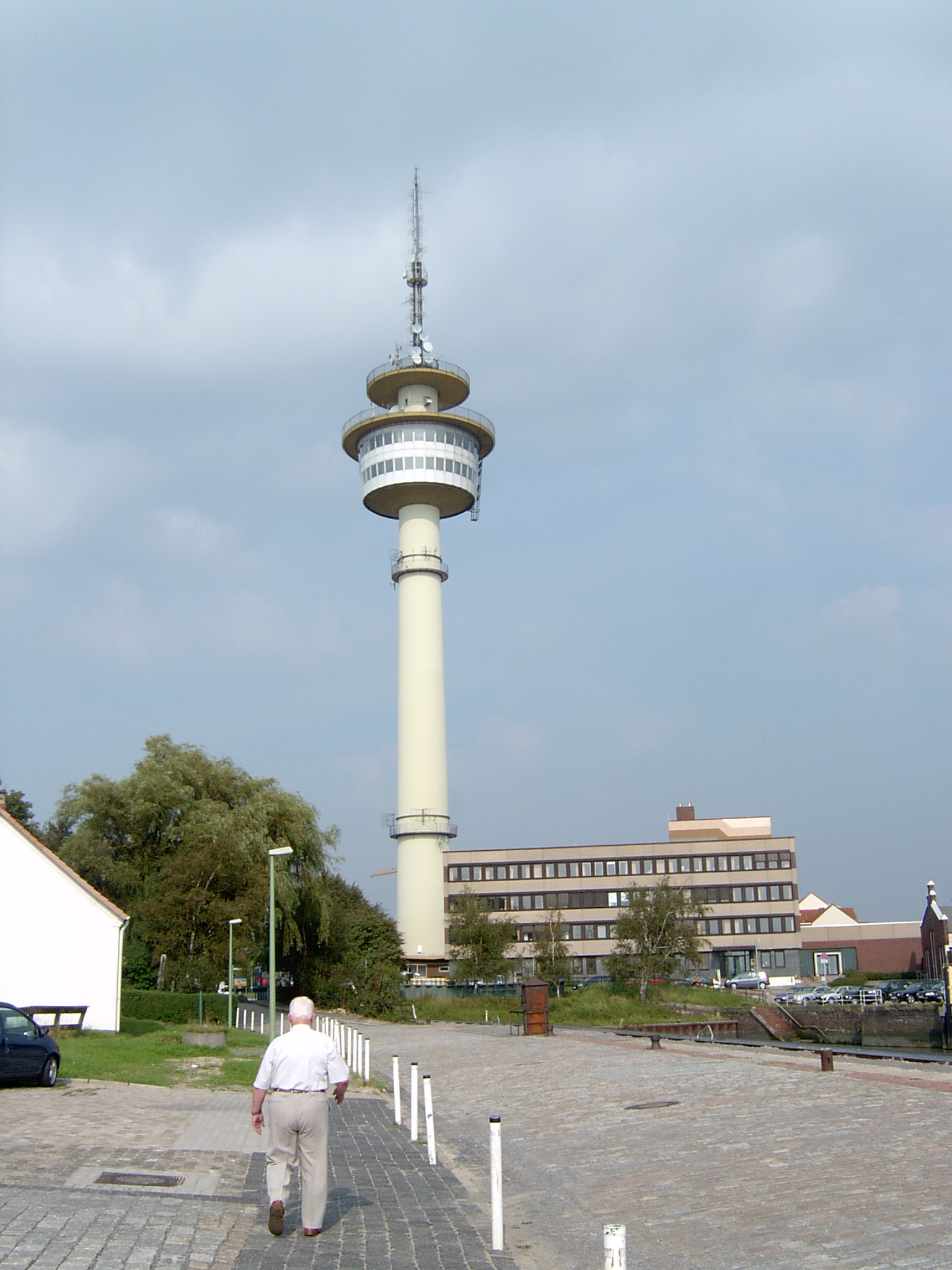
Torre del Radar de Bremerhaven.
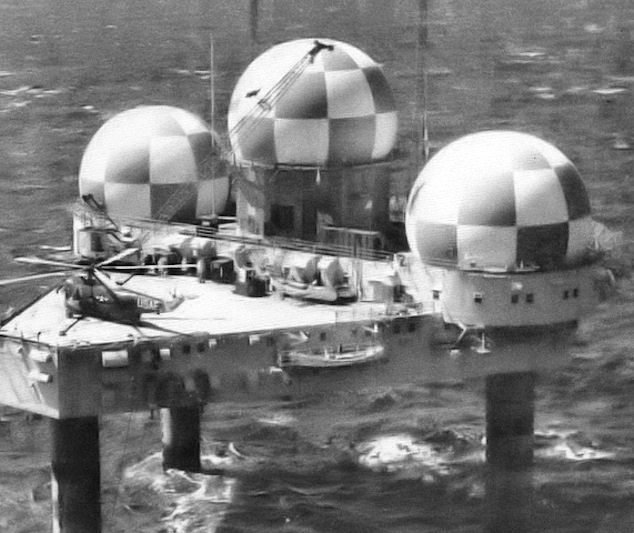
Texas Towers, plataforma marina con torres de radar.
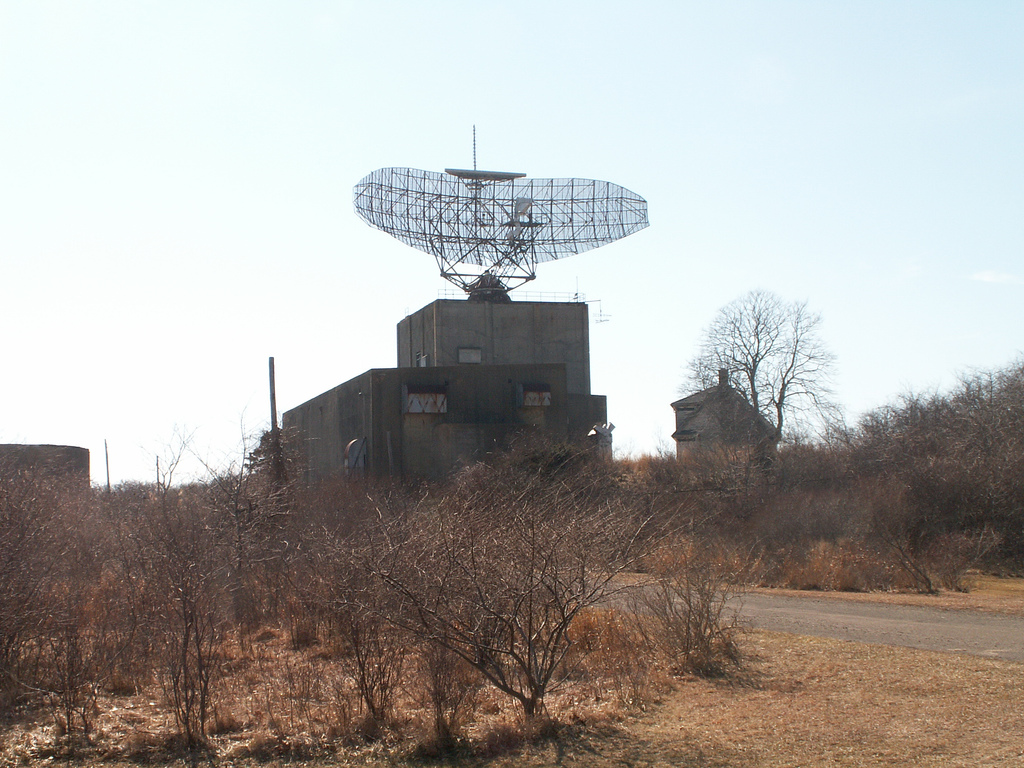
AN/FPS-35.
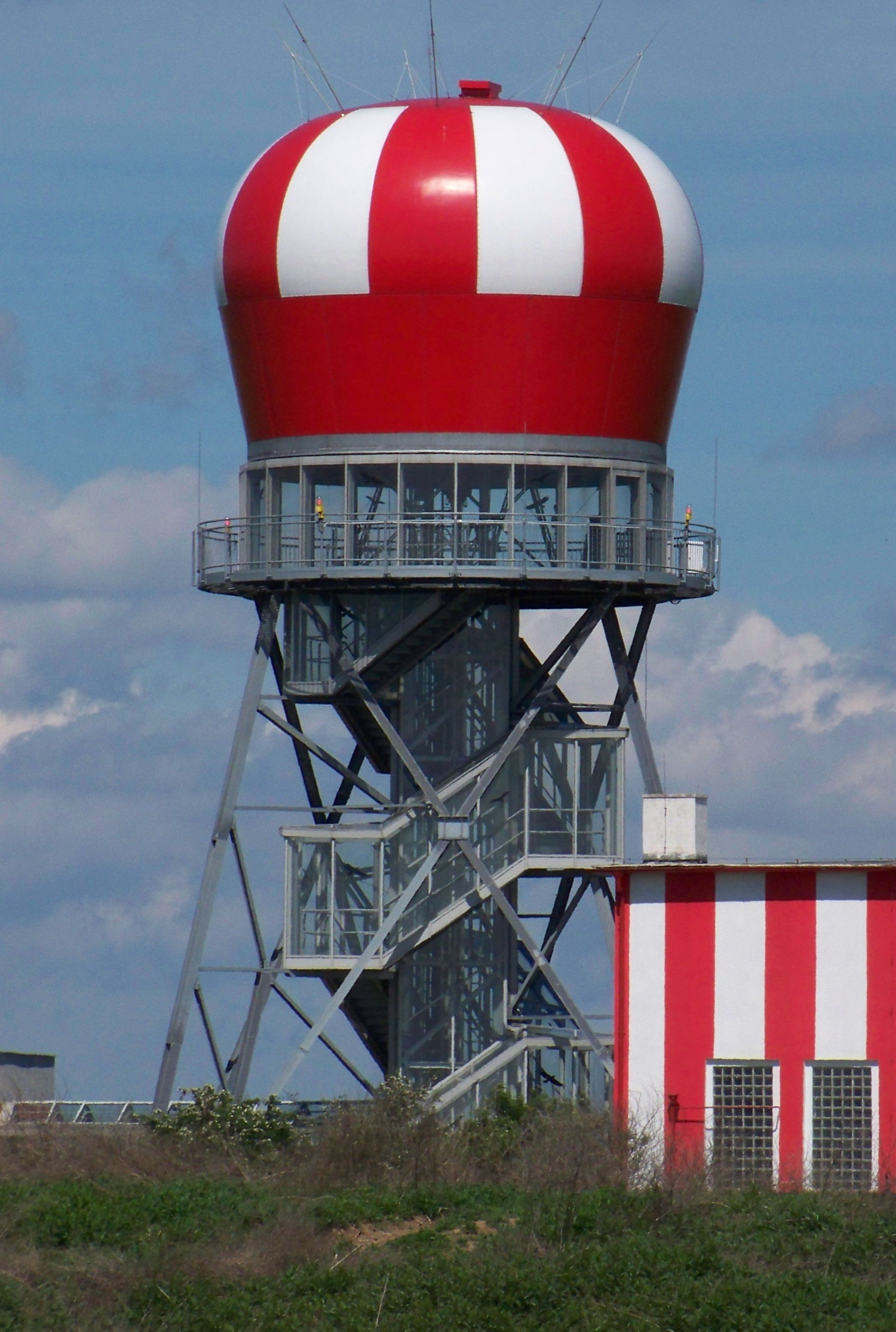
Torre de radar del aeropuerto de Ruzyně (Praga).

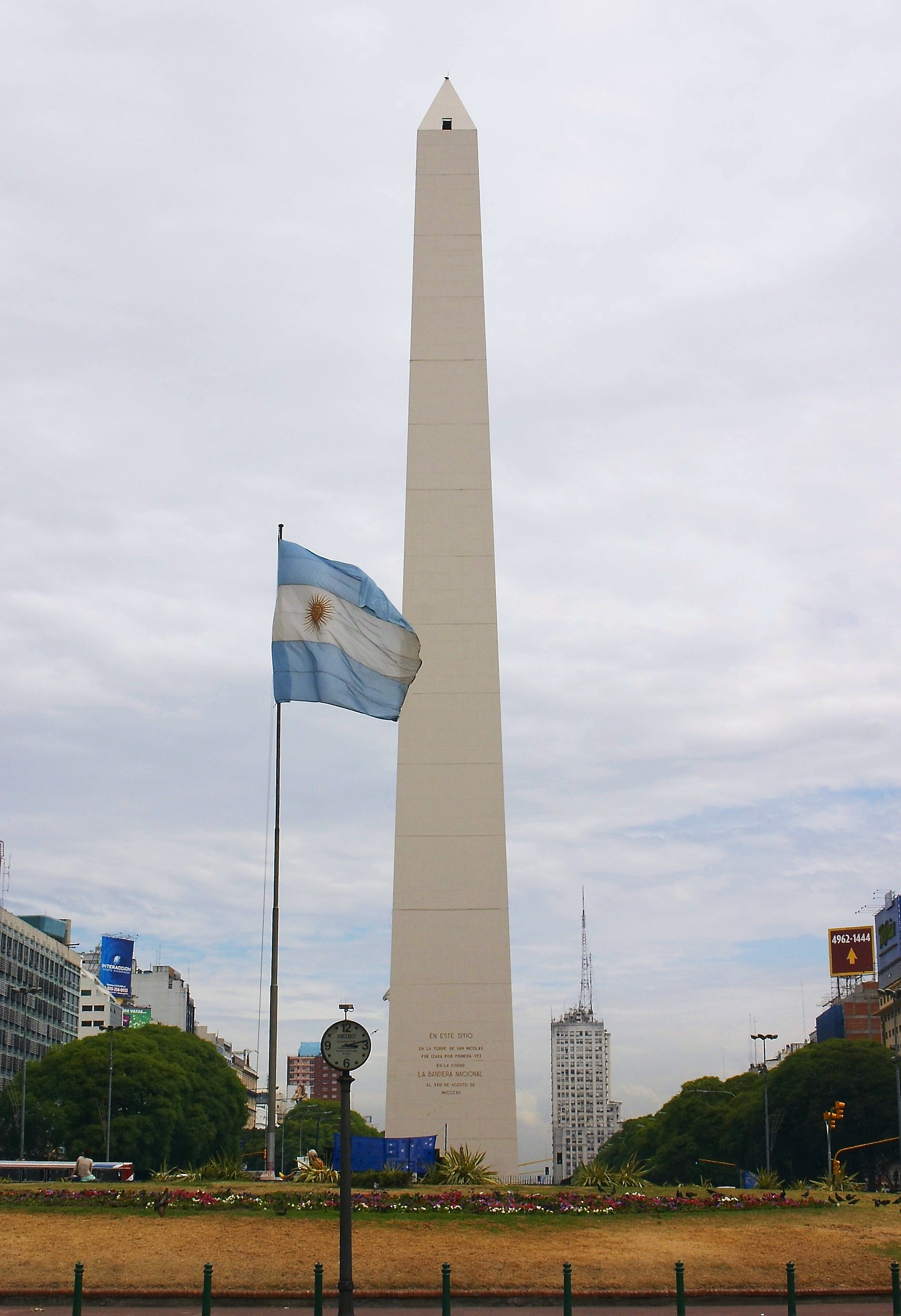
El Obelisco de Buenos Aires, Argentina.

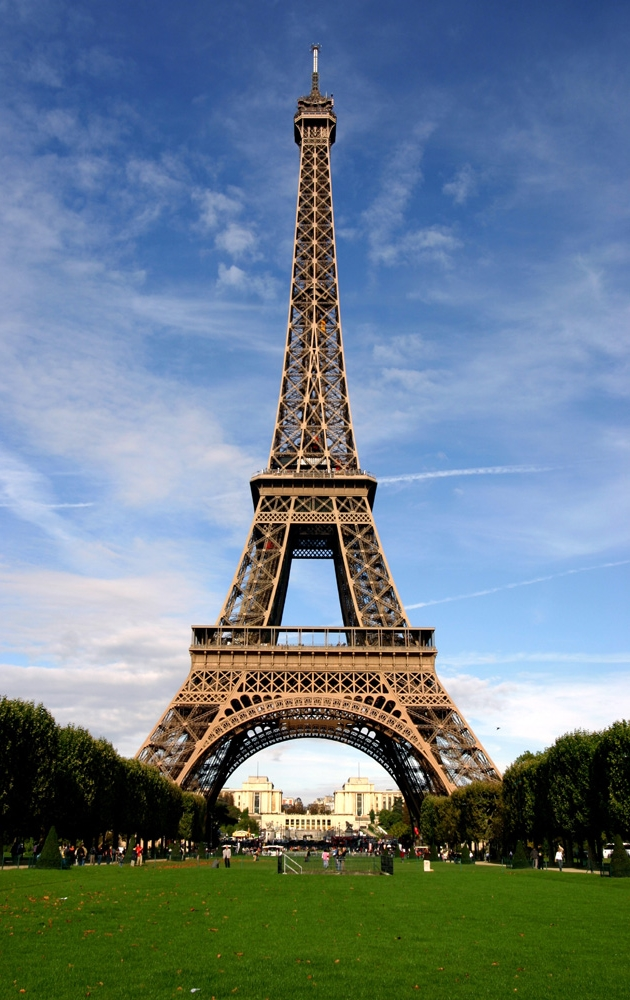
La Torre Eiffel.

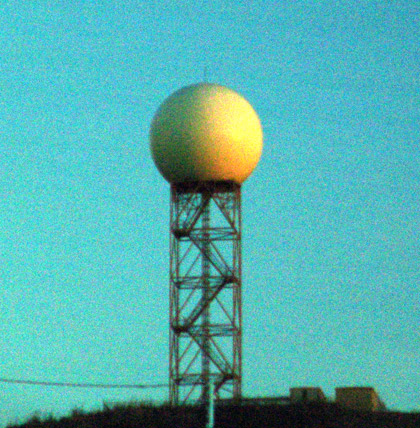
Torre de radar meteorológico Doppler en San Diego (California).
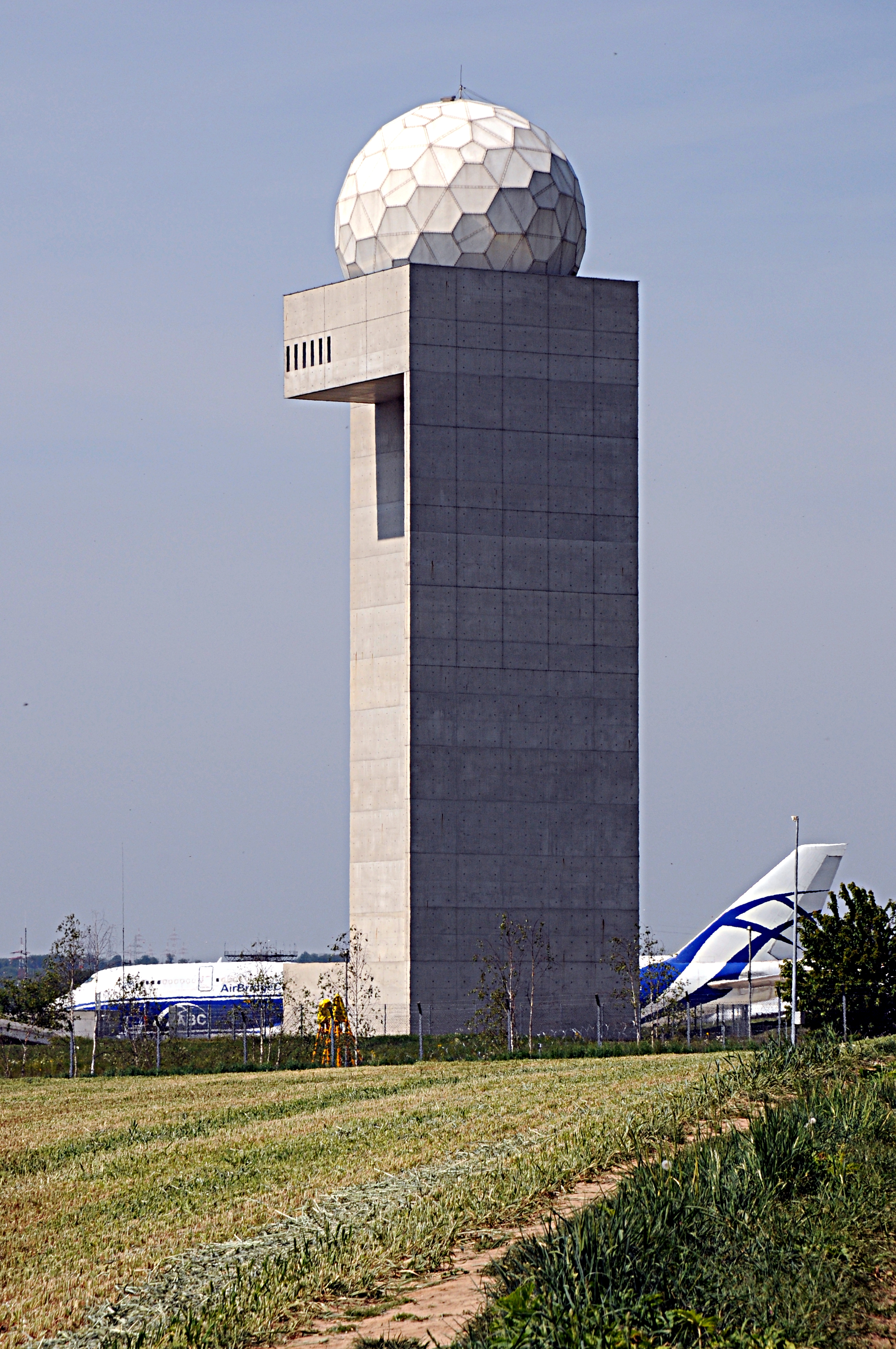
Torre de radar del aeropuerto de Luxemburgo.

## Torres-mirador y torres decorativas
Algunas torres no cumplen funciones prácticas, sirven de decoración o de conmemoración.
Los obeliscos, construidos en el antiguo Egipto, simbolizaban un rayo del Sol, la estabilidad y fuerza creadora que poseía el dios solar Ra. Muchos obeliscos egipcios fueron llevados a Roma, al punto que actualmente hay más obeliscos en Roma que en todo Egipto. Otros imperios de occidente también se llevaron obeliscos egipcios para erigirlos en sus capitales. Actualmente se construyen obeliscos para conmemoraciones como por ejemplo el de Buenos Aires, que conmemora la primera vez que se izó la bandera argentina en la ciudad.
La Torre Eiffel (330 metros), diseñada por el ingeniero francés Gustav Eiffel, se construyó para que sirviera como arco de entrada y mirador de la Exposición Universal de París (1889), en el centenario de la Revolución francesa. Como estaba rematada por una bandera de Francia, también se consideraba como un gigantesco mástil.
Otras torres se utilizan de mirador urbano, como la Torre Espacial de Buenos Aires, la más alta de esta ciudad con 220 metros hasta la punta de la antena, o el Faro de Moncloa en Madrid.

## Torres de vivienda

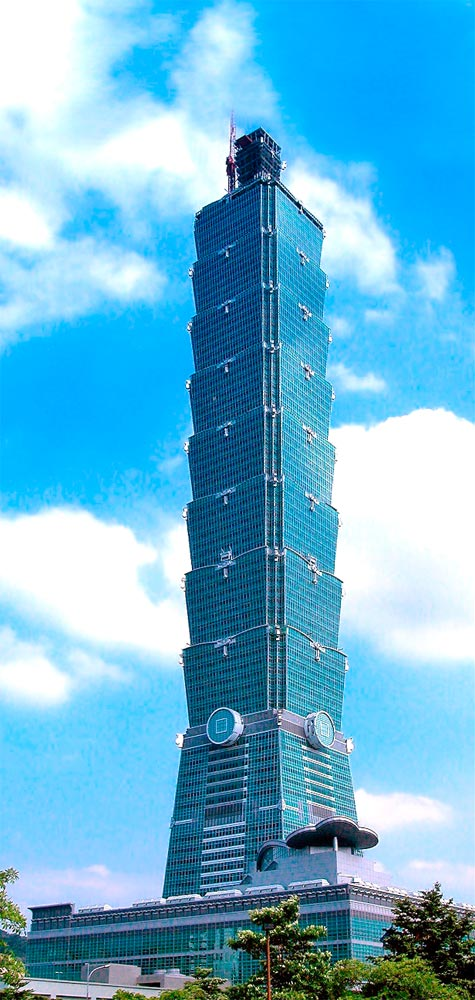
Taipei 101 (509 m), que fue el edificio más alto del mundo entre 2003 y 2009.

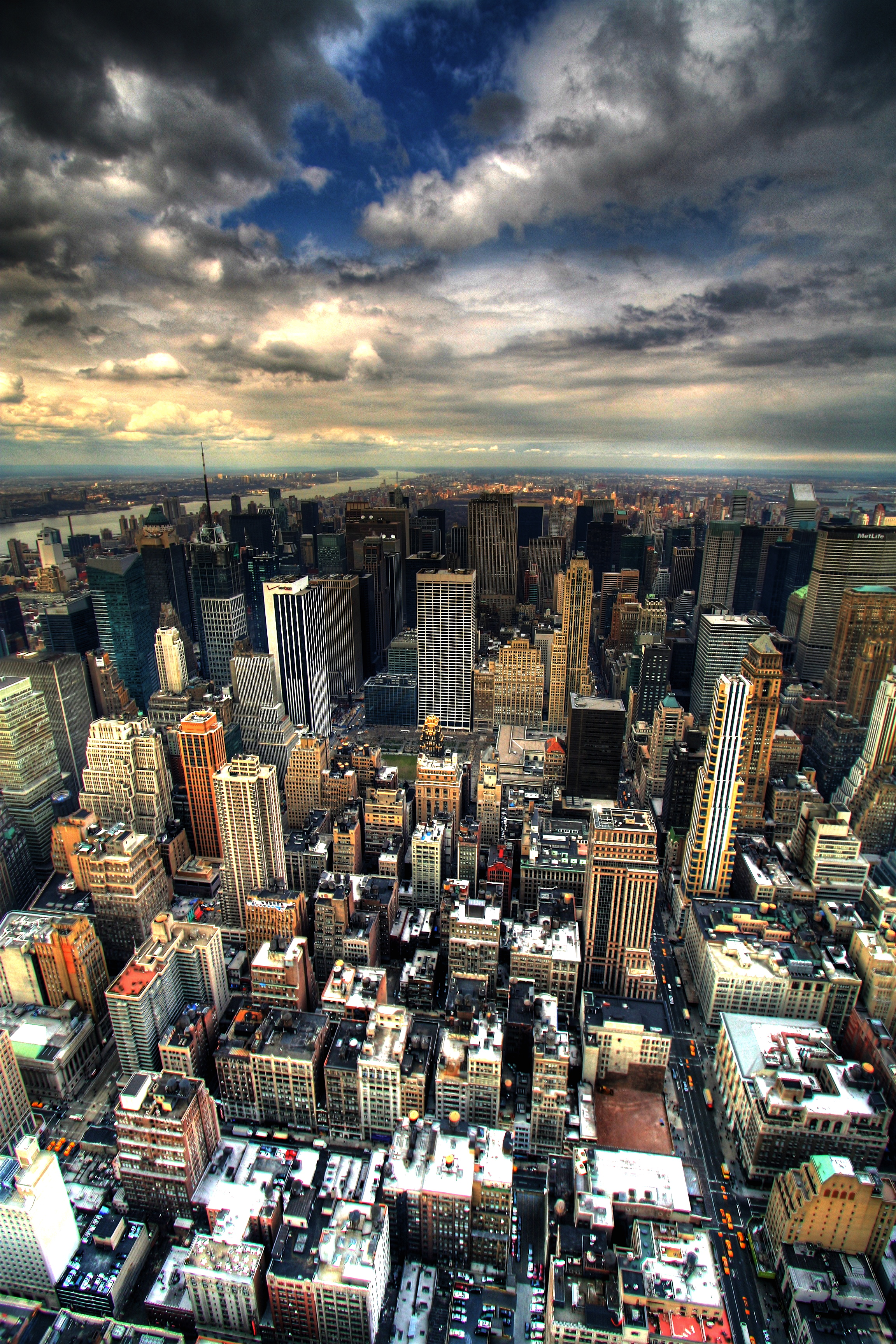
Vista de Manhattan desde el Empire State Building.

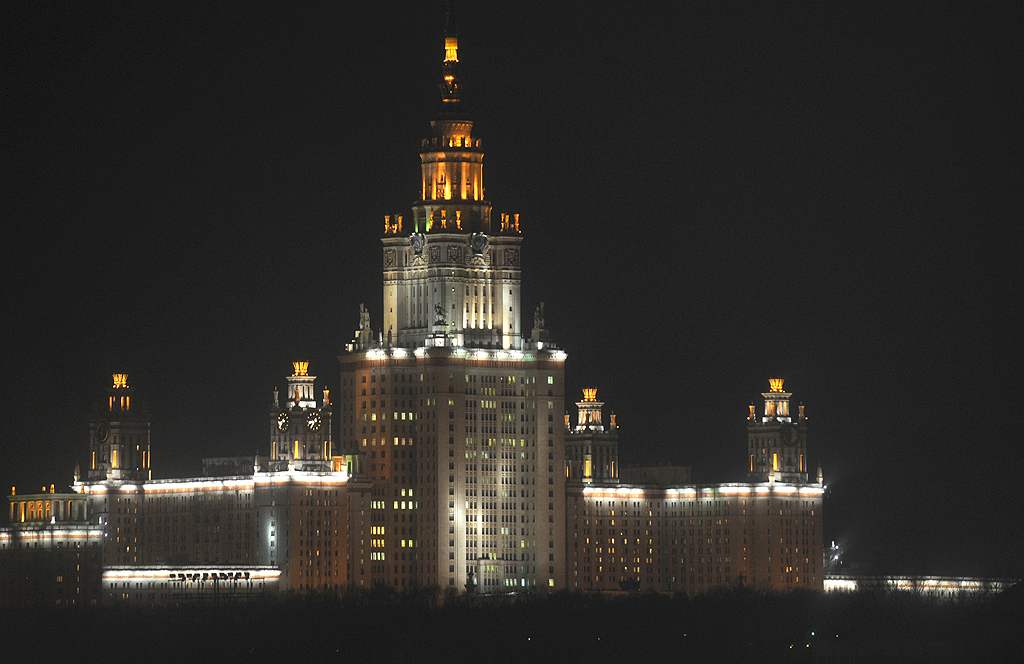
Universidad Lomonósov de Moscú (1953, 187 m -240 m con los elementos superiores-), uno de los rascacielos de Stalin. Su silueta se utilizó como símbolo de los Juegos Olímpicos de Moscú 1980.

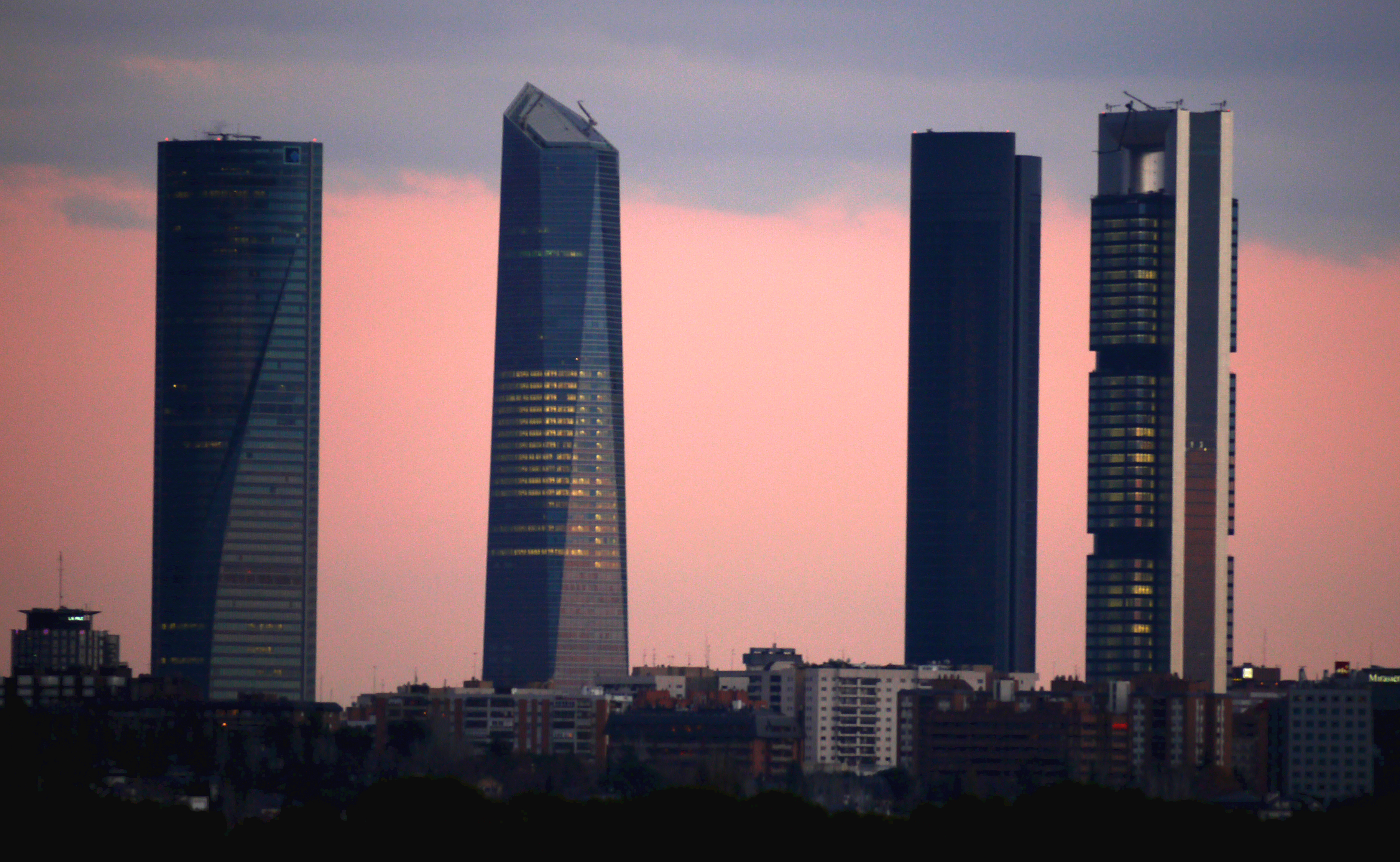
Cuatro Torres (Madrid). La más alta, la Torre de Cristal, de César Pelli (2009, 249 m).

Los edificios de múltiples pisos o plantas son muy antiguos, como las insulae romanas (cuya altura estaba limitada legalmente a 70 pies, o sea, 20 m); pero la limitación que suponía la incomodidad de alcanzar las últimas plantas mediante escaleras hacía que no se superaran por lo general las cinco alturas. Las torres urbanas medievales podían superarlas, pero no era la vivienda la principal función de sus pisos más elevados.

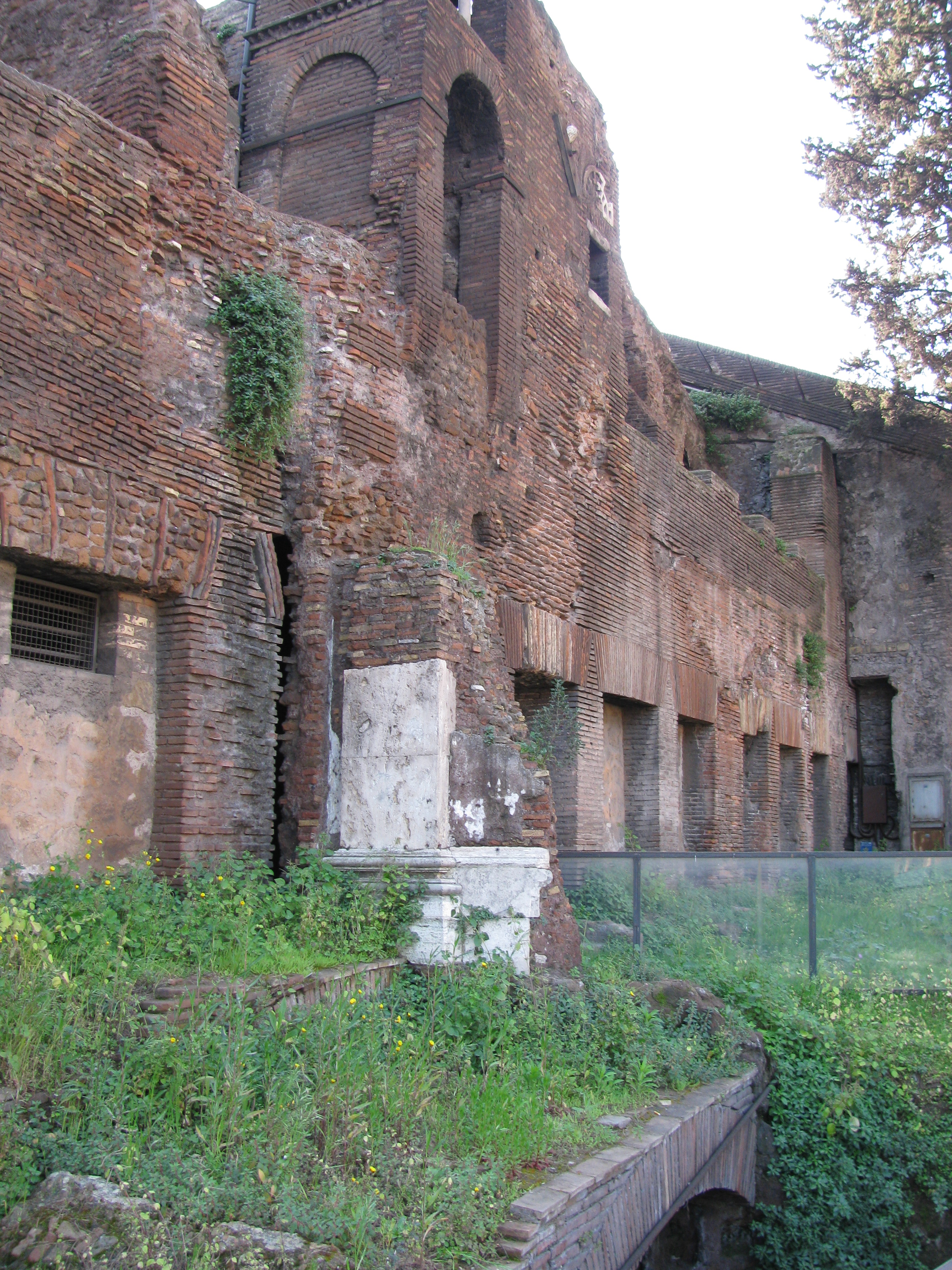
Insula dell'Ara Coeli, Roma.
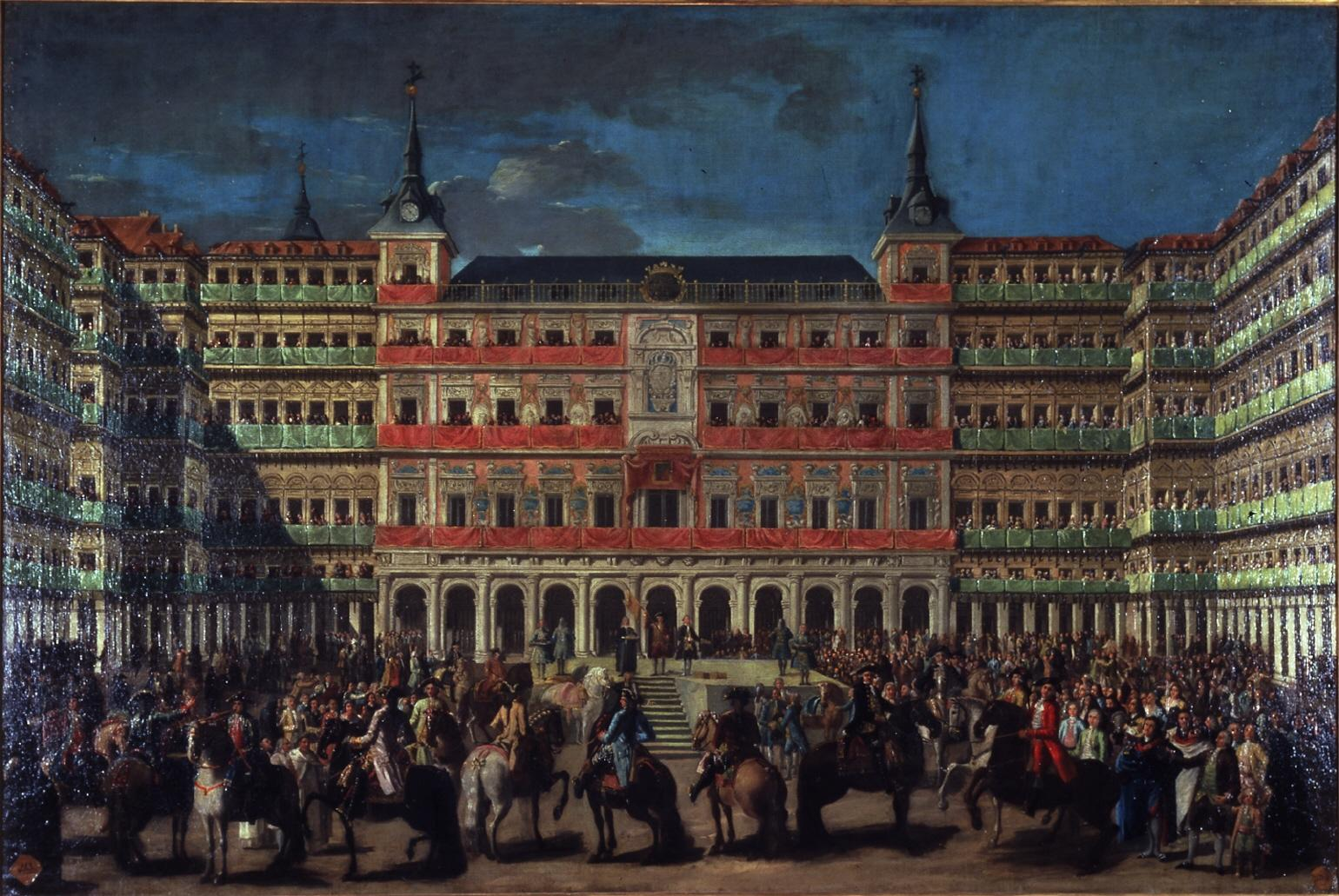
Imagen pictórica de la Plaza Mayor de Madrid en el siglo XVIII.

Con la invención del ascensor a finales del siglo XIX esta limitación pasó a ser un problema secundario (creándose otros, especialmente los de seguridad, aglomeración, costes e incluso la sombra -que priva de luz a grandes zonas-). Otras innovaciones necesarias ya estaban implantadas con la revolución industrial (arquitectura del hierro y el cristal, hormigón armado, bomba hidráulica, etc).

### Rascacielos
Los rascacielos son edificios de viviendas y oficinas de gran altura. La razón de su construcción es el máximo aprovechamiento económico del suelo. Por ello, suelen encontrarse múltiples rascacielos agrupados en las zonas comerciales de grandes ciudades (CBD), donde el valor del suelo es elevado.
Fue el incendio de Chicago de 1871 el que dio oportunidad a una generación de arquitectos (la llamada escuela de Chicago) para planificar una ciudad de rascacielos. El primer edificio de este tipo fue el Home Insurance Building (William Le Baron Jenney, 1884-1885), de diez plantas y 41 m de altura.
A partir de entonces se desató una verdadera carrera por la altura, que, al desplazarse de Chicago (donde se impusieron limitaciones legales) a la ciudad de Nueva York, para 1898 iba ganando el Park Row Building (119 m). En 1908 el Singer Building (187 m) estableció un nuevo récord. Al año siguiente fue superado por la Metropolitan Life Tower (213 m) y en 1913 por el Woolworth Building (241 m), que ostentó el récord hasta 1930, en que fue superado por The Trump Building (283 m) y el Chrysler Building (319 m). En 1931 este fue a su vez superado por el Empire State Building (381 m -sin la aguja-). Hasta 1972 no se levantó un edificio mayor: las Torres Gemelas del World Trade Center (417 m), destruidas en los atentados del 11 de septiembre de 2001. En 1973 el récord volvió a Chicago con la Sears Tower (442 m -hoy llamada Willis).

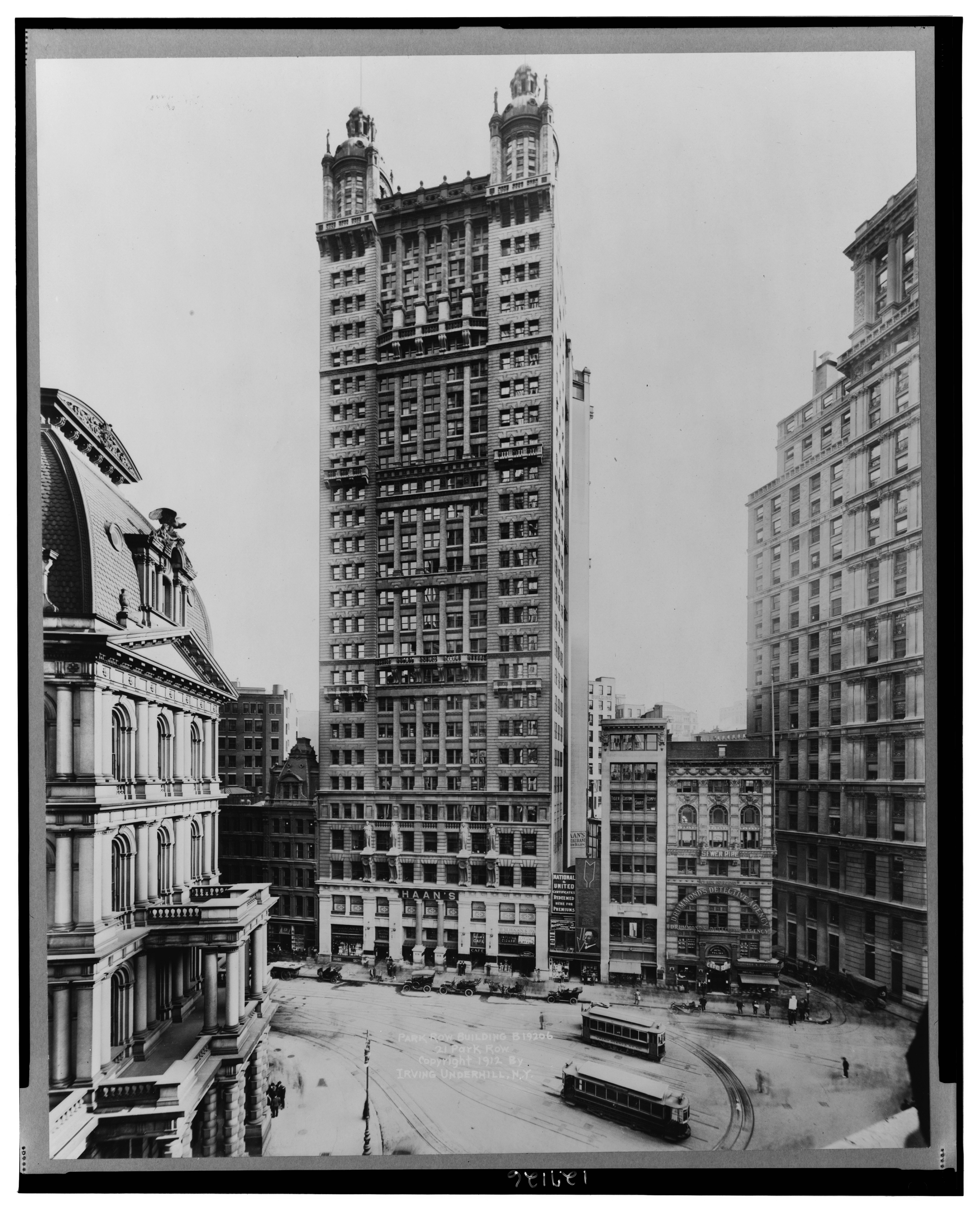
Park Row.
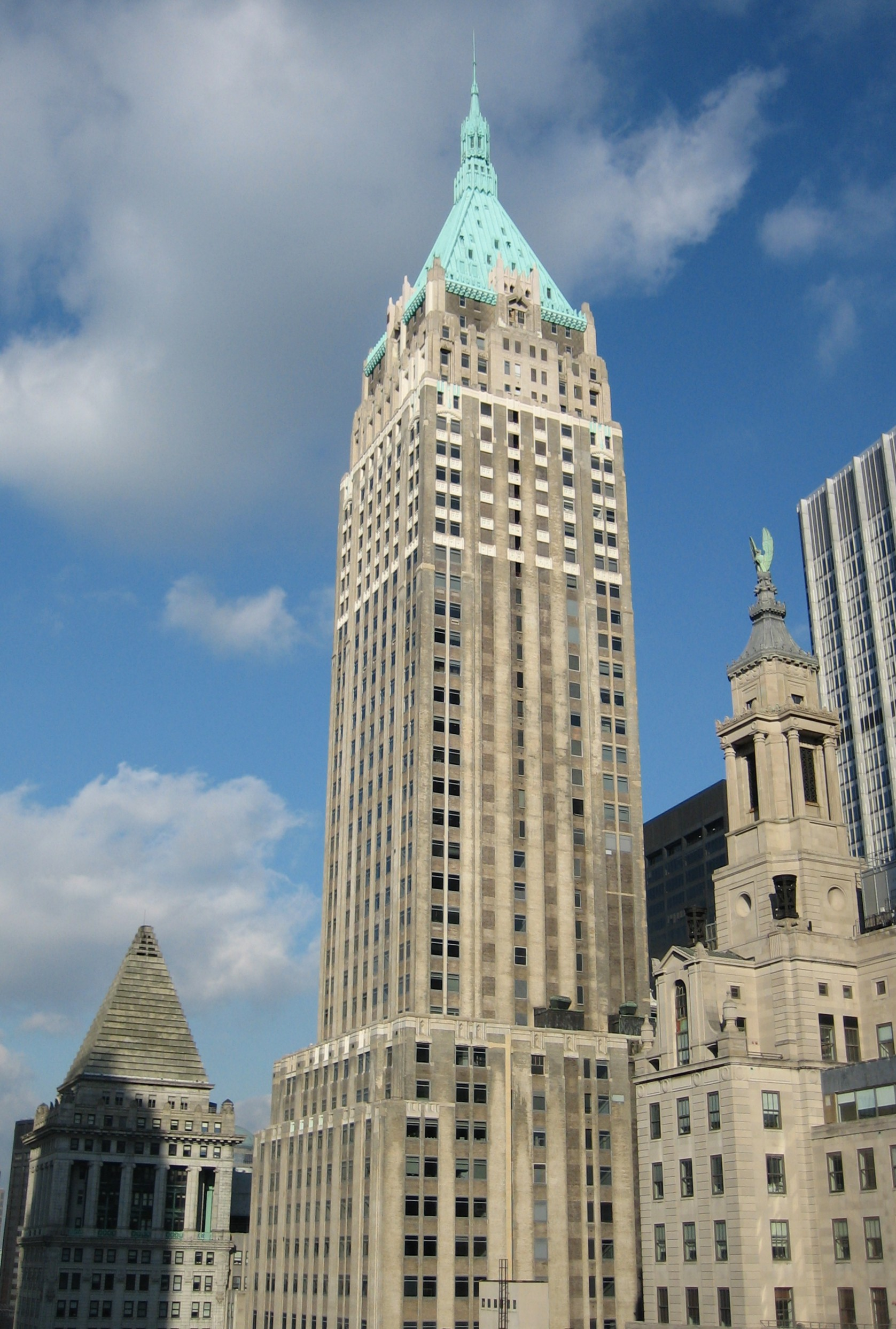
Torre Trump.
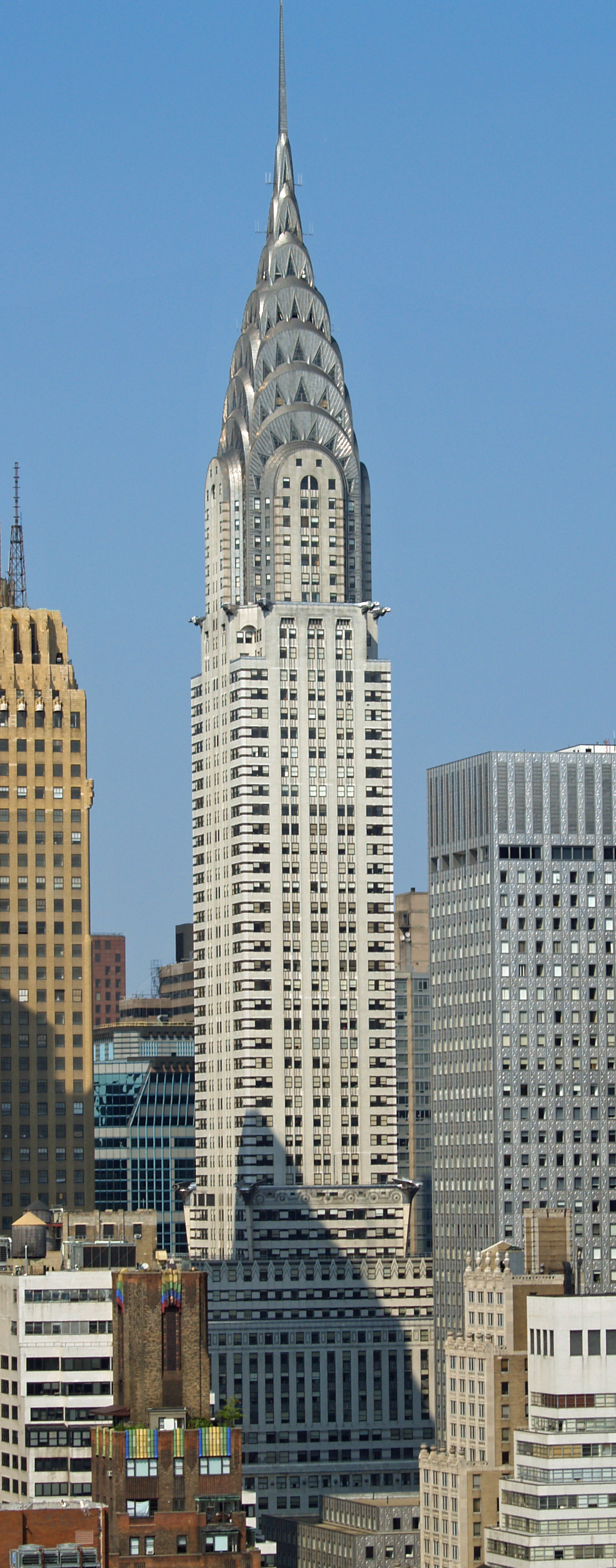
Chrisler.
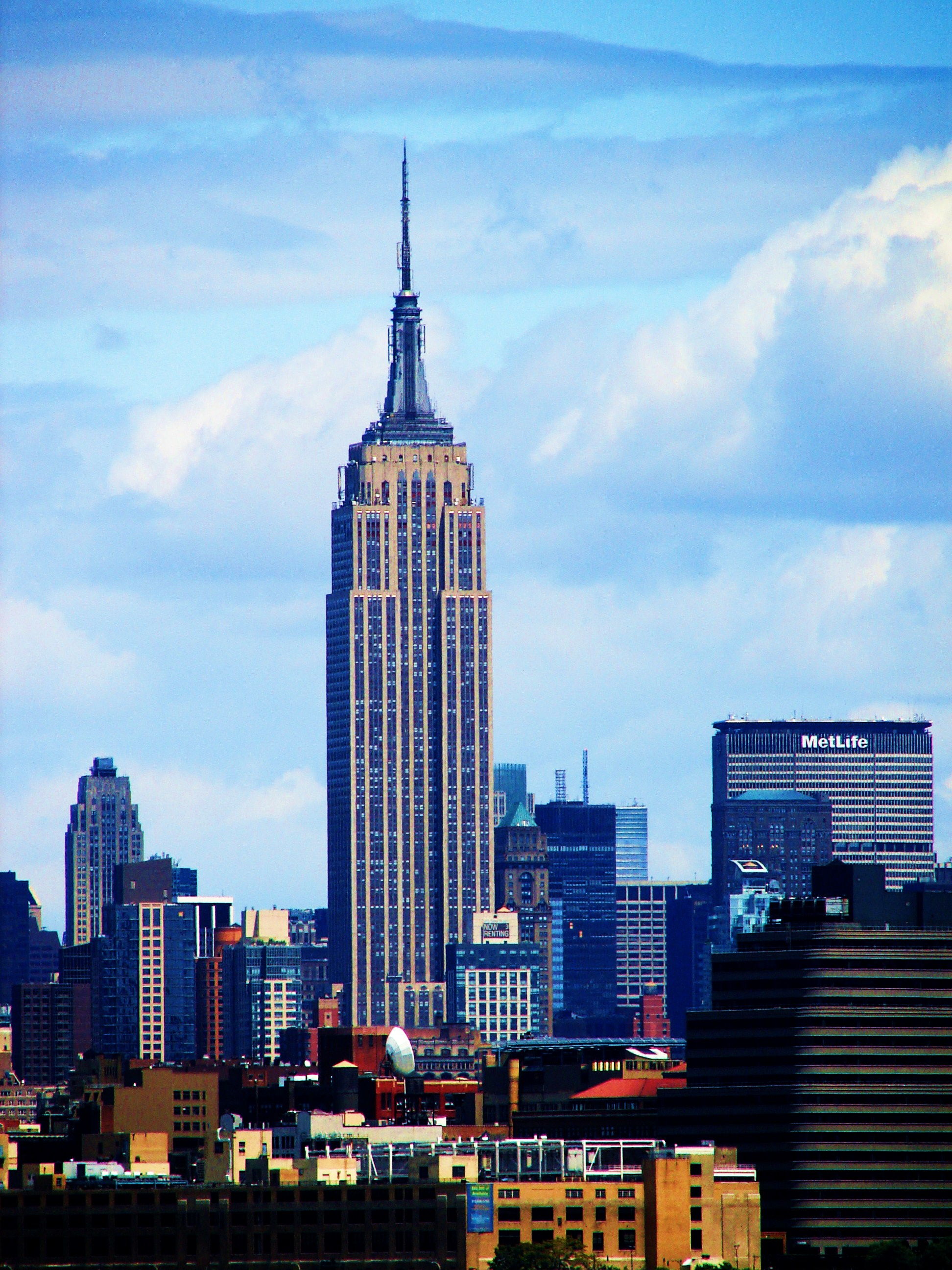
Empire State.
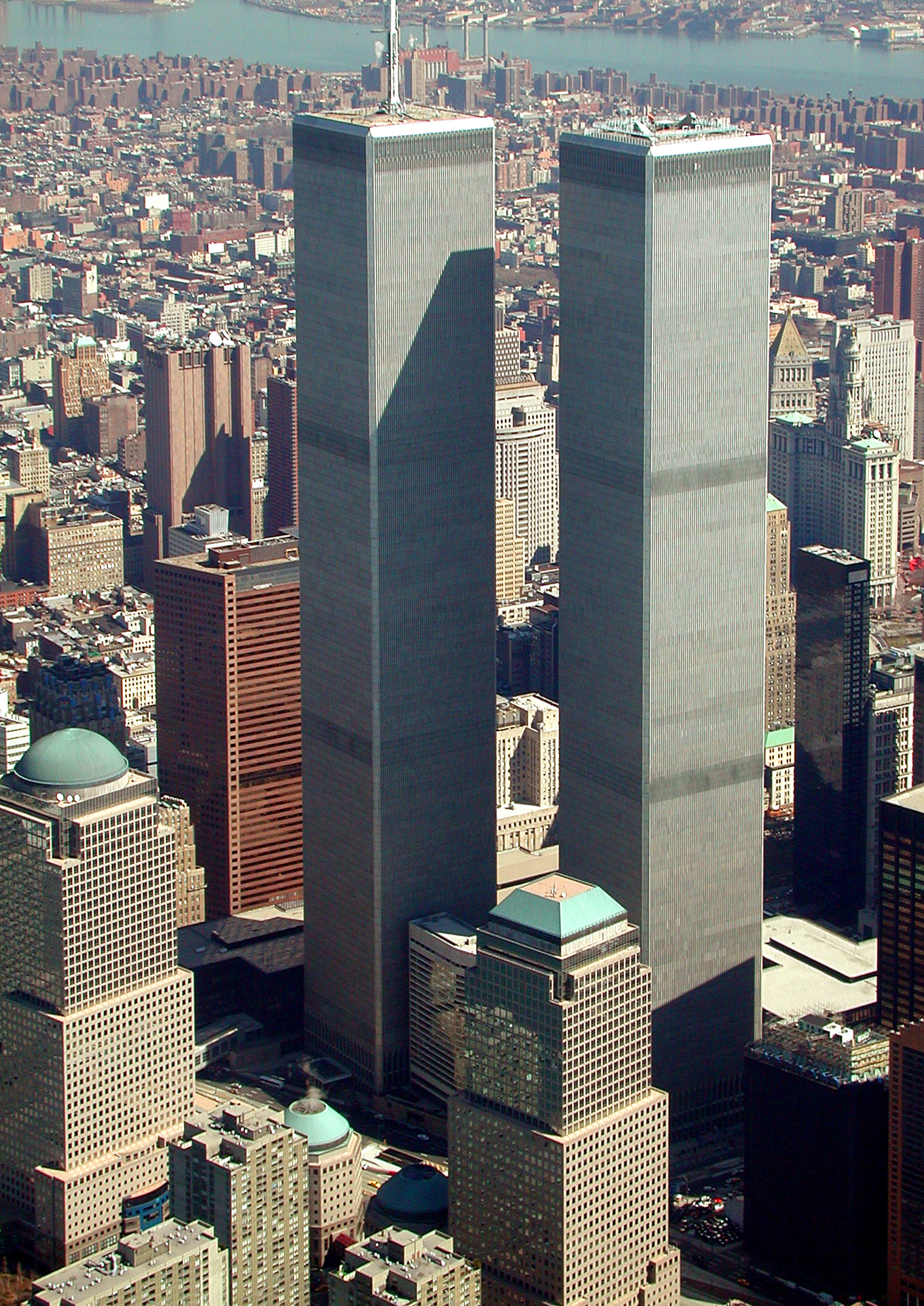
Torres Gemelas.
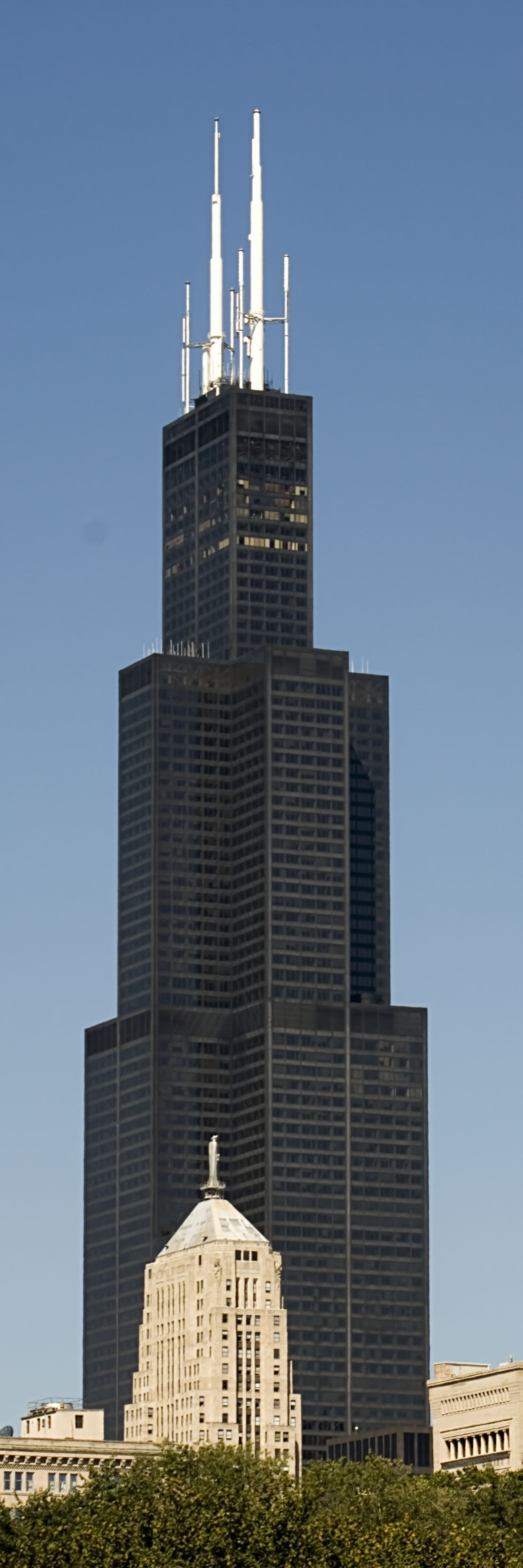
Sears (Chicago).
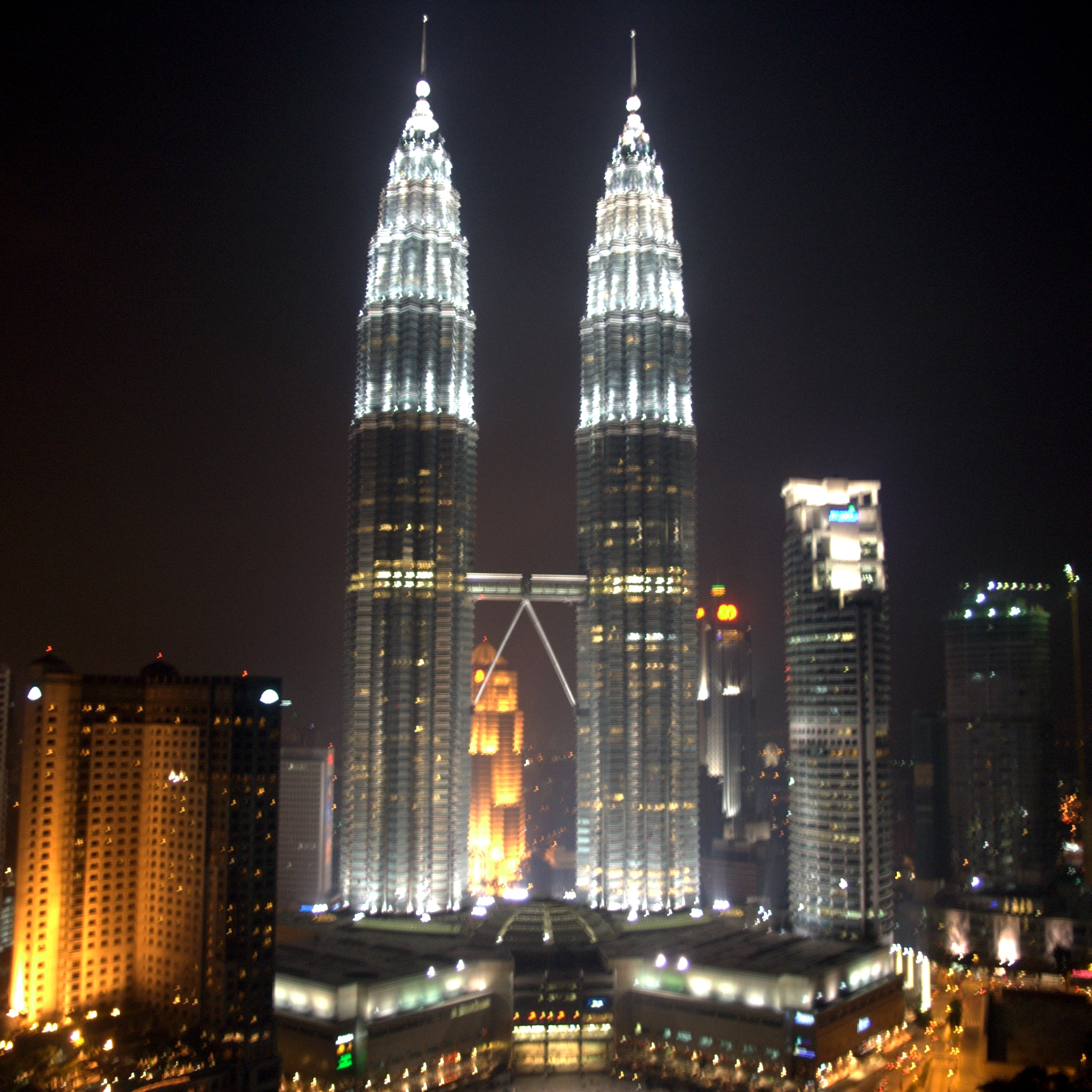
Torres Petronas (Kuala Lumpur).

A partir de los años treinta comenzaron a aparecer rascacielos en ciudades de otros países; muy precozmente en Iberoamérica (Buenos Aires -1923, Palacio Barolo, 100 m, 1936, Edificio Kavanagh, 120 m-, Mondevideo-1928, Palacio Salvo, 105 m-, São Paulo -1934, Edificio Martinelli, 130 m, 1947, Edificio Altino Arantes, 150 m-, Ciudad de México -1945, Torre de la Lotería Nacional, 107 m, 1956, Torre Latinoamericana, 140 m-, más tardíamente los de Panamá, de Venezuela, o de Chile-); mientras que en Europa no fueron frecuentes hasta después de la Segunda Guerra Mundial, e incluso suscitaron polémicas (distrito de La Défense en París, rascacielos de Londres -que hubieron de esperar a la superación de las limitaciones legales-). La Unión Soviética planificó la construcción de ocho grandes torres (los Stalinskiye Visotki -"Rascacielos de Stalin"-), siete de las cuales fueron llevadas a cabo (en inglés se las llama seven sisters). El Madrid de los años cincuenta, que ya disponía desde 1929 del Edificio Telefónica (88 m), vio levantarse rascacielos como el Edificio España (117 m) y la Torre de Madrid (142 m); y posteriormente los del eje de la Castellana (complejo AZCA, torres inclinadas de la Plaza de Castilla y Cuatro Torres). Barcelona introdujo los rascacielos en su red urbana a partir de los Juegos Olímpicos de 1992.
Japón levantó grandes rascacielos desde los años setenta, pero desde finales del siglo XX son otros países asiáticos los que han alcanzado un verdadero protagonismo en este tipo de construcciones: en 1998 las Torres Petronas de Kuala Lumpur fueron el primer rascacielos no estadounidense en alcanzar el récord de edificio más alto del mundo (aunque se cuestiona qué elementos arquitectónicos superiores hay que añadir en la medición -410 m o 452 m-). En 2003 fueron superadas por Taipei 101 (449 m), superado a su vez en 2007 por el Burj Khalifa de Dubái (830 m). También las megalópolis africanas y Australia disponen de grandes rascacielos. Por número y progresión destacan los rascacielos chinos y, por su concentración, el impresionante conjunto de rascacielos de Hong Kong.

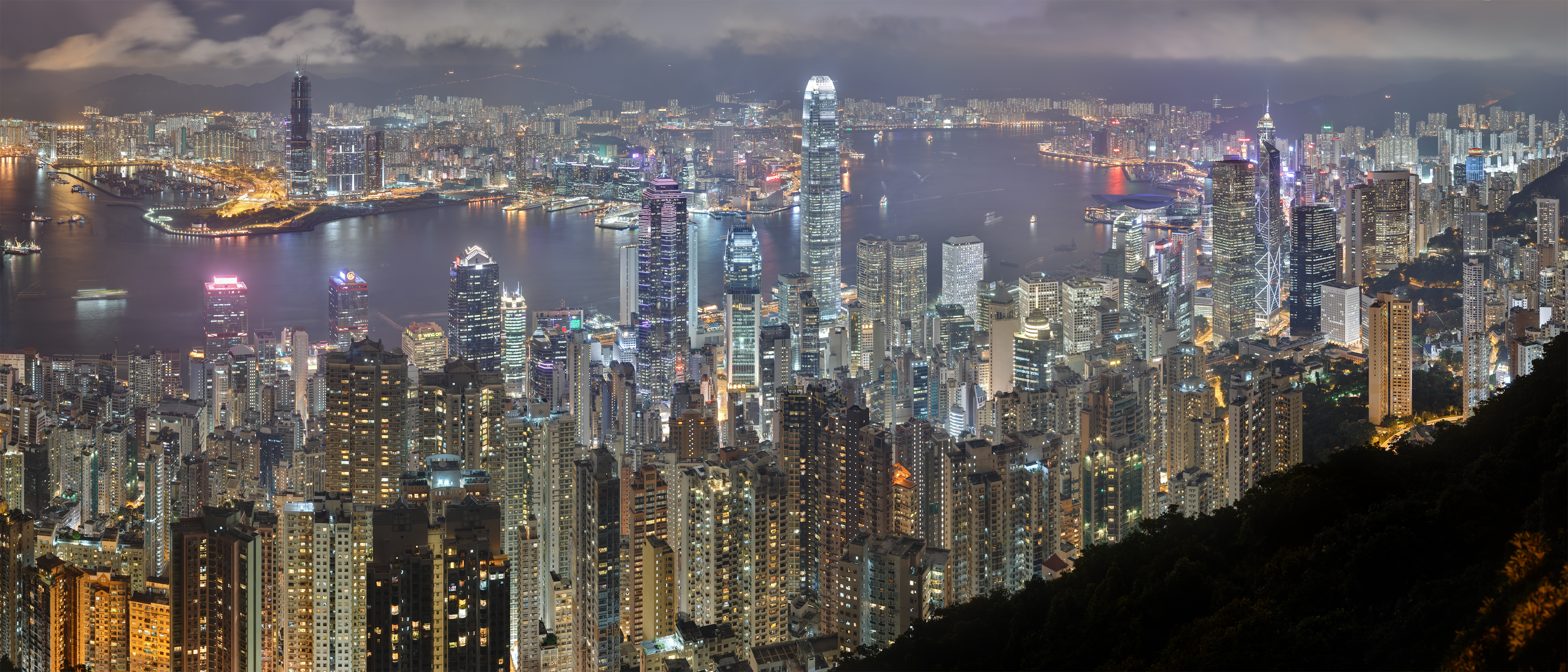
Rascacielos de Hong Kong.

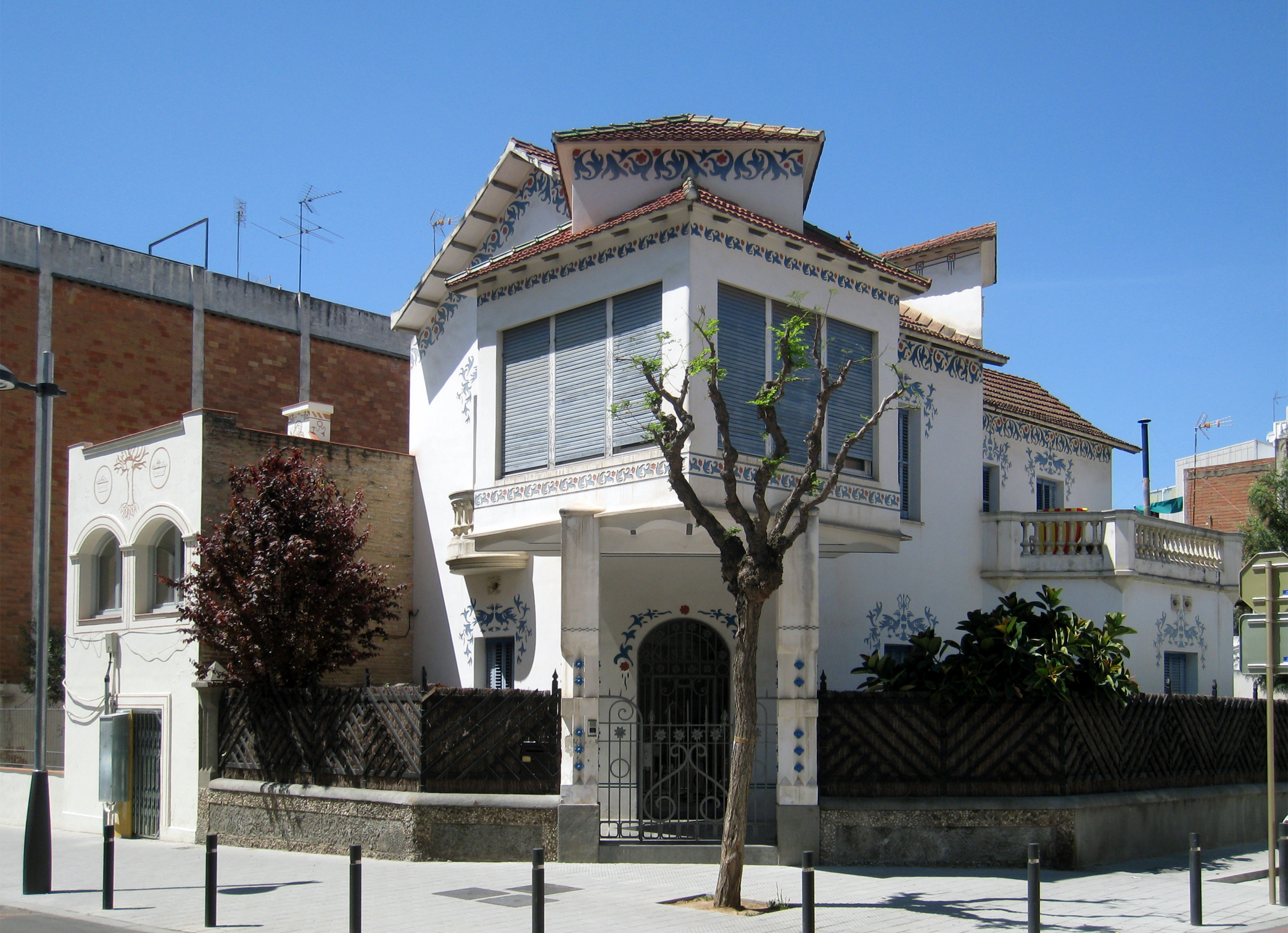
Torre Serra Xaus, del arquitecto modernista catalán Josep Maria Jujol (1921).

### Torres como vivienda rural o de ocio
En algunas zonas de España, especialmente Cataluña, Aragón y Murcia, se denomina "torre" a un tipo de vivienda rural tradicional (casa de campo, granja con huerta o casa-torre de la huerta o campo), que desde finales del siglo XIX se convirtieron en residencias de ocio, del tipo que en otras zonas se denomina chalé. La denominación se extendió hasta denominar cualquier tipo de vivienda unifamiliar, incluso en el ámbito urbano.